# الغرب الأمريكي القديم

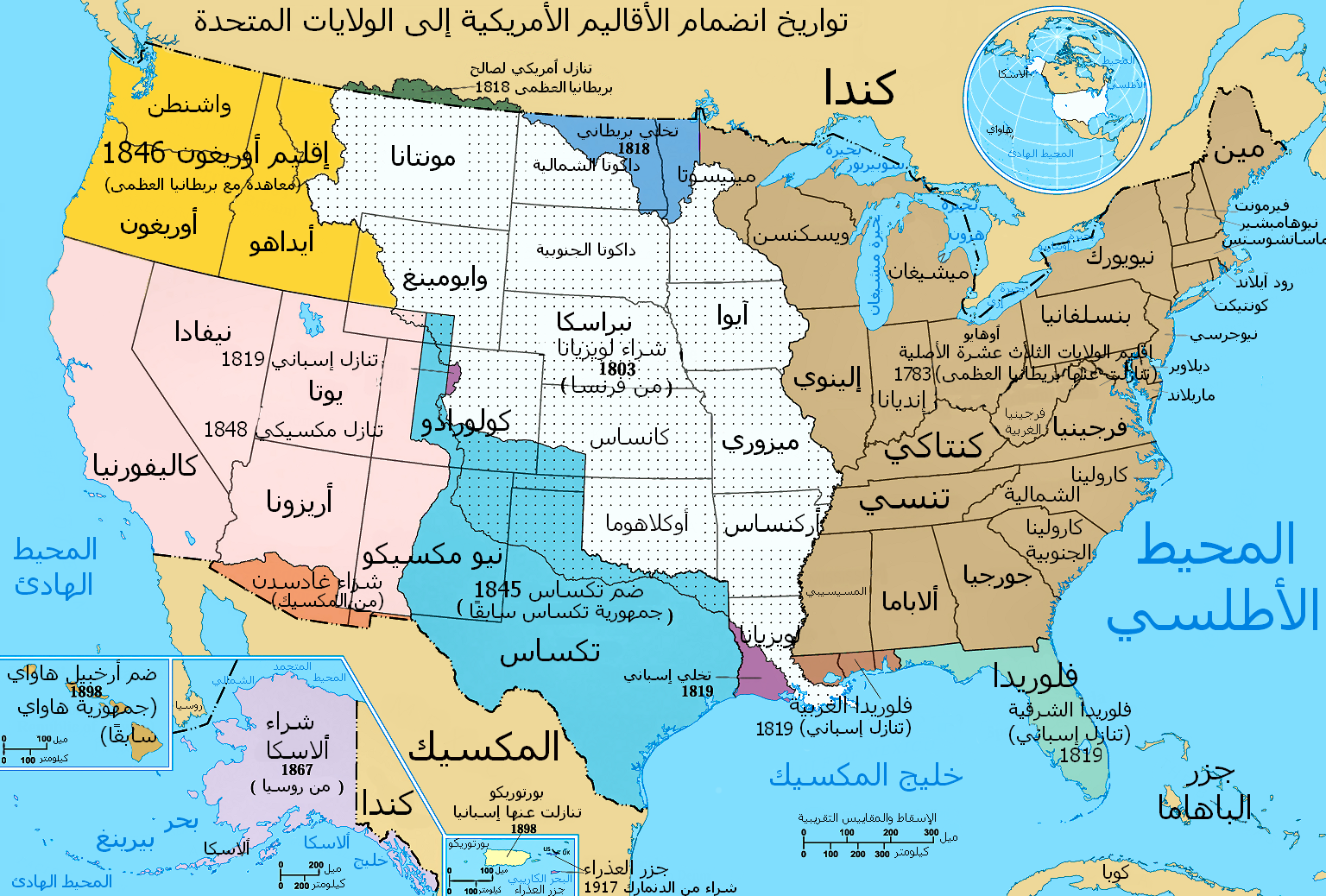
الاستحواذ الإقليمي للولايات المتحدة.

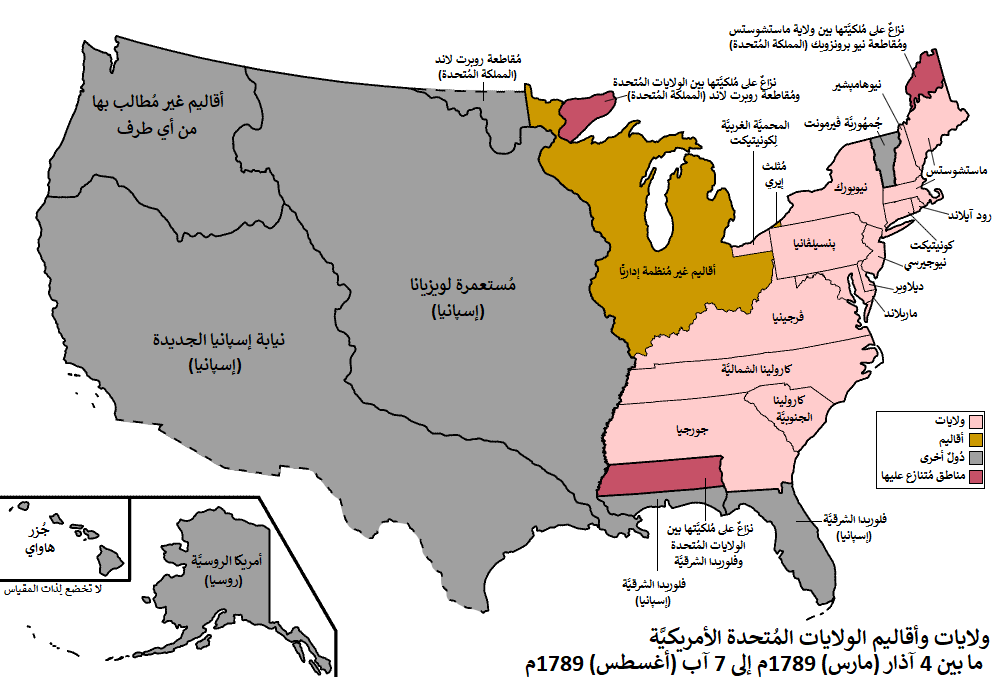
أقاليم الولايات المتحدة في سنة 1789.

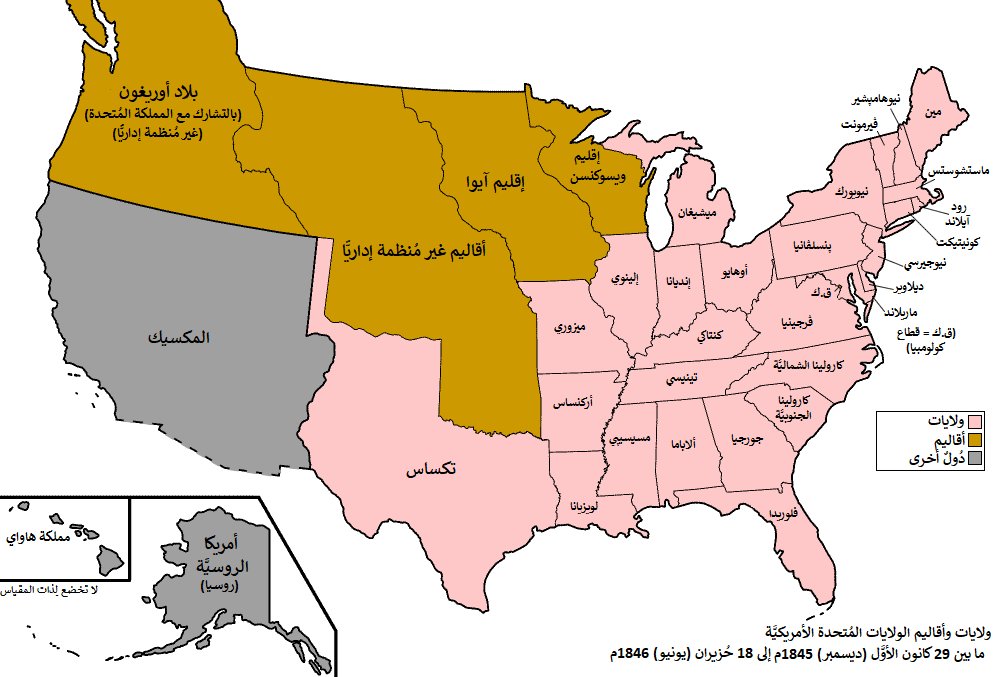
أقاليم الولايات المتحدة في عامي 1845-46.

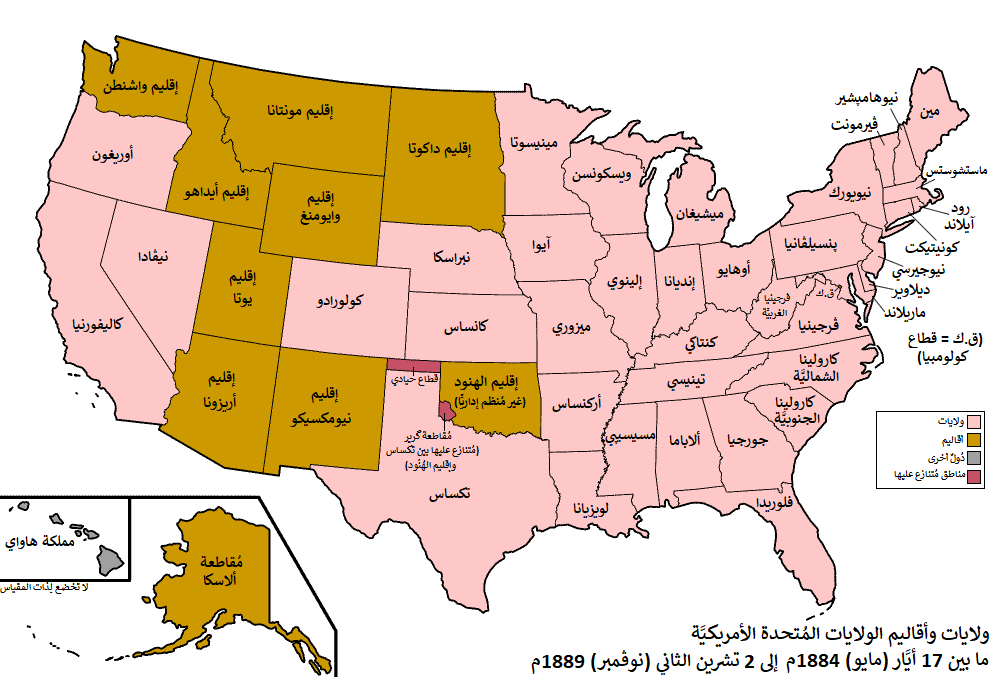
أقاليم الولايات المتحدة من سنة 1884 إلى سنة 1889.

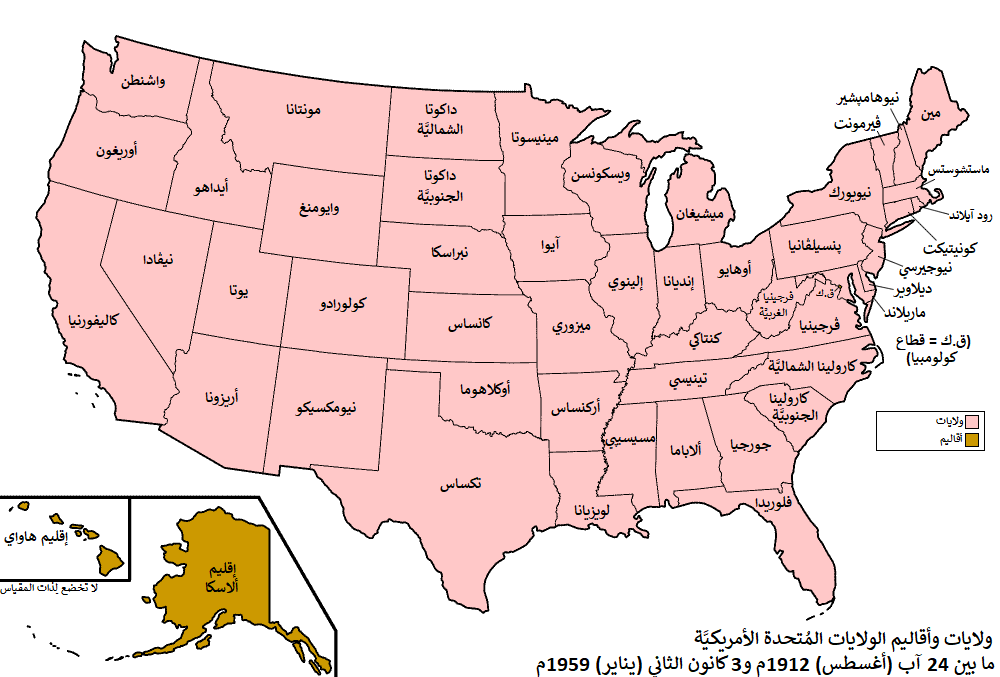
أقاليم الولايات المتحدة في سنة 1912.

الغرب الأمريكي القديم (بالإنجليزية: American Old West)، معروف أيضًا بالتخوم الأمريكية (American frontier)، والغرب القديم (Old West)، والغرب المتوحش (Wild West)، والغرب البعيد (Far West). يشمل التاريخ والجغرافيا والفلكلور والسكان والتقاليد والتعبير الثقافي في موجة التقدم للتوسع الأمريكي التي بدأت مع المستوطنات الاستعمارية الإنجليزية في بداية القرن السابع عشر وانتهت بالاعتراف بأراضي البر الرئيسي الأخيرة كولايات في عام 1912. تشير «التخوم» إلى منطقة متباينة على حافة خط الاستيطان الأوروپي-الأمريكي. يغطي المؤرخون الأمريكيون تخومًا متعددة ولكن الفلكلور يركز بشكل أساسي على ما يُسمى بـ«الفتح» واستيطان الأراضي الواقعة غرب نهر المسيسيپي، في ما هو الآن الغرب الأوسط وتكساس والسهول العظمى وجبال روكي وجنوب الغرب والساحل الغربي.
هذه الحقبة التي شهدت الهجرة الضخمة كانت بتشجيع بشكل خاص من المستعمرة وحكومة الولايات المتحدة المبكرة عقب صفقة لويزيانا، وصياغة المصطلح والفلسفة السياسية «القدر المتجلي».
وقد ركز اهتمام شعبي ضخم في وسائل الإعلام في القرن التاسع عشر وبداية القرن العشرين على ولايات الغرب الأمريكية في النصف الثاني من القرن التاسع عشر، الذي كان موضوعه عادةً مبالغًا في الرومانسية والفوضى والعنف الفوضوي لهذه الفترة لإعطاء تأثير درامي أكبر. وهو ما أدى في النهاية إلى إلهام النوع الغربي «الويسترن» من الأفلام، والذي امتد إلى الكتب المصورة ولعب الأطفال والألعاب والأزياء.
وكما تم تعريفه من قِبل هاين وفاراجر «تاريخ التخوم يروي القصة عن الخلق والدفاع عن المجتمعات، واستخدام الأراضي، وتطوير الأسواق، وتكوين الولايات.» ويُفَسرَّان، «إنها حكاية عن فتح، لكنها أيضًا عن البقاء والثبات واندماج الشعوب والثقافات التي أعطت ولادة واستمرار الحياة لأمريكا». من خلال المعاهدات مع الأمم الأجنبية والقبائل الأصلية، والتسويات السياسية، والغزو العسكري، وإقامة القانون والنظام، وبناء المزارع ومرابي المواشي والمدن، وتعليم المسالك، وحفر المناجم، وجذب هجرات كبيرة من قِبل الأجانب، توسعت الولايات المتحدة من ساحل إلى ساحل، مُحققة أحلام القدر المتجلي. وقد نَظّر المؤرخ فريدريك چاكسون تيرنر في «أطروحة التخوم» (1893) أن التخوم كانت عملية تحويل الأوروپيين إلى شعب جديد، الأمريكيين، الذين تركّزت قيمهم على المساواة والديمقراطية والتفاؤل، وكذلك الفردانية والاعتماد على الذات، وحتى العنف. وهكذا، أعلنت أطروحة التخوم الغربية لتكون عملية محدِدة للتاريخ الأمريكي.
ومع دخول التخوم الأمريكية إلى التاريخ، ترسخت أساطير الغرب في الخيال والأفلام في مخيلة الأمريكيين وغير الأمريكيين على حد سواء. قال ديڤيد مردوك «لم تتخذ أية أُمّة أخرى زمانًا ومكانًا من ماضيها وأنتجت خيالًا يساوي خلق أمريكا للغرب».

## مصطلحا «الغرب» و«التخوم»
خط التخوم كان الخط الخارجي للمستوطنات الأوروپية-الأمريكية. انتقل باطراد غربًا من العقد 1630 إلى العقد 1880 (مع تحركات عرضية شمالًا إلى مين وڤيرمونت، وجنوبًا إلى فلوريدا، وشرقًا من كاليفورنيا إلى نيڤادا). وقد فضَّل تيرنر تعريف مكتب التعداد لـ«خط التخوم» ككثافة استيطان لشخصين لكل ميل مربع. كان «الغرب» هو المنطقة المستقرة حديثًا بالقرب من الحدود. وهكذا، أجزاء من الغرب الأوسط وجنوب أمريكا، وإن لم تعد تُعتبَر «غربية»، فإن لها تراث جبهي مع الولايات الغربية الحديثة. ومع ذلك ففي القرن الواحد والعشرين المصطلح «الغرب الأمريكي» يُستخدَم غالبًا للمنطقة الواقعة غرب نهر المسيسيپي.

## تخوم المستعمرات

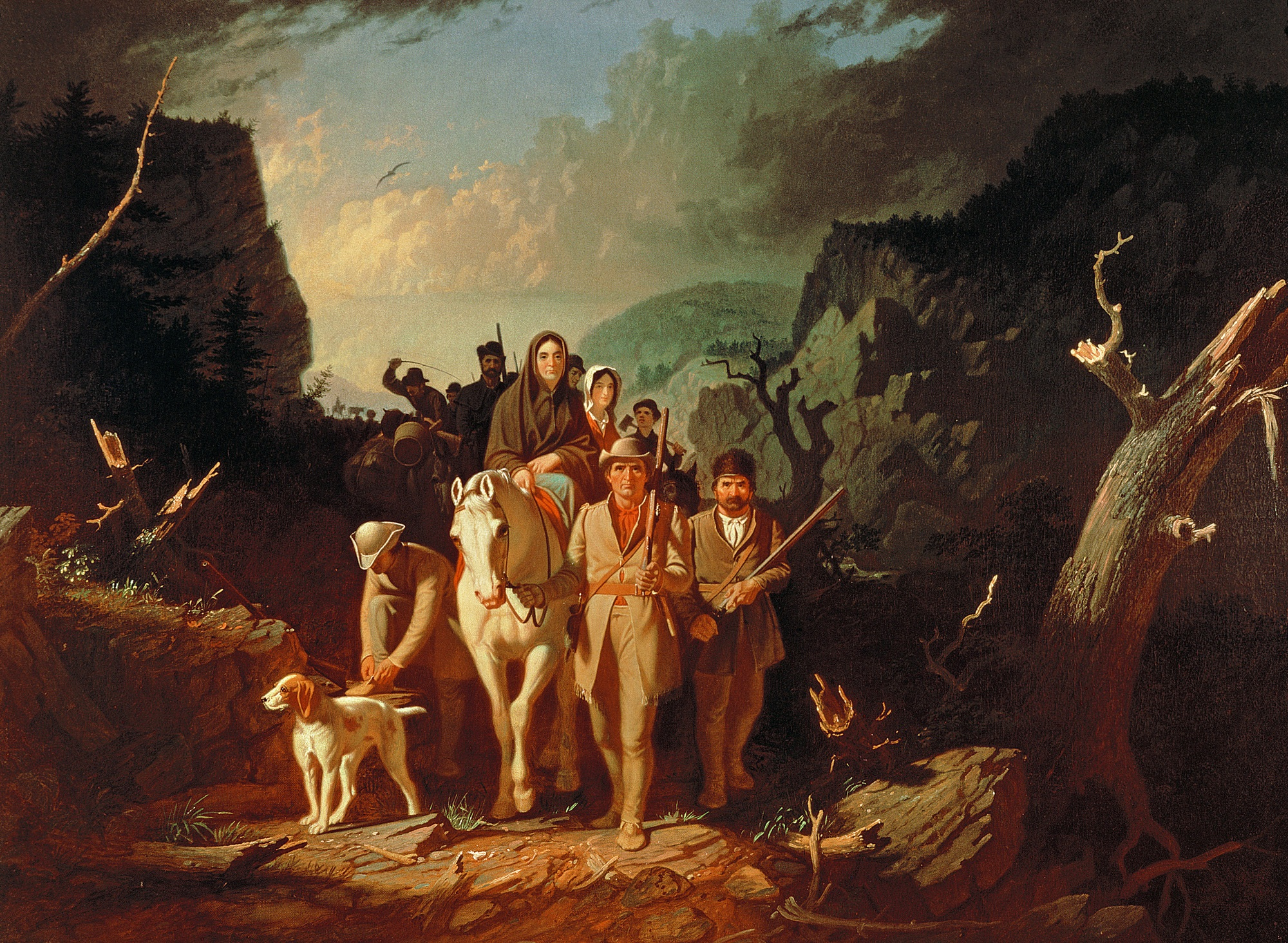
دانيال بون يرافق المستوطنين عبر فجوة كمبرلاند.

في عهد الاستعمار، قبل عام 1776 كان الغرب ذا أولوية عالية للمستوطنين والسياسيين. بدأت التخوم الأمريكية عندما تم استيطان فرچينيا من قِبل الإنجليز في سنة 1607. في الأيام الأولى من الاستيطان الأوروپي للساحل الأطلسي، وحتى حوالي سنة 1680، كانت التخوم في الأساس هي أي جزء من المناطق الداخلية للقارة وراء حدود المستوطنات القائمة على طول ساحل الأطلسي. كانت أنماط التوسع والاستيطان الإنجليزية والفرنسية والإسپانية والهولندية مختلفة تمامًا. فقط بضعة آلاف من الفرنسيين هاجروا إلى كندا؛ استقر هؤلاء في القرى على طول نهر سانت لورانس، يبنون المجتمعات التي ظلت مستقرة لفترة طويلة؛ ولم يقفزوا ببساطة إلى الغرب بالطريقة التي فعلها البريطانيون. وعلى الرغم من جَوب تُجَّار الفراء الفرنسيين عبر البحيرات العظمى بشكل واسع ومنطقة الغرب الأوسط إلا أنهم نادرًا ما استقروا. وقد اقتصرت المستوطنات الفرنسية على عدد قليل من القرى الصغيرة جدًا مثل كاسكاسكيا. بالإضافة إلى مستوطنات أكبر حول نيو أورليانز. وبالمثل أسس الهولنديون محطات تجارية لتجارة الفراء في وادي نهر هدسون، وأعقب ذلك منح أراضٍ كبيرة إلى مُلَّاك الأراضي الأغنياء الـ«پاترونز» (patroons) الذين جلبوا المزارعين المستأجرين الذين أنشأوا القرى المتراصة الدائمة. وقد أنشأوا مستوطنة ريفية كثيفة في نيويورك، لكنهم لم يتجهوا نحو الغرب.
كانت المناطق في الشمال التي كانت في مرحلة التخوم بحلول عام 1700 تعاني بشكل عام من قِلة مرافق النقل، وبالتالي كانت فرصة الزراعة التجارية منخفضة. ظلت هذه المناطق في زراعة الكفاف بشكل أساسي، وكنتيجة لذلك كانت هذه المجتمعات متساوية إلى حد كبير، كما فسّر المؤرخ چاكسون تيرنر:
وفي الجنوب، ظلت مناطق التخوم تفتقر إلى وسائل النقل مثل منطقة جبال الأپالاش تعتمد على زراعة الكفاف وهي تتشابه في المساواة مع نظيرتها الشمالية، على الرغم من أن لديهم طبقة عليا أكبر من مُلَّاك العبيد. وكانت كارولاينا الشمالية ممثَلة. غير أن مناطق التخوم في سنة 1700 التي كانت لها روابط نهرية جيدة تحولت على نحو متزايد إلى زراعة المزارع. وجاء الرجال الأغنياء واشتروا الأرض الصالحة وشغلوها بواسطة العبيد. ولم تعد المنطقة منطقة «تخوم». وكان لها مجتمع طبقي يتكون من طبقة قوية من مُلَّاك الأراضي البيض، وطبقة متوسطة صغيرة، ومجموعة كبيرة نسبيًا من المزارعين الذين لا يملكون أرضًا أو مستأجرين بيض، وعدد متزايد من العبيد في أسفل الهرم الاجتماعي. وعلى عكس الشمال حيث كانت المدن الصغيرة وحتى الكبيرة شائعة، كان الجنوب أغلبه ريفيًا.

### من فلاحين بريطانيين إلى مزارعين أمريكيين
أعطت المستوطنات الاستعمارية الساحلية الأولوية في ملكية الأراضي لفُرادى المزارعين، ومع نمو عدد السكان فقد دُفِعوا نحو الغرب من أجل الأراضي الزراعية الجديدة. وخلافًا لبريطانيا حيث كان عدد قليل من أصحاب العقارات يمتلكون معظم الأراضي الصالحة، كانت الملكية في أمريكا رخيصة وسهلة وواسعة الانتشار. وقد جلبت ملكية الأراضي درجة من الاستقلال إضافةً إلى التصويت للمكاتب المحلية والإقليمية. وكانت مستوطنات نيو إنجلاند النموذجية متراصة وصغيرة جدًا؛ أقل من ميل مربع. وقد نشأ صراع مع الأمريكيين الأصليين من أجل مسائل سياسية، أي من الذي سيحكم. وشملت مناطق التخوم المبكرة في شرق جبال الأپالاش وادي نهر كونيتيكت، وشمال نيو إنجلاند (التي كانت تتحرك نحو الشمال لا الغرب).

### الحروب مع فرنسا والسكان الأصليين
شهدت معظم التخوم حروبًا مع السكان الأصليين، وكانت الحروب الفرنسية والهندية حروبًا إمبريالية بين بريطانيا وفرنسا، مع الفرنسيين الذين جندوا السكان الأصليين حلفاءً من أجل قاعدتهم الاستعمارية الصغيرة. وقد انتهت سلسلة من الحروب الكبيرة التي امتدت من الحروب الأوروپية بانتصار كامل للبريطانيين في حرب السنوات السبع. وفي معاهدة پاريس في سنة 1763 خسرت فرنسا كل شيء عمليًّا، حيث ذهبت الأراضي الواقعة غرب نهر المسيسيپي، بالإضافة إلى فلوريدا ونيو أورليانز إلى إسپانيا، إلا أن الأراضي الواقعة شرق نهر المسيسيپي وما هي الآن كندا فقد ذهبت إلى بريطانيا.

### الهجرة المنتظمة إلى أراضي التخوم
بصرف النظر عن الحروب كان الأمريكيون يتحركون عبر الأپالاش إلى غرب پنسيلڤانيا، ما هي الآن ڤيرجينيا الغربية، ومناطق إقليم أوهايو وكنتاكي وتينيسي. وفي المستوطنات الجنوبية عبر فجوة كمبرلاند كان أشهر قادتهم هو دانيال بون، ولكن إلى الشمال وعلى مقربة من المستعمرات الكثيفة والمهاجرين الأوروپيين، كان هناك رجل محدد في ڤيرجينيا هو جورج واشنطن الذي عزز المستوطنات في ڤيرجينيا الغربية وجنوب غرب پنسيلڤانيا مع الأراضي التي اكتسب من خلالها ألقاب كمسّاح أراضي وكشخص ميَّز نفسه كضابط في ميليشيا ڤيرجينيا الاستعمارية. وفي غرب الجبال تم تقليص المستوطنات بشكل مفاجئ بموجب مرسوم أصدره التاج البريطاني في سنة 1763، وهو ما أدى أيضًا إلى التقليل من التضارب الذي أحدثته العديد من المطالبات المتضاربة التي قدمتها مختلَف المستوطنات. وكانت معاهدة فورت ستانويكس في سنة 1768 محاولة من قِبل المستعمرين لإعادة فتح المستوطنات من مدن الساحل الشرقي عبر الأپالاش جزئيًا.

## أُمّة جديدة
نشأت أول حركة كبيرة غرب جبال الأپالاش في پنسيلڤانيا وفرچينيا وكارولاينا الشمالية بمجرد انتهاء الحرب الثورية الأمريكية في سنة 1781. وقد سكن الرواد في أكواخ منحدرة أو أكواخ من غرفة واحدة على الأكثر. وجاءت امدادات الغذاء الرئيسية من صيد الأيائل والدجاج الرومي وغيرها من الصيود الوفيرة الأخرى.
وفي خلال سنوات قليلة أضاف الرواد الخنازير والخراف والماشية، وربما اكتسبوا الخيول. واستُبدلت جلود الحيوانات بالملابس المنسوجة. وازداد استياء أكثر الرواد ضجرًا من الحياة المتحضرة، واقتلعوا أنفسهم مرة أخرى للانتقال 50 أو 100 ميل (80 أو 160 كم) نحو الغرب.

### سياسة الأرض
كانت سياسة الأرض في الأُمّة الجديدة محافظة، مع إيلاء اهتمام خاص لاحتياجات الشرق المُستوطَن. وكانت الأهداف التي سعى إليها الطرفان في الفترة 1790-1820 هي نمو الاقتصاد؛ وتجنُّب استنزاف العُمَّال المهرة المطلوبين في الشرق؛ وتوزيع الأرض بحكمة؛ وبيعها بأسعار معقولة للمستوطنين ذوى المستوى المرتفع بشكل كافٍ لسداد الدين الوطني؛ وتوضيح السندات القانونية؛ وخلق اقتصاد غربي متنوِّع من شأنه أن يكون مرتبطًا ارتباطًا وثيقًا مع المناطق المستوطَنة ذات الحد الأدنى من خطر الانفصال. ومع ذلك وبحلول العقد 1830 كان الغرب مملوء بمالكي الأراضي الذين ليس لديهم سند قانوني، على الرغم من أنهم قد يكونوا قد دفعوا الثمن للمستوطنين السابقين. وقد راعى الديمقراطيين الچاكسونيين مالكي الأراضي من خلال التعهد بالوصول السريع إلى الأراضي الرخصية. وعلى النقيض من ذلك، فزع هنري كلاي إزاء «الرعاع غير القانونيين» الذين يتجهون نحو الغرب والذين يُقوضون المفهوم اليوتوپي لطاعة القانون لمجتمع الطبقة المتوسطة الجمهوري المستقر. وفي نفس الوقت بحث الجنوبيون الأغنياء عن فرص لشراء الأرض عالية الجودة لإقامة مزارع العبيد. وقد دعت حركة التربة الحُرَّة في العقد 1840 إلى إعطاء الأرض منخفضة التكلفة مجانًا للمزارعين البيض، وهو موقف تم سَنَّه في قانون من قِبل الحزب الجمهوري الجديد في سنة 1862، ويقدم مساكن وأراضي خاصة بها تبلغ مساحتها 160 أكر (65 هكتار) لكل البالغين، ذكورًا وإناثًا، سودًا وبيضًا، مولودون في أمريكا أو مهاجرين.

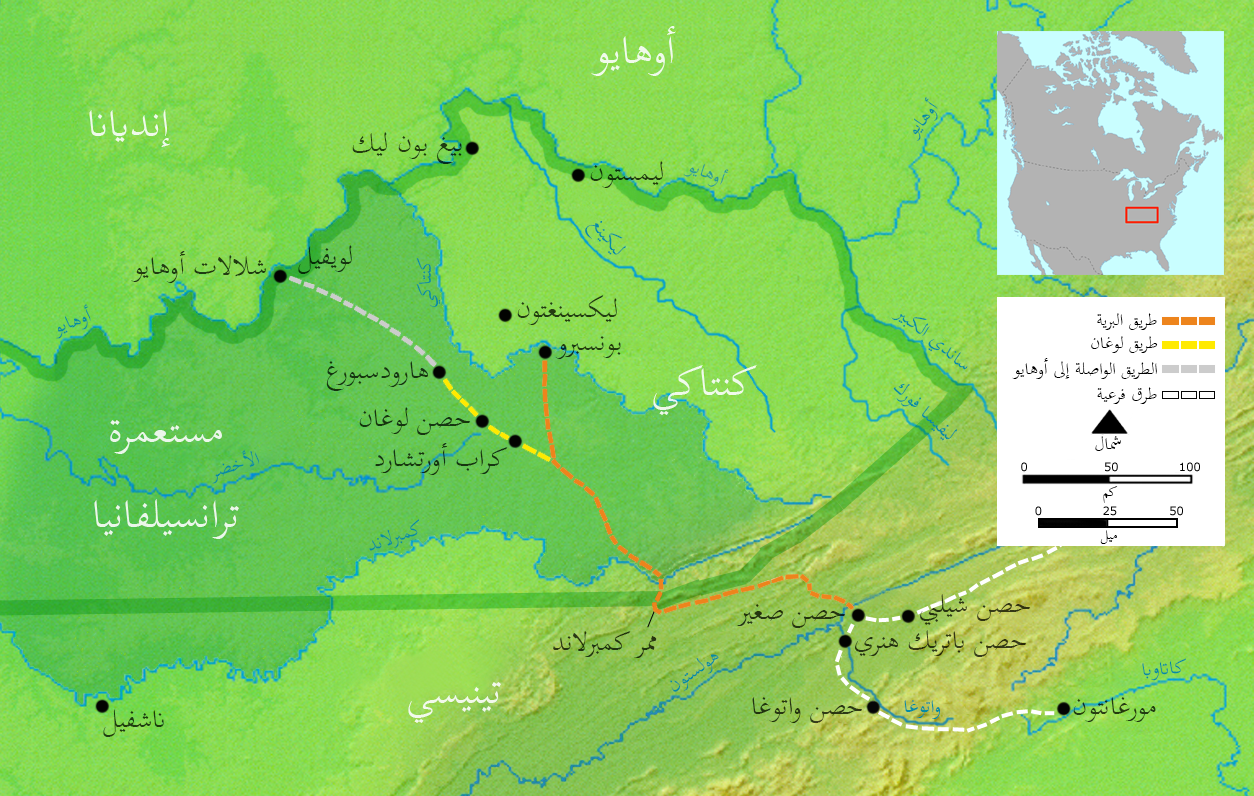
خريطة طريق البرية، سنة 1785.

بعد الانتصار في الحرب الثورية (1783) تدفق المستوطنون الأمريكيون بأعداد كبيرة في الغرب. وفي سنة 1788 أنشأ الرواد الأمريكيون في الإقليم الشمالي الغربي مارييتا بأوهايو كأول مستوطنة أمريكية دائمة في الإقليم الشمالي الغربي.
وفي سنة 1775 دَشّن دانيال بون مسلكًا لشركة ترانسيلڤانيا من ڤيرجينيا عبر فجوة كمبرلاند إلى وسط كنتاكي، تم تمديده لاحقًا ليصل إلى شلالات أوهايو في لويزڤيل. كان طريق البرية منحدرًا وقاسيًا ولا يمكن اجتيازه إلا على الأقدام أو على ظهور الخيول، لكنه كان أفضل طريق لآلاف المستوطنين الذين ينتقلون إلى كنتاكي. وفي بعض المناطق كان عليهم أن يواجهوا الهجمات الهندية. في سنة 1784 وحدها قتل الهنود أكثر من 100 مسافر على الطريق البَرّي. لم يكن هناك هنود يعيشون بشكل دائم في كنتاكي. لكنهم أرسلوا غارات لإيقاف الوافدين الجدد. أحد هؤلاء الذين تم اعتراضهم كان جِد أبراهام لينكون، الذي تم سلخ فروة رأسه في سنة 1784 بالقرب من لويزڤيل.

### الاستحواذ على الأراضي الهندية

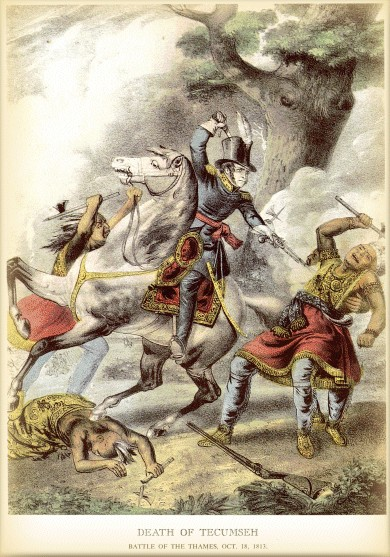
قُتل القائد الهندي تيكومسيه في معركة في سنة 1813 من قِبل ريتشارد إم چونسون، الذي أصبح فيما بعد نائب الرئيس.

كانت حرب 1812 هي المواجهة النهائية بين القوات الهندية الكبيرة التي تحاول إيقاف التقدم، مع المساعدات البريطانية. كان هدف بريطانيا من الحرب هو إنشاء دولة هندية مستقلة (تحت رعاية بريطانية) في الغرب الأوسط. ميليشيا التخوم الأمريكية بقيادة الجنرال أندرو چاكسون هَزمَت الكريك وفتحت الجنوب الغربي، في حين هَزمَت الميليشيا بقيادة الحاكم ويليام هنري هاريسون التحالف الهندي-البريطاني في معركة التايمز في كندا في سنة 1813. أدى موت القائد الهندي تيكومسيه إلى حل تحالف القبائل الهندية المعادية للولايات المتحدة. وفي نفس الوقت أنهى الجنرال أندرو چاكسون التهديد العسكري الهندي في الجنوب الشرقي في «معركة هورسشو بيند» في سنة 1814 في ألاباما. وبوجه عام حارب رجال التخوم الهنود بمساعدة قليلة من الجيش الأمريكي والحكومة الفدرالية.
ولإنهاء حرب 1812 تفاوض دبلوماسيون أمريكيون على معاهدة جنت، التي تم توقيعها في سنة 1815 مع بريطانيا. ورفضوا الخطة البريطانية لإقامة دولة هندية في أراضي الولايات المتحدة جنوب البحيرات العظمى. وأوضحوا السياسة الأمريكية تجاه الاستحواذ على الأراضي الهندية.

### الأقاليم والولايات الجديدة
مع تدفق المستوطنين أصبحت مناطق التخوم أقاليم أولًا، لها سلطة تشريعية منتخَبة وحاكم يُعينه الرئيس. ثم عندما وصل عدد السكان إلى 100,000 طُبِّقت الولاية على الإقليم. وعادةً ما يُسقِط رجال التخوم الإجراءات القانونية والامتيازات التقييدية التي تُفضلها الطبقات الشرقية العليا، وتَبنّي مزيدًا من الديمقراطية والمساواة.
وفي سنة 1800 وصلت التخوم الغربية إلى نهر المسيسيپي. وكانت سانت لويس بميزوري أكبر مدينة على التخوم، وبوابة السفر إلى الغرب، ومركزًا تجاريًّا رئيسيًّا لحركة مرور نهر المسيسيپي والتجارة الداخلية، لكنها ظلت تحت السيطرة الإسپانية حتى عام 1803.

### صفقة لويزيانا في سنة 1803

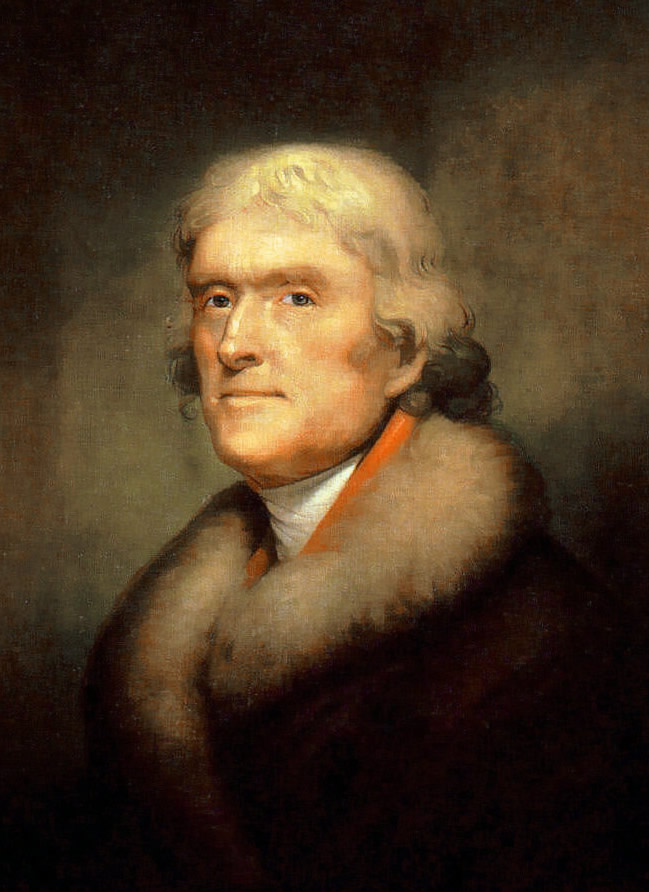
توماس چيفرسون.

اعتَبَر توماس چيفرسون نفسه رجل التخوم، وكان مهتمًا بشدة بتوسيع واستكشاف الغرب. وبإبرام چيفرسون لصفقة لويزيانا في عام 1803 تضاعف حجم الولايات المتحدة بتكلفة 15 مليون دولار أمريكي، أو حوالي 0.04 دولار للأكر (ما يساوي 245 مليون دولار في 2017، أقل من 42 سنتًا للأكر). عارض الفدراليون هذا التوسع ولكن الچيفرسونيون أشادوا بالفرصة لخلق ملايين من المزارع الجديدة لتوسيع نطاق ملكية الأرض لليومن؛ فالملكية ستعزز المجتمع الديمقراطي المثالي القائم على الزراعة (وليس التجارة)، وتُشجِّع الاعتماد على الذات، بالإضافة إلى تكوين قاعدة سياسية للديمقراطية الچيفرسونية.
دُفِعت الـ15 مليون دولار لفرنسا لسيادتها على الإقليم حسب القانون الدولي. وبين عامي 1803 و1870 اشترت الحكومة الفدرالية الأرض الفعلية من القبائل الهندية ثم حيازتها. وقد قام المحاسبون والمحاكم في القرن العشرين بحساب قيمة المدفوعات التي دُفِعت للهنود، والتي شملت المدفوعات المستقبلية من النقد والغذاء والخيول والماشية والإمدادات والمباني والتعليم والرعاية الطبية. من الناحية النقدية بلغ مجموع المبالغ المدفوعة للقبائل في منطقة صفقة لويزيانا حوالي 2.6 مليار دولار بالدولارات الحالية، أو 8.5 مليار دولار في سنة 2012 (حوالي 9 مليارات دولار في 2016). ودُفِعت مبالغ إضافية للهنود الذين يعيشون في شرق المسيسيپي في مقابل أراضيهم، بالإضافة إلى المدفوعات للهنود الذين يعيشون في أجزاء من الغرب خارج منطقة صفقة لويزيانا.
حتى قبل صفقة لويزيانا كان چيفرسون يخطط لارسال حملات للاستكشاف ورسم خرائط الأراضي. وقد كَلَّف لويس وكلارك لاستكشاف نهر ميزوري ومجراه الرئيسي، بالإضافة إلى استكشاف مساره واتصاله بمياه المحيط الهادئ؛ وما إذا كان كولومبيا أو أرويجون أو كولورادو أو أي نهر آخر يمكنه أن يُقدِّم الاتصال المباشر والأكثر قابلية للاستخدام عبر القارة لأغراض التجارة. كما أمر چيفرسون الحملة بدراسة مناطق القبائل الأصلية (بما في ذلك أخلاقهم ولغاتهم وثقافاتهم) والطقس والتربة والأنهار والتجارة وحياة الحيوانات والنباتات.
استغل رواد أعمال أبرزهم چون چاكوب أستور الفرصة بسرعة وقاموا بتوسيع عمليات تجارة الفراء في شمال غرب المحيط الهادئ. وأصبحت «فورت أستوريا» («فورت جورج» لاحقًا) عند مصب نهر كولومبيا أول مستوطنة بيضاء دائمة في هذه المنطقة، على الرغم من أنها لم تكن مُربِحة لأستور. وقد أسس شركة الفراء الأمريكية في محاولة لكسر احتكار شركة خليج هدسون في المنطقة. وبحلول سنة 1820 استولى أستور على التجار المستقلين لخلق احتكار مُربِح؛ وترك أستور العمل كمليونير كبير في سنة 1834.

### تجارة الفراء

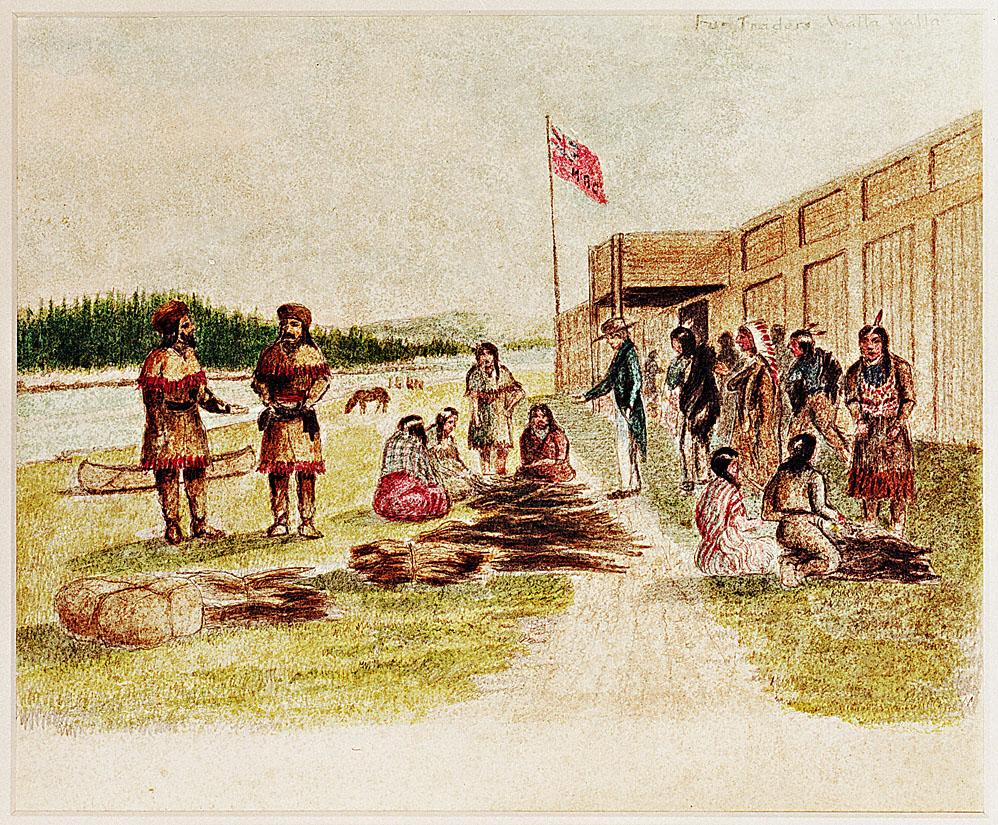
تجارة الفراء في حصن نيز پيرس، سنة 1841.

ومع تحرك التخوم نحو الغرب، تحرك الفخاخون والصيادون متقدمين المستوطنين، باحثين عن إمدادات جديدة من القنادس والجلود الأخرى للشحن إلى أوروپا. كان الصيادون هم الأوروپيون الأوائل في أنحاء كثيرة من الغرب القديم، وكَوَّنوا أول علاقات عمل مع الأمريكيين الأصليين في الغرب. وأضافوا معرفة واسعة عن تضاريس منطقة الشمال الغربي، بما في ذلك ممر الجنوب في وايومنج عبر جبال روكي المركزية والذي اكتُشف حوالي سنة 1812، والذي أصبح لاحقًا المسلك الرئيسي للمستوطنين إلى أوريجون وواشنطن. ولكن بحلول سنة 1820 ووفق نظام جديد «ملتقى-الألوية» تم إرسال رجال الشركات في «الألوية» عبر البلاد في رحلات طويلة متجاوزة العديد من القبائل. وقد شجعت أيضًا «الفخاخون الأحرار» لاستكشاف مناطق جديدة من تلقاء أنفسهم. وفي نهاية موسم التجميع «يلتقي» الفخاخون ويعرضون بضائعهم للبيع عند موانئ النهر على طول النهر الأخضر وميزوري العليا والمسيسيپي العلوي. كانت سانت لويس أكبر مدن الالتقاء. ومع ذلك فبحلول 1830 تغيرت الموضة واستُبدلت قبعات القنادس بالقبعات الحريرية، مُنهية الطلب على الفراء الأمريكي باهظ الثمن. وهكذا انتهى عصر رجال الجبال والفخاخون والكشافة مثل چيديديا سميث وهيو جلاس وديڤي كروكيت وچاك أوموهوندرو وآخرون. وتوقفت تجارة فراء القنادس فعليًا بحلول عام 1845.

### الحكومة الفدرالية والغرب
كان هناك اتفاق واسع على ضرورة استيطان الأراضي الجديدة بسرعة، وقد تمحور النقاش حول الثمن الذي يجب أن تتقاضاه الحكومة. المحافظون واليمينيون ممثَلون في الرئيس چون كوينسي آدامز أرادوا تخفيض وتيرة دفع تكاليف الحكومة الفدرالية التي كلَّفت القادمين الجدد بشكلٍ كافٍ، غير أن الديمقراطيين تسامحوا مع الزحف الجامح للأراضي بأسعار منخفضة جدًا. وجاء القرار النهائي في قانون السكن سنة 1862، بوتيرة معتدِلة أعطت المستوطنين 160 أكر مجانًا بعد عملهم عليهم لمدة خمس سنوات.
كان دافع الربح الخاص يهيمن على الحركة نحو الغرب، إلا أن الحكومة الفدرالية لعبت دورًا داعمًا في تأمين الأراضي من خلال المعاهدات وإنشاء حكومات إقليمية، مع تعيين الحكام من قِبل الرئيس. حصلت الحكومة الفدرالية على الأراضي الغربية أولًا من خلال معاهدات مع أمم أخرى أو القبائل الأصلية. ثم أرسلت مَسّاحين الأراضي لرسم خرائط وتوثيق الأرض. وبحلول القرن العشرين كان البيروقراطيين في واشنطن يديرون الأراضي الفدرالية مثل «مكتب الأراضي العام» في وزارة الداخلية، ثم بعد سنة 1891 دائرة الغابات في وزارة الزراعة. ثم بعد 1900 أصبح لبناء السدود والسيطرة على الفيضانات اهتمامات كبيرة.
كان النقل قضية رئيسية وأُعطي الجيش (وخاصة فيلق المهندسين) كامل المسؤولية لتيسير المِلاحة في الأنهار. واستُخدمت البواخر لأول مرة في نهر أوهايو سنة 1811، والتي جعلت السفر غير مُكلِّف باستخدام أنظمة الأنهار، وخاصة نهري المسيسيپي وميزوري وروافدهما. أرسل الجيش حملات لنهر ميزوري في 1818-25 أتاحت الفرصة للمهندسين لتحسين التكنولوجيا. على سبيل المثال، سارت باخرة الجيش «ويسترن إنجنير» في سنة 1819 على عمق ضحل جدًا باستخدام واحدة من عجلات مؤخرات الزوارق المبكرة. وفي 1819-25 طَوّر العقيد هنري أتكينسون قوارب مسطحة القعر ذات عجلات مجاديف تعمل يدويًا.

### العلماء والفنانون والمستكشفون

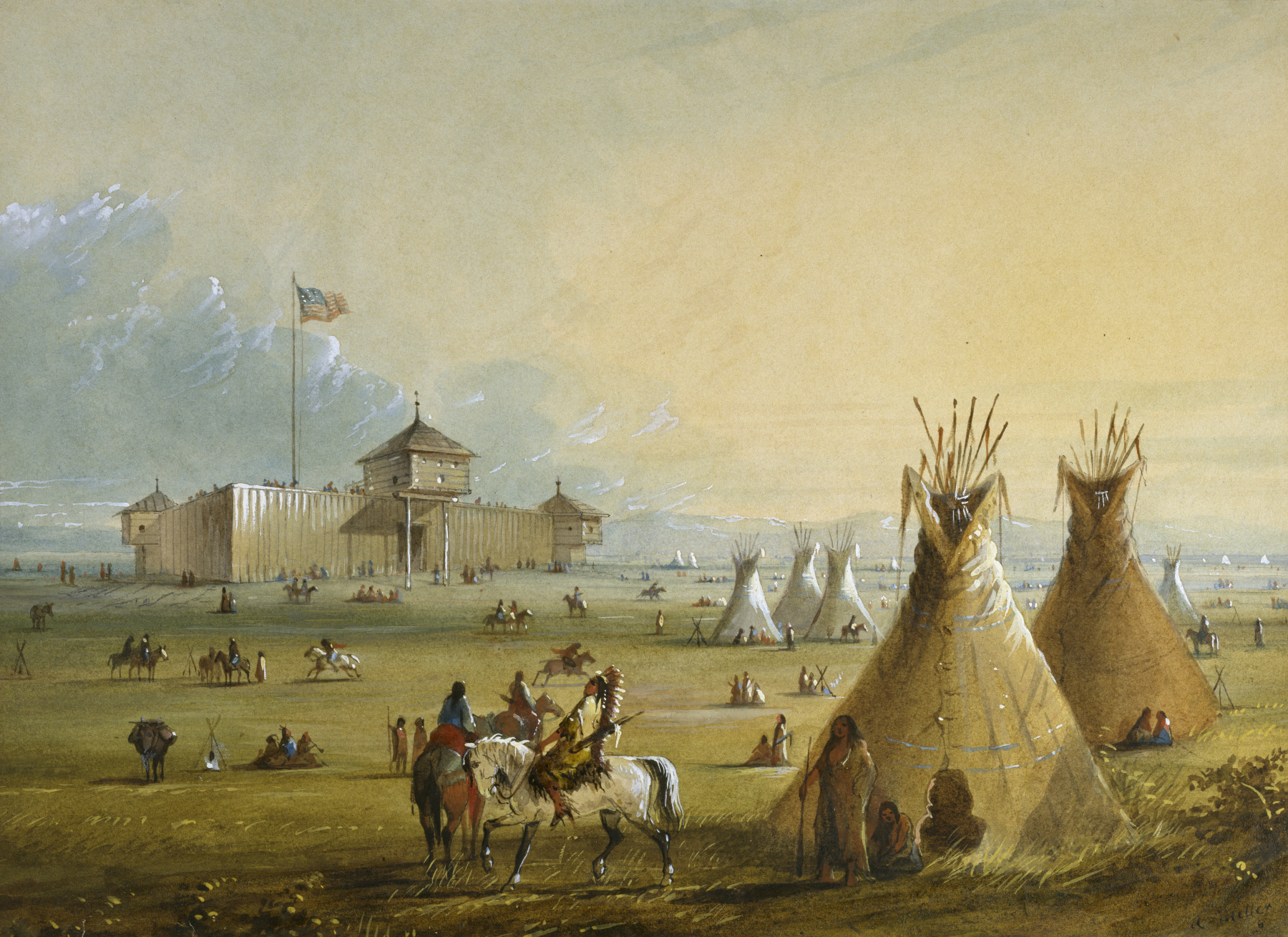
أول حصن لارامي كما بدا قبل سنة 1840، رُسِم من الذاكرة من قِبل ألفريد چاكوب ميلر.

أرسلت الحكومة والمشاريع الخاصة العديد من المستكشفين إلى الغرب. في عامي 1805-1806 قاد ملازم الجيش زيبولون پايك فريقًا مكونًا من 20 جنديًا للعثور على منابع نهر المسيسيپي. واستكشف في وقت لاحق النهر الأحمر ونهر أركنساس في الأراضي الإسپانية، وصولًا في النهاية إلى ريو جراندي. وفي طريق عودته شاهد پايك قمة جبلية في كولورادو سُمِيت على اسمه. كما قاد الرائد ستيفن هاريمان لونج حملات استكشاف في يلوستون وميزوري في عامي 1819-1820، إلا أنه صَنَّف هذه السهول العظمى كمنطقة قاحلة وعديمة الجدوى في سنة 1823، مما جلب سُمعة سيئة للمنطقة على أنها «الصحراء الأمريكية الكبرى»، وهو ما أدى إلى تثبيط الاستيطان في هذه المنطقة لعدة عقود.

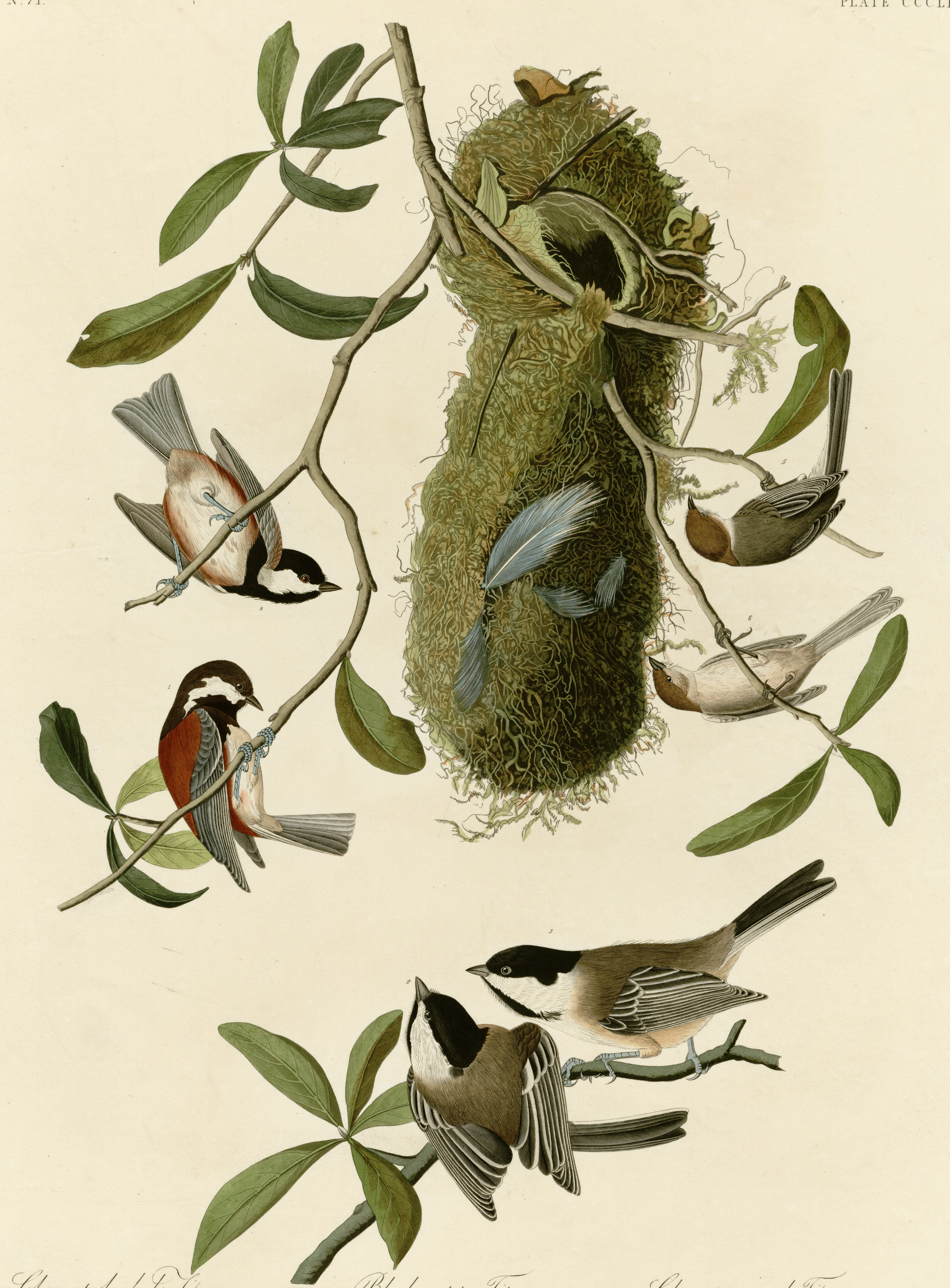
صفيحة من كتاب چون چيمس أودوبون «طيور أمريكا».

في سنة 1811 سافر عالما الطبيعة توماس ناتول وچون برادبوري إلى نهر ميزوري مع حملة أستوريا الاستكشافية، ووَثّقا ورَسَما الحياة النباتية والحيوانية. في وقت لاحق استكشف ناتول الأراضي الهندية في أوكلاهوما ومسلك أوريجون وحتى هاواي. كان كتابه (جريدة السفر إلى إقليم أركنساس) تسجيلًا عامًا للحياة التخومية. على الرغم من أن نوتال كان أكثر الطبيعيين الغربيين سفرًا قبل عام 1840، فإن معظم وثائقه وعيناته قد فُقدت. وقد سافر الفنان جورج كاتلين إلى نهر ميزوري بعيدًا حتى داكوتا الشمالية، وأنتج لوحات دقيقة لثقافة الأمريكيين الأصليين. وفي الفترة من 1832إلى 1834 سافر زائر سويسري للولايات المتحدة هو كارل بودمر مع حملة الأمير ماكسيميليان الاستكشافية، ورسم مناظر طبيعية وپورتريهات. في سنة 1803 هاجر چون چيمس أودوبون من هايتي وذاع صيته كمستكشِف رائد وحَطَّاب ورسام وخبيرًا بالطبيعة. وكان أعظم مآثره تصنيف ورسم تفصيلي لـ500 نوع من الطيور، نُشر في «طيور أمريكا».
أكثر المستكشفين شهرةً كان چون تشارلز ڤريمونت وهو كان ضابط جيش مُقلَّد برتبة في فيلق المهندسين الطبوغرافيين. وقد أظهر موهبة في الاستكشاف وعبقرية في الترويج الذاتي التي أكسبته لقب «مُعَلِّم مسارات الغرب» وهو ما أوصله إلى الترشح لرئاسة الحزب الجمهوري الجديد في سنة 1856. وقد رأس سلسلة من حملات الاستكشاف في العقد 1840 أجابت على العديد من الأسئلة الجغرافية البارزة عن المنطقة غير المعروفة جيدًا. وقد عبر خلال جبال روكي من خلال خمس طرق مختلفة، ورسم خرائط لأجزاء من أوريجون وكاليفورنيا. وفي عامي 1848-1849 تم تعيين ڤريمونت من أجل تحديد طريق مركزي عبر الجبال للسكك الحديد العابرة للجبال المقترَحة، ولكن حملته انتهت سريعًا بسبب كارثة عندما أصبح مفقودًا وحوصر بالثلوج الكثيفة. وقد مَزجت تقاريره بين سرد المغامرات المثيرة والبيانات العلمية، ومعلومات عملية مُفصَّلة للمسافرين. شغلت الخيال العام وألهمت الكثيرين للتوجه نحو الغرب. وقال جوتزمان أنها كانت «ضخمة في اتساعها—كلاسيكية في استكشاف الأدب».
وبينما كانت الكليات تتزايد في جميع أنحاء شمال شرق البلاد، كانت هناك منافسة صغيرة على التخوم الغربية لجامعة ترانسيلڤانيا التي تأسست في ليكسينجتون بكنتاكي في سنة 1780. وهي تفتخر بكلية حقوق بالإضافة إلى برامجها الجامعية والطبية؛ بأنها اجتذبت شباب طموح سياسيًا من جميع أنحاء الجنوب الغربي، من بينهم 50 أصبحوا أعضاء مجلس الشيوخ الأمريكي، و101 أعضاء الكونجرس، و36 حاكمًا، 34 سفيرًا، بالإضافة إلى چيفيرسون ديڤيز رئيس الكونفدرالية.

## غرب ما قبل الحرب

### الدين

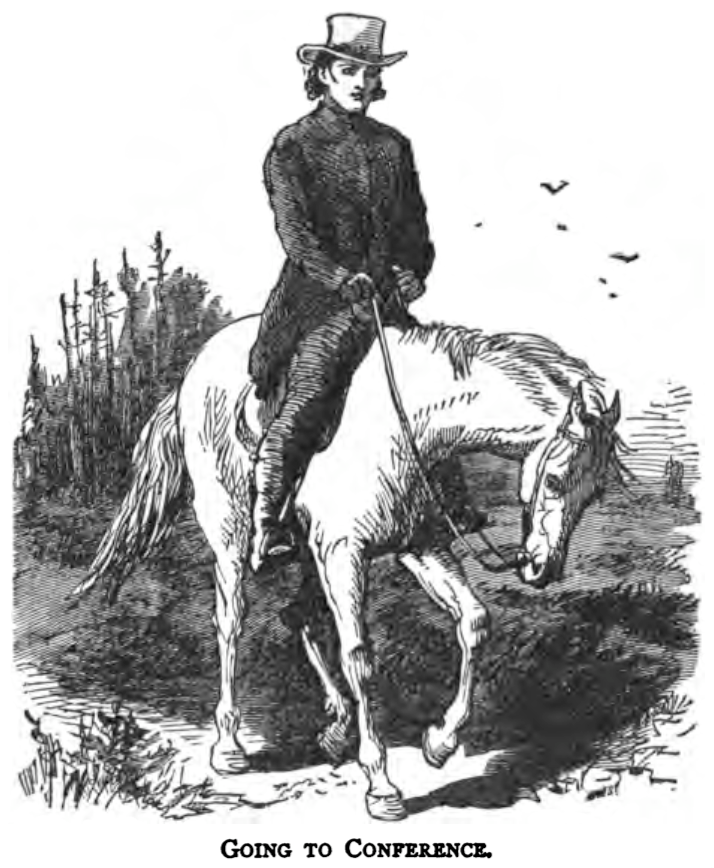
تصوير من كتاب (المبشرون المثيوديون المتجولون: حكاية من العصر البطولي من قِبل إدوارد إجليستون)؛ عندما أرسل المثيوديين المنظَّمين تنظيمًا جيدًا المبشرين المثيوديين المتجولين لإنشاء وخدمة مجموعة من الكنائس في مناطق جغرافية.

كانت الكنائس الشرقية بطيئة في تلبية احتياجات التخوم. وبما أن المشيخيون والأبرشانيون كانوا معتمدين في التبشير على كهنة تلقوا تعليمًا جيدًا والذين كان يوجد نقصًا في أعدادهم في التخوم. فقد اتفقوا على خطة للاتحاد في سنة 1801 من أجل تبادل الدعم والتشارك في الجهود في التخوم. أظهر معظم رجال التخوم التزامًا ضئيلًا بالدين حتى بدأ سفر المبشرين في الظهور وإحداث «إحياء». وقد استجاب الرواد المحليون لهذه الأحداث بحماس، وفي الواقع قاموا بتطوير أديانهم الشعبوية وبصفة خاصة خلال الصحوة الكبرى الثانية (1790-1840)، والتي شملت عقد اجتماعات في معسكرات خارجية امتدت لمدة أسبوع أو أكثر والتي أدخلت الكثير من الناس في الدين المنظم لأول مرة. وقد عُقِد واحد من أكبر وأشهر اجتماعات المعسكرات في كين ريدج بكنتاكي في سنة 1801.
أسس المعمدانيون المحليون كنائس مستقلة صغيرة، أنكر المعمدانيون السلطة المركزية؛ كل كنيسة محلية تأسست على مبدأ استقلال الطائفة المحلية. من ناحية أخرى عيَّن أساقفة الميثودية المركزية المنظَمة تنظيمًا جيدًا مبشرين ميثوديين متجولين لمناطق محددة لعدة سنوات، ثم ينقلونهم بعد ذلك إلى أراضٍ جديدة. وهكذا تم تكوين العديد من الطوائف الجديدة، والتي كانت من أكبرها «أتباع المسيح».

### الديمقراطية في الغرب الأوسط
المؤرخ مارك وايمان يصف ويسكونسن بأنها «طرس» من طبقة فوق طبقة من الشعوب والقوى، كل منها يطبع تأثير دائم. وحدد هذه الطبقات على أنها «تخوم» متعددة على مدى ثلاث قرون: تخوم الأمريكيين الأصليين، التخوم الفرنسية، والتخوم الإنجليزية، وتخوم تجارة الفراء، وتخوم التعدين، وتخوم قطع الأشجار، وأخيرًا مجيء السكك الحديدية وضع نهاية التخوم.
نشأ المؤرخ فريدريك چاكسون تيرنر في ويسكونسن خلال مراحل التخوم الأخيرة، وفي رحلاته في أرجاء الولاية رأى تطور الطبقات الاجتماعية والسياسية. ميرل كيرتي أحد أواخر تلاميذ تيرنر، استَخدَم التحليل العميق لتاريخ ويسكونسن المحلي لاختبار أطروحة تيرنر حول الديمقراطية. رأي تيرنر أن الديمقراطية الأمريكية «اشتملت على مشاركة واسعة النطاق في صنع القرارات التي تؤثر على الحياة المشتركة، وتطوير روح المبادرة والاعتماد على الذات، والمساواة في الفرص الاقتصادية والثقافية، كما اشتملت أيضًا على أمركة المهاجرين» وجد كيرتي أنه في الفترة من سنة 1840 إلى سنة 1860 في ويسكونسن تمكنت أكثر المجموعات فقرًا من الحصول على الأراضي، وغالبًا صعدت إلى القيادة السياسية على المستوى المحلي. وأنه حتى المزارعون الشباب الذين لا يملكون أرضًا سرعان ما تمكنوا من الحصول على مزارعهم الخاصة. وبالتالي فإن الأراضي الحرة على التخوم خلقت الفرص والديمقراطية للمهاجرين الأوروپيين الجدد كما هي للمهاجرين القدماء.

### جنوب الغرب

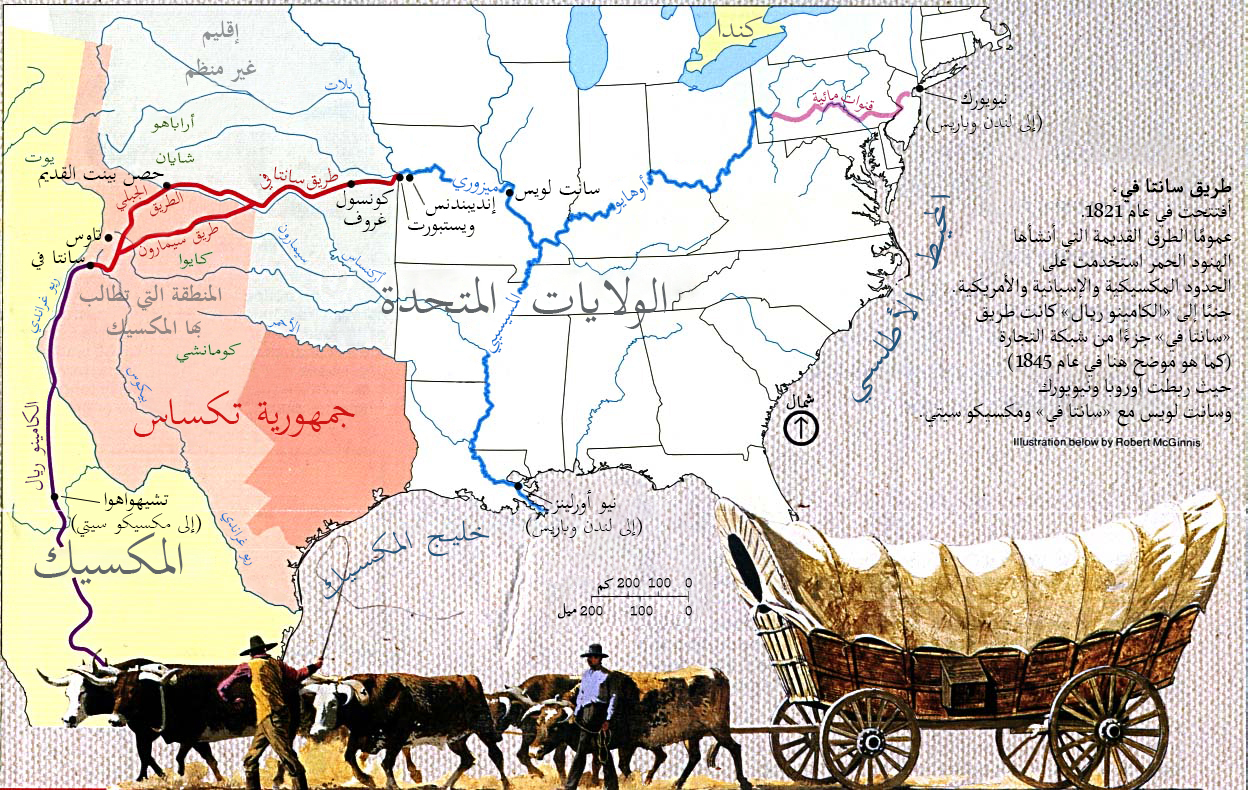
خريطة مسلك سانتا في.

من العقد 1770 إلى العقد 1830 انتقل الرواد إلى الأراضي الجديدة التي امتدت من كنتاكي إلى ألاباما إلى تكساس. ومعظمهم كانوا من المزارعين الذين انتقلوا في مجموعات عائلية.
يكشف المؤرخ لويس هاكر كيف كان الجيل الأول من الرواد مُبددًا؛ وأنهم كانوا جاهلين جدًا بزراعة الأرض بشكل صحيح، وعندما كان يتم استنزاف الخصوبة الطبيعية للأراضي البِكر كانوا يبيعونها وينتقلوا نحو الغرب للمحاولة مرة أخرى. يصف هاكر أنه في كنتاكي حوالي سنة 1812:
وأضاف هاكر أن الموجة الثانية من المستوطنين استصلحت الأراضي وأصلحت الأضرار، ومارست زراعة أكثر اِستدامة.

### القدر المتجلي
القدر المتجلي كان الاعتقاد بأن الولايات المتحدة كان يتحتم عليها التوسع من ساحل الأطلسي إلى ساحل المحيط الهادئ. وقد تم التعبير عن هذا المفهوم خلال الحقبات الاستعمارية، ولكن تمت صياغة هذا المصطلح في أربعينات القرن التاسع عشر من قِبل مجلة ذات شعبية والتي كتبت «تحقيق قدرنا المتجلي ... إلى الانتشار في القارة الذي خصصته العناية الإلهية من أجل التطور الحر لتضاعُفنا الملاييني السنوي». وبنمو الولايات المتحدة أصبح القدر المتجلي صرخة للتوسع الجمعي في الحزب الديمقراطي. ونجحت إدارتا چون تايلر وچيمس پوك في تعزيز هذه العقيدة القومية. إلا أن حزب اليمين الذي يُمثِّل المصالح التجارية والعملية وقف ضد القدر المتجلي. ونادى قادة اليمين مثل هنري كلاي وأبراهام لينكون بتعميق المجتمع من خلال التحديث والتمدن بدلًا من التوسع الأفقي البسيط. وابتداءً من ضم تكساس حصل التوسعيون على اليد العُليا. وقد شعر چون كوينسي آدامز اليميني المناهض للعبودية بأن ضم تكساس في سنة 1845 هو «أشد كارثة حلت بي وببلدي».
ولمساعدة المستوطنين على التحرك غربًا كانت هناك «كتب إرشادية» للمهاجرين في أربعينات القرن التاسع عشر تتضمن معلومات عن الطُرق دعمها تجار الفراء وحملات وڤريمونت، مُبشِّرةً بالأراضي الزراعية الخصبة وراء جبال الروكي.

### المكسيك وتكساس

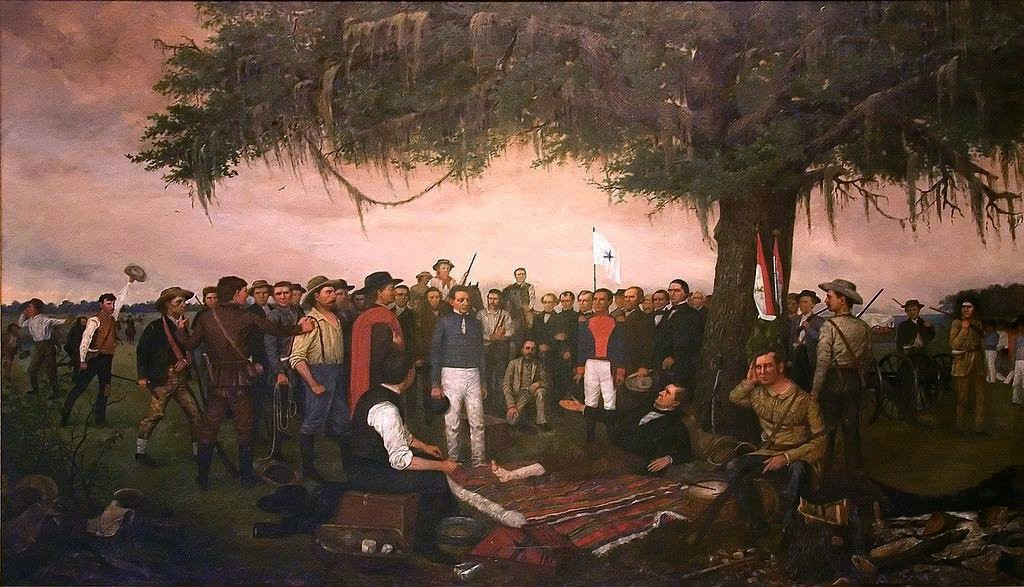
سام هيوستن يقبل استسلام الجنرال المكسيكي سانتا آنا في سنة 1836.

أصبحت المكسيك مستقلة عن إسپانيا في سنة 1821، واستولت على ممتلكات إسپانيا الشمالية الممتدة من تكساس إلى كاليفورنيا. بدأت القوافل بتسليم البضائع إلى سانتا في المكسيكية على طول مسلك سانتا في، كانت الرحلة تستغرق 48 ساعة على مدى 870 ميل (1,400 كم) من كانساس سيتي، ميزوري (كانت تُعرَف آنذاك باسم وسيتپورت). وكانت سانتا في أيضًا رأس المسلك لـ«إل كامينو ريال» (طريق الملك السريع) وهو الطريق التجاري الذي حمل البضائع الأمريكية المصنعَّة جنوبًا إلى عمق المكسيك وعاد بالفضة والفراء والبغال شمالًا (وينبغي عدم الخلط مع «كامينو ريال» آخر كان يربط المهام في كاليفورنيا). وكان هناك أيضًا طريق فرعي (كان يُسمى أيضًا طريق سان أنطونيو القديم) يتجه شرقًا بالقرب من الخليج. سانتا في كان متصلًا بكاليفورنيا عبر المسلك الإسپاني القديم.
جذبت الحكومتان الإسپانية والمكسيكية المستوطنين الأمريكيين في تكساس بشروط سخية. وأصبح ستيفن إف أوستن «إمپريزاريو» وتلقى عقود من المسؤولين المكسيكيين لجلب المهاجرين، وبذلك أصبح أوستن أيضًا قائدًا سياسيًا وعسكريًا للمنطقة بحكم الواقع. ومع ذلك فقد ارتفعت حدة التوتر بعد محاولة فاشلة لإقامة دولة «فريدونيا» المستقلة في سنة 1826. وقد دعا وليام تراڤيز قائد «حزب الحرب» إلى الاستقلال عن المكسيك، في حين أن «حزب السلام» بقيادة أوستن حاول الحصول على مزيد من الحكم الذاتي داخل إطار العلاقة الحالية. وعندما حوّل الرئيس المكسيكي سانتا آنا التحالفات وانضم إلى الحزب المركزي المحافظ أعلن نفسه ديكتاتورًا وأمر الجنود في تكساس بوضع حد للهجرة والاضطرابات الجديدة. ورغم ذلك فقد استمرت الهجرة واستوطن 30,000 أنجلو مع 3,000 عبد في تكساس بحلول سنة 1835. وفي سنة 1836 اندلعت ثورة تكساس بعد خسائر في معركة ألامو ومذبحة جوليد. انتصر التكساسيين في معركة سان چاسينتو الحاسمة لتأمين الاستقلال. وفي سان چاسينتو صاح سام هيوستن رئيس أركان جيش تكساس والرئيس المستقبلي لجمهورية تكساس قائلًا: «تذكروا ألامو، تذكروا جوليد». ورفض الكونجرس الأمريكي عملية ضم تكساس التي تعثرت بسبب الحجج الخلافية حول العبودية والقوة الإقليمية. وهكذا ظلت جمهورية تكساس سلطة مستقلة لمدة قاربت العقد قبل أن تنضم كالولاية الأمريكية رقم 28 في سنة 1845. وبرغم ذلك فقد اعتبرت الحكومة المكسيكية تكساس مقاطعة هاربة وأكدت ملكيتها.

### الحرب المكسيكية الأمريكية

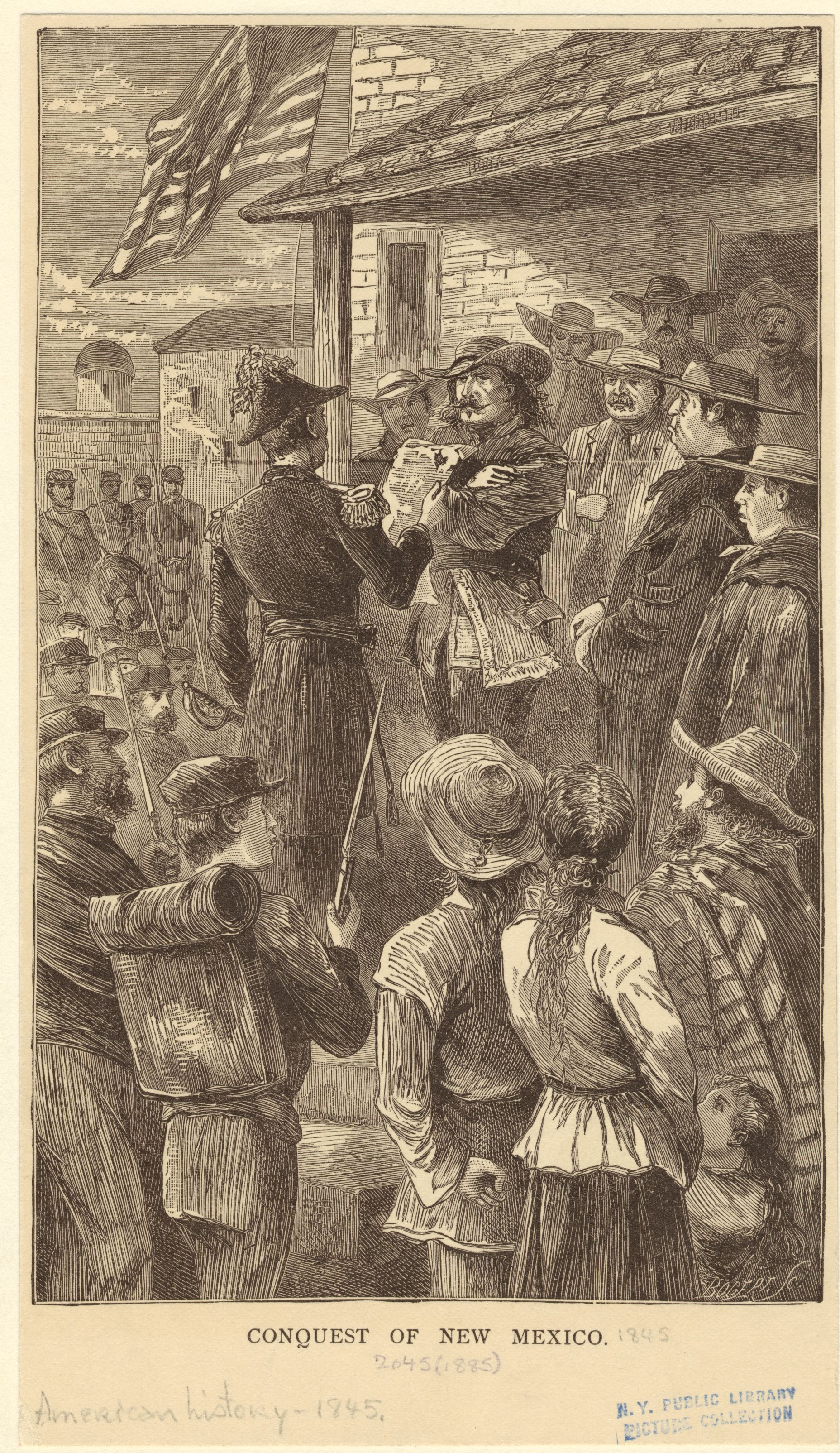
الجنرال ستيڤن كيرني وضم نيومكسيكو في 15 أغسطس 1846.

رفضت المكسيك الاعتراف باستقلال تكساس في عام 1836، ولكن الولايات المتحدة والسلطات الأوروپية فعلتا ذلك. وهددت المكسيك بالحرب إذا ما انضمت تكساس إلى الولايات المتحدة وهو ما فعلته في سنة 1845. ورفضت الحكومة المكسيكية المفاوضين الأمريكيين في حالة الاضطراب تلك. وعندما قَتل الجيش المكسيكي 16 جنديًا أمريكيًا في الأراضي المتنازَع عليها أصبحت الحرب وشيكة. وندد اليمينيون أمثال عضو الكونجرس أبراهام لينكون بالحرب، إلا أنها كانت تحظى بتأييد شعبي كبير خارج نيو إنجلاند.
كانت الاستراتيجية المكسيكية دفاعية؛ وكانت الاستراتيجية الأمريكية مكوَّنة من ثلاث محاور هجومية، وذلك باستخدام أعداد كبيرة من الجنود المتطوعين. استولت القوات البرية الأمريكية على نيومكسيكو مع مواجهة مقاومة قليلة من قِبل المكسيكيين ثم توجهت نحو كاليفورنيا والتي سقطت سريعًا في أيدي القوات البرية والبحرية الأمريكية. قاد الجنرال زكاري تايلور القوات الأمريكية من القاعدة الأمريكية الرئيسية في نيو أورلينز إلى شمال المكسيك، وانتصر في سلسلة من المعارك التي ترتبت على ذلك. ونقلت البحرية الأمريكية الجنرال وينفيلد سكوت إلى ڤيراكروز الذي قاد قواته المكوَّنة من 12,000 رجلًا إلى غرب مكسيكو سيتي، وانتصر في المعركة النهائية في تشاپولتيپيك.
وفي سنة 1848 تنازلت المكسيك بموجب معاهدة جوادالوبي هيدالجو عن أراضي كاليفورنيا ونيومكسيكو إلى الولايات المتحدة مقابل مبلغ 18.5 مليون دولار (والتي تضمنت ادعاءات مفترَضة ضد المكسيك من قِبل المستوطنين). وأضافت صفقة جادسدن في سنة 1853 جنوب أريزونا والتي كانت مطلوبة من أجل خط السكة الحديدية إلى كاليفورنيا. في كل المكسيك تنازلت عن نصف مليون ميل مربع (1.3 مليون كم2) وشملت ما أصبحت ولايات كاليفورنيا ويوتا وأريزونا ونيڤادا ونيومكسيكو وأجزاء من كولورادو ووايومنج، بالإضافة إلى تكساس. وتسببت إدارة الأراضي الجديدة والتعامل مع قضية الرق في جدال شديد، وخاصة على شرط ويلموت الذي كان يحظر الرق في الأراضي الجديدة، لم يمرره الكونجرس أبدًا، ولكن حُلَّت مؤقتًا مسألة الرق في الغرب مع تسوية عام 1850. فدخلت كاليفورنيا الاتحاد سنة 1850 كولاية حرة؛ بينما ظلت المناطق الأخرى أقاليم لسنوات عديدة.

### نمو تكساس
نمت الولاية الجديدة بسرعة مع تدفق المهاجرين إلى أراضي القطن الخصبة في شرق تكساس. وبدأ المهاجرون الألمان في الوصول في أوائل العقد 1840 بسبب الضغوط الاقتصادية والاجتماعية والسياسية السلبية في ألمانيا. وباستثماراتهم في أراضي القطن والعبيد أنشأ المزارعون مزارع القطن في المناطق الشرقية. وقد تم تطوير المنطقة المركزية للدولة من قِبل مزارعي الكفاف الذين نادرًا ما امتلكوا عبيدًا.
وقد جذبت تكساس في أيام الغرب المتوحش الرجال الذين استطاعوا إطلاق النار مباشرةً وامتلكوا الشغف للمغامرة.

### حمى ذهب كاليفورنيا

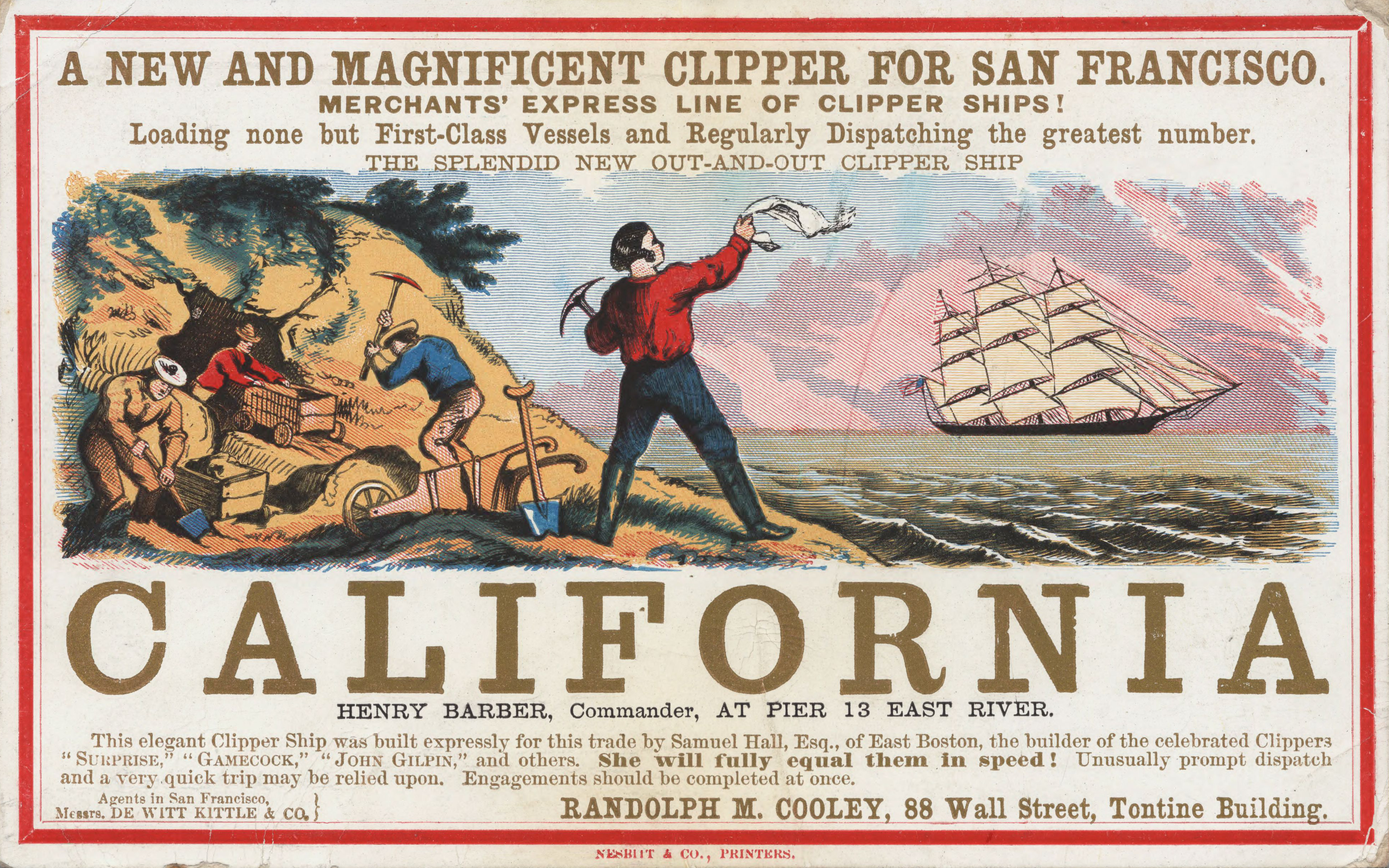
استغرقت السفن الشراعية السريعة 5 أشهر للإبحار مسافة 17,000 ميل (27,000 كم) من نيويورك إلى سان فرانسيسكو.

في سنة 1846 كان هناك حوالي 10,000 كاليفورني (هسپاني) في كاليفورنيا، اعتمدوا بشكل أساسي على مزارع الماشية في ما هي الآن منطقة لوس أنجلوس. مئات قليلة من الأجانب كانوا مشتتين في المناطق الشمالية، وكان بينهم بعض الأمريكيين. ومع اندلاع الحرب مع المكسيك عام 1846 أرسلت الولايات المتحدة فريمونت ووحدة من الجيش الأمريكي، وكذلك القوات البحرية، والتي سرعان ما تولت السيطرة. ومع انتهاء الحرب تم اكتشاف الذهب في الشمال، وسرعان ما انتشر الخبر في جميع أنحاء العالم.

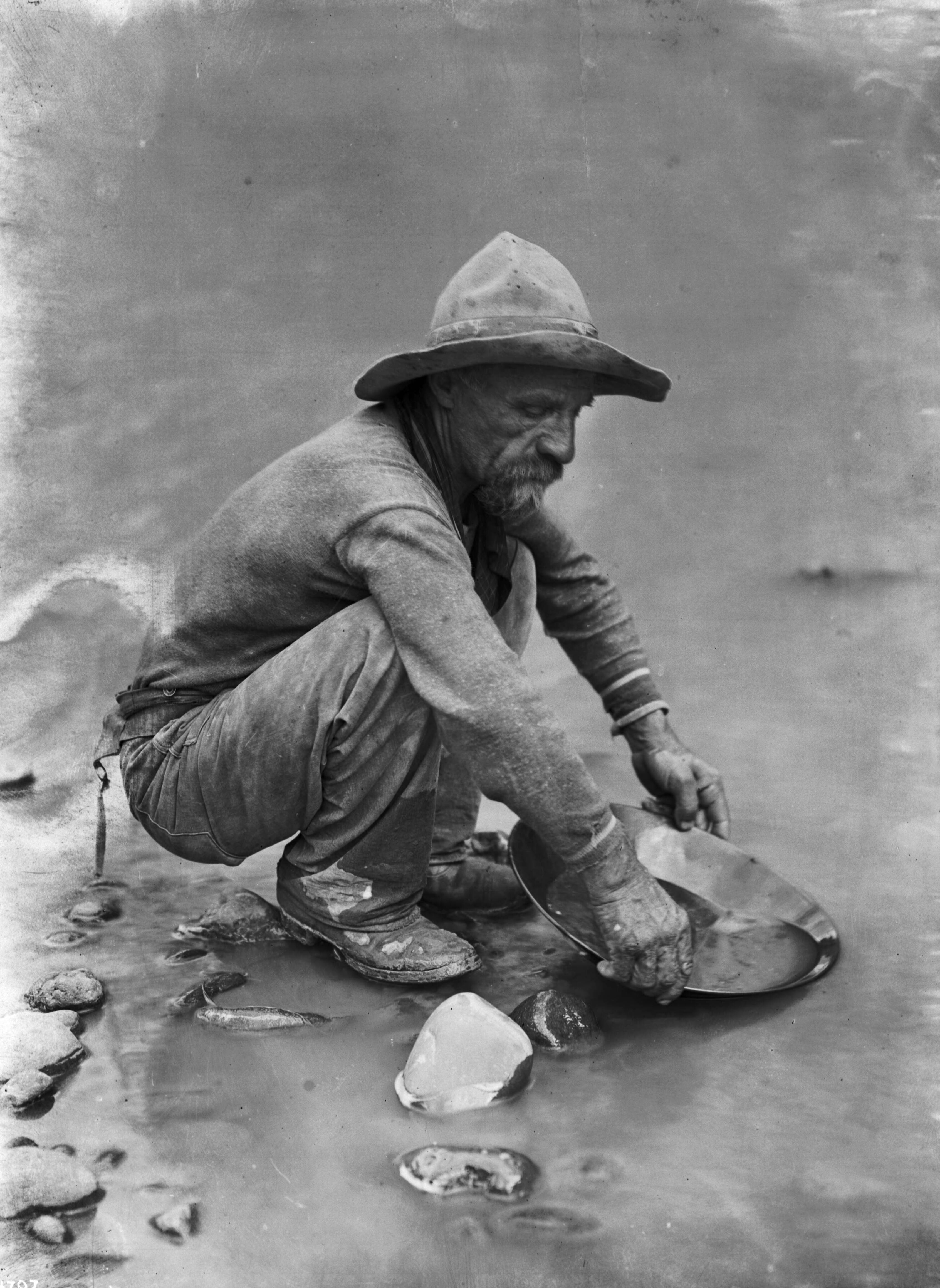
"فورتي ناينر" باحث عن الذهب في شق من النهر الأمريكي في كاليفورنيا، سنة 1850.

وصل الآلاف من الـ«فورتي ناينرز» إلى كاليفورنيا من خلال الإبحار حول أمريكا الجنوبية (أو من خلال سلك طريق قصير من خلال پنما التي كانت تعاني من الأمراض)، أو من خلال السير في مسلك كاليفورنيا. وارتفع عدد السكان إلى أكثر من 200,000 في سنة 1852، أغلبهم قَطَنَ المناطق الذهبية التي امتدت إلى داخل الجبال شرق سان فرانسيسكو.
كان السكن في سان فرانسيسكو في حالة ممتازة، وتحولت أغلب السفن المهجورة التي كان أطقمها متجهين إلى المناجم إلى مساكن مؤقتة. وكانت ظروف المعيشة بدائية في حقول الذهب نفسها، وكان المناخ المعتدل جاذبًا، وكانت الإمدادات باهظة الثمن والطعام ردئ، وكانت الوجبات الغذائية النموذجية تتكون في الغالب من لحم الخنزير والفاصوليا والويسكي. وكانت هذه المجتمعات الوقتية ذات الانتشار الذكوري العالي التي لا توجد فيها مؤسسات راسخة عُرضة لمستويات عالية من العنف والسُكْر والبذائة والسلوكيات القائمة على الجشع. ففي غياب المحاكم أو ضباط القانون في المجتمعات التعدينية لإنفاذ المطالبات والعدالة، طوَّر المُعَدِّنين نظامهم القانوني الخاص بناءً على «قوانين التعدين» المستخدَمة في المجتمعات التعدينية الأخرى خارج الحدود، وكان لكل معسكر قواعده الخاصة به وغالبًا ما كان يتم توزيع العدالة عن طريق التصويت الشعبي، وأحيانًا كان يتم التصرف بطريقة عادلة وأحيانًا أخرى كان يمارَس الاقتصاص، وكان الهنود والمكسيكيين والصينيين عمومًا يتلقون أقسى الأحكام.
أدت حمى الذهب إلى تغيير جذري في اقتصاد كاليفورنيا وجلب مجموعة من المهنيين، بينهم متخصصون في المعادن الثمينة وتجار وأطباء ومحامون والذين أُضيفوا إلى سكان المناجم ومالكي الصالونات والمقامرين والعاهرات. ذكرت إحدى صحف سان فرانسيسكو: «البلد كله... يردد الصرخة الدنيئة للذهب! الذهب! الذهب! بينما يُترَك الحقل نصف مزروع، والمنزل نصف مَبنِي، وكل شيء مُهمَل ما عدا تصنيع المجارف واختيار الفؤوس». عَثر أكثر من 250,000 باحث عن الذهب ما مجموعه أكثر من 200 مليون دولار من الذهب في السنوات الخمس لحمى ذهب كاليفورنيا. ومع ذلك ومع وصول الآلاف ضرب عدد أقل وأقل من الباحثين عن الذهب ثروتهم، وانتهى معظمهم مُستَنزفين ومُفلسين.

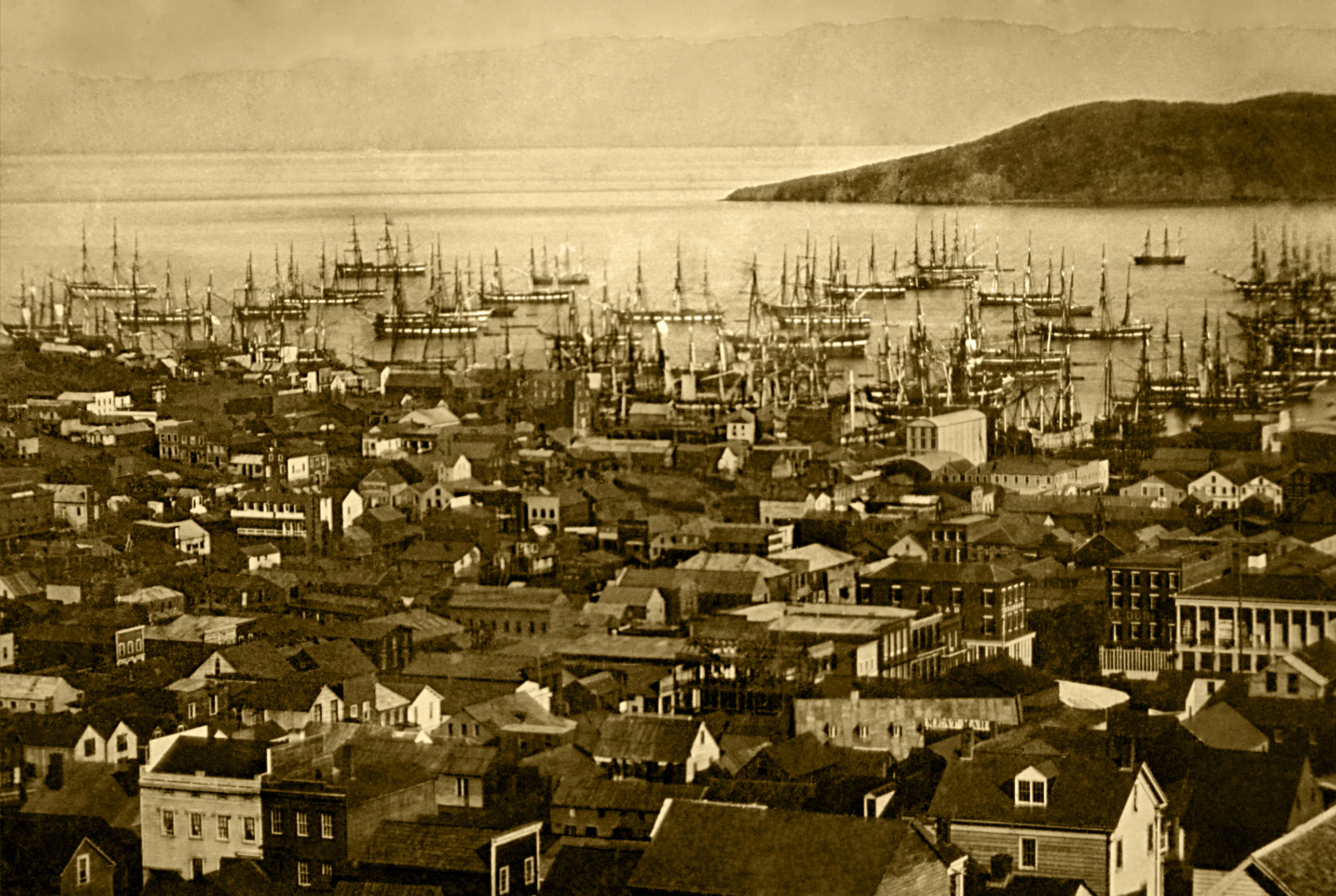
ميناء سان فرانسيسكو حوالي سنة 1850. في الفترة من سنة 1847 إلى سنة 1870 انفجر عدد سكان سان فرانسيسكو من 500 إلى 150,000.

وغالبًا ما كان قطاع الطرق العنيفون يتصيدون عمال المناجم، مثل حالة قتل چوناثان آر ديڤيز لأحد عشر قاطع طريق بمفرده. انتشرت المخيمات في شمال وجنوب النهر الأمريكي وشرقًا إلى سييرا. وخلال سنوات قليلة تم الاستغناء عن جميع عمال المناجم المستقلين تقريبًا، حيث تم شراء المناجم وتشغيلها من قِبل شركات التعدين التي استأجرت عمال المناجم ذوي الأجور المنخفضة. وبعد أن أصبح العثور على الذهب واستخراجه أمرًا صعبًا، أفسح المنقبون الأفراد المجال لعصابات العمل مدفوعة الأجر، والمهارات المتخصصة، وآلات التعدين. ومع ذلك تسببت المناجم الأكبر حجمًا في إلحاق البيئة بأضرار أكبر. وفي الجبال هيمنت المناجم البئرية منتِجة كميات كبيرة من النفايات. وابتداءً من سنة 1852 في نهاية حمى ذهب 49 وحتى سنة 1883، تم استخدام التعدين الهيدروليكي، وعلى الرغم من الأرباح الهائلة التي تحققت إلا أنها وقعت في أيدي عدد قليل من الرأسماليين وتم الاستغناء عن العديد من عمال المناجم، ودخلت كميات هائلة من النفايات إلى الأنظمة النهرية وألحقت أضرارًا ضخمة بالبيئة. وانتهى التعدين الهيدروليكي عندما أدى الاحتجاج الشعبي على تدمير الأراضي الزراعية إلى حظر هذه الممارسة.
احتوت المناطق الجبلية في المثلث من نيومكسيكو إلى كاليفورنيا إلى داكوتا الجنوبية على المئات من مواقع تعدين الصخور الصلبة، حيث اكتشف المنقبون الذهب والفضة والنحاس ومعادن أخرى (وكذلك بعض الفحم الصخري). نشأت مخيمات التعدين المؤقتة بين عشية وضحاها؛ معظمها أصبحت مدن أشباح عندما استُنفدت المواد الخام. وانتشر المنقبون وبحثوا عن الذهب والفضة على طول جبال روكي وفي الجنوب الغربي. وسرعان ما تم اكتشاف الذهب في كولورادو ويوتا وأريزونا ونيومكسيكو وإيداهو ومونتانا وداكوتا الجنوبية (بحلول سنة 1864).
وقد أدى اكتشاف عِرق كومستوك لود المعدني والذي يحتوي على كميات هائلة من الفضة إلى ازدهار مفاجئ لمدن ڤيرجينيا سيتي وكارسون سيتي وسيلڤر سيتي في نيڤادا. الثروة من الفضة والأكثر من الذهب دعمت إنضاج سان فرانسيسكو في ستينات القرن التاسع عشر وساعدت على ظهور بعض أغنى عائلاتها، مثل عائلة جورج هيرست.

### مسلك أوريجون

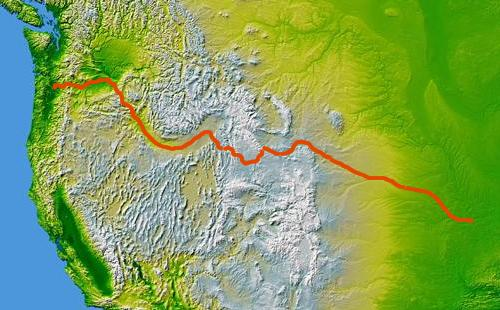
مسلك أوريجون.

للوصول إلى الأراضي الجديدة الغنية في الساحل الغربي كان هناك خياران: البعض أبحر حول الطرف الجنوبي لأمريكا الجنوبية في رحلة استغرقت سنة أشهر، ولكن هناك 400,000 آخرون ساروا على طريق بري لأكثر من 2,000 ميل (3,000 كم)؛ وقد غادرت أغلب عربات قطارتهم من ميزوري، وانتقلوا في مجموعات كبيرة تحت قيادة مُشرف عربات خبير، جالبين ملابسهم ولوازم الزراعة والأسلحة والحيوانات. قطارات العربات هذه كانت تتبع الأنهار الرئيسية عبر المروج والجبال، وكانت تنتهي عادةً في أوريجون وكاليفورنيا. وقد حاول الرواد عمومًا إكمال الرحلة خلال موسم دافئ واحد، عادةً على مدار ستة أشهر. وبحلول سنة 1836 عندما تم تنظيم أول قطار عربات للمهاجرين في إندپيندنس بميزوري، تم تمهيد مسلك العربات إلى فورت هول بإيداهو. ثم تم تمهيد مسالك أكثر بُعدًا باتجاه الغرب، وصولًا في النهاية إلى وادي ويلامات في أوريجون. وهذه الشبكة من مسالك العربات التي تؤدي إلى شمال غرب المحيط الهادئ سُمْيَّت فيما بعد بمسلك أوريجون. النصف الشرقي من المسار تم استخدامه أيضًا من قِبل المسافرين على مسلك كاليفورنيا (ابتداءً من عام 1843)، ومسلك المورمون (ابتداءً من عام 1847)، ومسلك بوزمان (ابتداءً من عام 1863) قبل أن يخرجوا منه إلى وجهاتهم المنفصلة.
في «قطار عربات سنة 1843» توجه نحو 700 إلى 1000 مهاجر إلى أوريجون؛ قاد المبشر ماركوس ويتمان العربات في المحطة الأخيرة. وفي سنة 1846 اكتمل طريق بارلو حول جبل هود؛ مما وفر مسلكًا صعبًا لكنه مقبول من نهر ميزوري إلى وادي ويلامات طوله حوالي 2,000 ميل (3,000 كم). وعلى الرغم من أن الاتجاه الرئيسي للسفر في مسالك العربات المبكرة كان نحو الغرب فقد استخدم الناس أيضًا مسلك أوريجون للسفر شرقًا. فعل البعض ذلك لأنهم كانوا محبَطين ومنهزمين. البعض الآخر عاد بأكياس الذهب والفضة، ومعظمهم كانوا يعودون لأخذ أسرهم ونقلهم جميعًا إلى الغرب. هذه «الرجوعات» كانت مصدرًا رئيسيًا للمعلومات والإثارة حول العجائب والوعود - والمخاطر وخيبات الأمل - في الغرب البعيد.
لم يصل جميع المهاجرين إلى وجهاتهم، فقد كانت أخطار المسار البري عديدة: لدغات الثعابين، حوادث العربات، العنف من قِبل المسافرين الآخرين، والانتحار، وسوء التغذية، وقطعان الحيوانات الفارّة، والهجمات الهندية، ومجموعة من الأمراض (الزحار، التيفوئيد، الكوليرا، كانت من بين الأكثر شيوعًا)، التعرُّض، الانهيارات الثلجية، إلخ. أحد الأمثلة المعروفة بشكل خاص لطبيعة الرحلة الغادرة هي قصة جماعة دونر تعيسة الحظ، والتي حُصِرت في جبال سييرا نيڤادا خلال شتاء 1846-1847 حيث توفي ما يقرب من نصف الـ90 شخصًا المسافرين مع المجموعة من الجوع والتعرُّض، وبعضهم لجأ إلى أكل لحوم البشر من أجل البقاء، وكذلك قصة آكل لحوم البشر سيئ السُمعة ألفريد پاركر ورحلته إلى كولورادو في سنة 1874. وكانت هناك أيضًا هجمات متكررة من قُطَّاع الطرق، مثل الأخوان هارپي سيئا السُمعة والذان قاما بدوريات على المسارات التخومية واستهدفا مجموعات المهاجرين.

### المورمون ويوتا

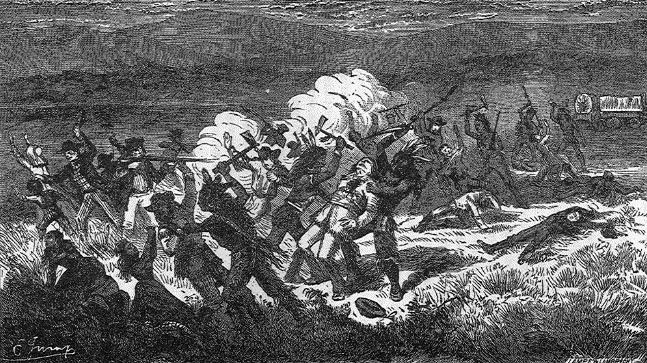
مذبحة جبال المروج التي ارتكبها المورمون والپايوت الأصليين ضد 120 من المدنيين المتجهين إلى كاليفورنيا.

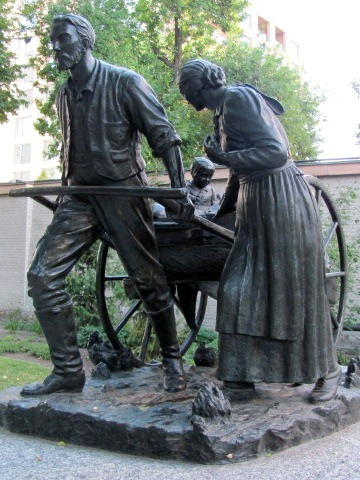
نُصب "رائد عربة اليد" التِذكاري، صنعه تورليف إس نافيس، يقع في ميدان المعبد في سولت ليك سيتي بيوتا.

في ميزوري وإلينوي، نما عداء بين المستوطنين المورمون والمحليين، وهو ما انعكس على هؤلاء الموجودون في ولايات أخرى مثل يوتا بعد سنوات. وأخيرًا اندلعت أعمال العنف في 24 أكتوبر 1838 عندما وقعت اشتباكات بين الميليشيات من الجانبين وحدث قتل جماعي للمورمون في مقاطعة ليفينجستون بميزوري بعد 6 أيام. وتم تقديم أمر تنفيذي خلال تلك النزاعات من قِبل حاكم ميزوري ليلبيرن بوجز بطرد المورمون من أرضهم وأُجبر المورمون على التشتت. قاد بريجهام يانج الذي سعى إلى ترك القضاء الأمريكي للهروب من الاضطهاد الديني في إلينوي وميزوري المورمون إلى البحيرة المالحة الكبرى المملوكة في ذلك الوقت للمكسيك لكنها لم تكن مسيطرة عليها. نشأت مائة مستوطنة مورمونية ريفية فيما أسماها يانج «ولاية ديزيريت» التي حكمها حكم ثيوقراطي. وأصبحت فيما بعد إقليم يوتا. خدمت مستوطنة يانج سولت ليك سيتي كمركز لشبكتها، والتي وصلت إلى الأقاليم المجاورة أيضًا. وقد مكَّنت الطائفية والممارسات الزراعية المتقدمة المورمون من النجاح. وباعوا البضائع إلى قطارات العربات التي كانت تمر عبرها، وتوصلوا إلى اتفاق مع القبائل الهندية المحلية لأن يانج قرر أن إطعام الهنود أقل تكلفةً من محاربتهم. وأصبح للتعليم أولوية كبيرة لحماية المجموعة المحاصَرة والحد من البدع والحفاظ على تضامن المجموعة.
التهديد الأكبر الذي تعرض له المورمون في يوتا كان حكومة الولايات المتحدة، التي تملَّكت يوتا في سنة 1848، والتي دفعتها الكنائس البروتستانتية إلى رفض الثيوقراطية والزواج التعددي، وأقسم الحزب الجمهوري على تدمير الزواج التعددي الذي اعتبره إهانة للقيم الدينية والثقافية والأخلاقية للحضارة الحديثة. ووصلت المواجهات إلى حرب مفتوحة في أواخر العقد 1850 عندما أرسل الرئيس چيمس بيوكانان قوات. على الرغم من أنه لم تحدث معارك عسكرية وأدت المفاوضات إلى التنازل، إلا أن العنف كان لا زال يتصاعد وكان هناك عدد من الضحايا. وبعد الحرب الأهلية سيطرت الحكومة الفدرالية على يوتا بشكل منهجي وقضت على قيادة الكنيسة. وفي هذه الأثناء جلب العمل التبشيري العدواني في الولايات المتحدة وأوروپا طوفانًا من المورمون المتحولين إلى يوتا. وأخيرًا في سنة 1890 أعلنت قيادة الكنيسة أن الزواج التعددي لم يعد عقيدة مركزية، وتم التوصل إلى تسوية حيث أصبحت يوتا ولاية وانقسم المورمون إلى جمهوريين وديمقراطيين.

### البريد والپوني إكسپرس والتلغراف
لعب نظام البريد الفدرالي دورًا حاسمًا في توسع الولايات المتحدة. ويَسَّر التوسع نحو الغرب من خلال إنشاء نظام اتصالات غير مكلِّف وسريع ومناسب. وقد قدَّمت رسائل المستوطنين الأوائل معلومات وتشجيعات لزيادة الهجرة إلى الغرب، وساعدت العائلات المتناثرة على البقاء على اتصال مع بعضها البعض وتقديم مساعدة محايدة، ومساعدة رواد الأعمال على إيجاد فرص عمل، وجعل العلاقات التجارية المنتظمة ممكنة بين التجار والغرب وتجارة الجملة والمصانع في الشرق. كما ساعدت الخدمة البريدية الجيش على توسيع السيطرة على الأراضي الغربية الشاسعة، وسهَّلت تداول الصحف المهمة على نطاق واسع، مثل «نيويورك ويكلي تريبيون»، وتسهيل التنسيق بين السياسيين في مختلَف الولايات. كما ساعدت الخدمة البريدية على اندماج المناطق الراسخة مع التخوم، وخلق روح القومية وتوفير البنية التحتية اللازمة.
وقد بدأت خدمة البريد السريع الحديثة في سنة 1839 من قِبل وليام إف هاردن. ومن بين الشركات المختلفة التي ظهرت لتقديم هذا النوع من الخدمات، كانت أشهرها شركة أسسها هنري ويلز وويليام فارجو. بدأ رائدا الأعمال نشاطهما في سنة 1844 مع خدمة «ويسترن إكسپرس» وهي خدمة تغطي المسارات من بافالو إلى شيكاغو ومن سينسيناتي إلى سانت لويس عن طريق الحناطير والبواخر وقوافل العربات. وبعد أن أصبحوا جزءًا من شركة أمريكان إكسپرس لفترة، أصبح ويلز وفارجو مستقلان وأسسا شركة أخرى باسم «ويلز فارجو وشركاهما»، وفتحوا مكاتب في مدن سان فرانسيسكو وساكرامنتو. لعبت هذا الشركة دورًا مهما في توسيع تخوم الولايات المتحدة. واحتكرت خطوط نقل الفضة وغيرها من السلع بين نيڤادا وسان فرانسيسكو. وبعد عام، بلغت قيمة أعمالها مليون دولار أمريكي في السنة.

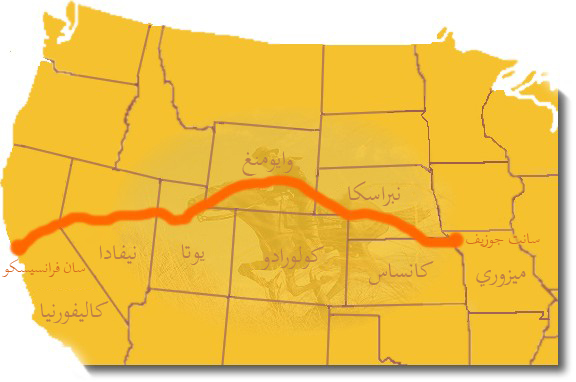
خريطة مسار الپوني إكسپرس.

قدمت الحكومة الفدرالية إعانات لتطوير البريد وتسليم الشحن، وبحلول سنة 1856 أجاز الكونجرس تحسينات على الطريق وخدمة البريد البَرّي إلى كاليفورنيا. خدمة قطارات العربات التجارية الجديدة نقلت الشحنات بشكل أساسي. وفي سنة 1858 أنشا چون باترفيلد مرحلة من الخدمة تنقل من سانت لويس إلى سان فرانسيسكو خلال 24 ساعة على طول الطريق الجنوبي. وتم التخلي عن هذا الطريق في سنة 1861 بعد أن انضمت تكساس إلى الكونفدرالية؛ من أجل خدمات الحناطير التي تم إنشاؤها عبر حصن لارامي وسولت ليك سيتي، وهي رحلة تستغرق 24 يومًا، مع ولز فارجو آند كامپني باعتبارها المُزَوّد الأول (في البداية تم استخدام الاسم القديم «باترفيلد»).
بدأ ويليام راسل الذي كان يأمل في الحصول على عقد حكومي لتقديم المزيد من خدمة توصيل البريد السريع، الپوني إكسپرس في سنة 1860، مؤديًا إلى خفض زمن التسليم إلى عشرة أيام. وأنشأ أكثر من 150 محطة تبعد عن بعضها البعض حوالي 15 ميلًا (24 كم).
وفي سنة 1861 مرر الكونجرس قانون تلغراف منح الأراضي الذي مول بناء خطوط تلغراف ويسترن يونيون الممتدة عبر القارة. وتفاوض هيرام سيبلي رئيس ويسترن يونيون على اتفاقيات حصرية مع خطوط السكك الحديد لتشغيل خطوط التلغراف على طول حق طريقهم. قبل ثمان سنوات من فتح خط السكك الحديدية الممتدة عبر القارة، تم ربط أول تلغراف عبر القارة بين أوماها، نبراسكا وسان فرانسيسكو (ونقاط بينهما) في 24 أكتوبر 1861. وانتهى الپوني إكسپرس في 18 شهرًا فقط لأنه لم يستطع التنافس مع التلغراف.

### نزيف كانساس

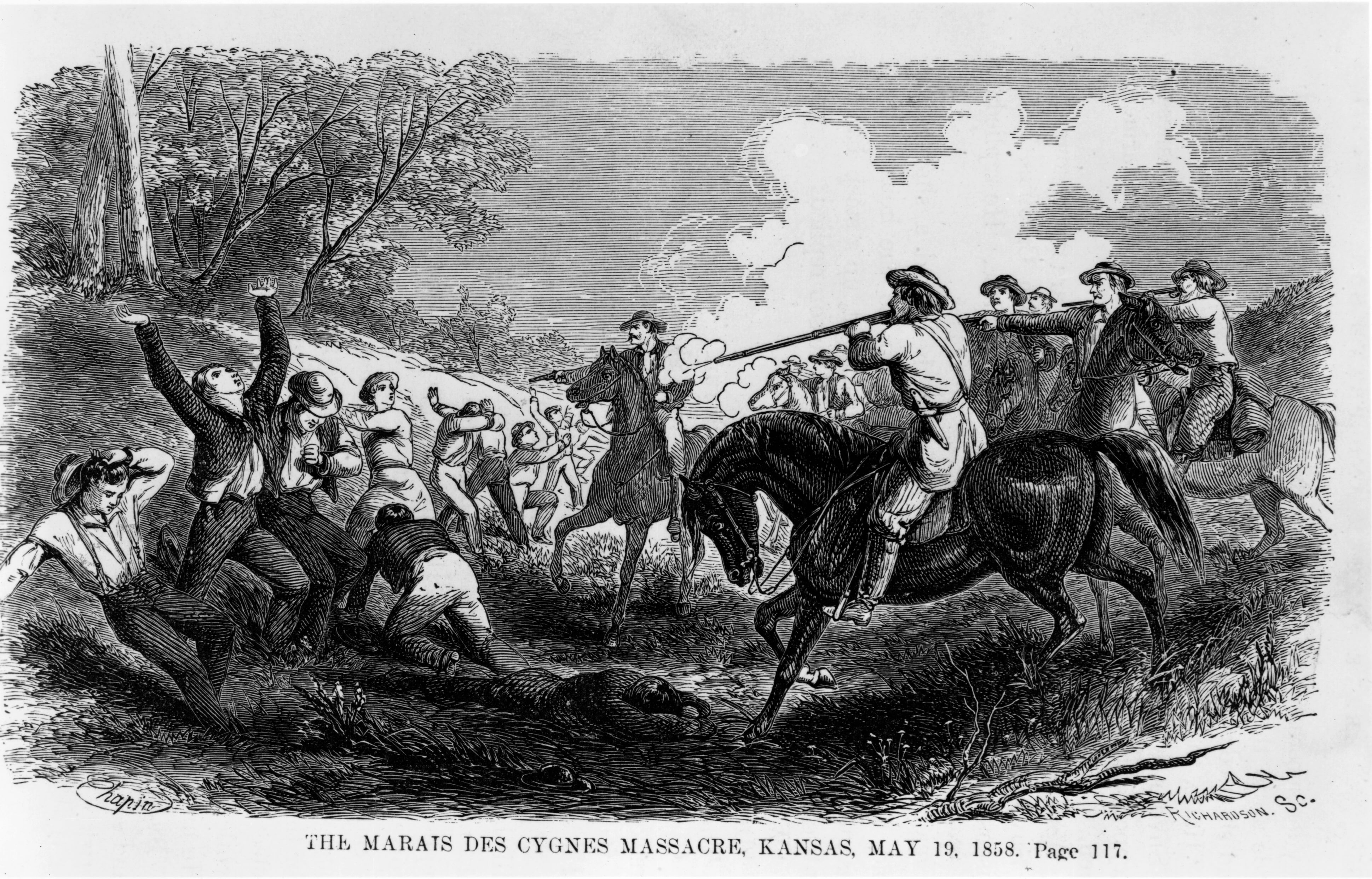
مذبحة ماريه دي سين لمكافحو عبودية كانساس، في 19 مايو 1858.

دستوريًا، لم يكن يمكن للكونجرس التعامل مع العبودية في الولايات ولكن كان لديه سلطة قضائية في الأقاليم الغربية. رفضت كاليفورنيا العبودية بالإجماع في سنة 1850 وأصبحت ولاية حرة. وسمحت نيومكسيكو بالعبودية ولكن نادرًا ما شوهدت هناك. كانت كانساس خارج حدود العبودية من خلال تسوية ميزوري في سنة 1820. وخشي عناصر حزب التُربة الحرة من أنه إذا تم السماح بالعبودية فإن مُلَّاك المَزارع الأغنياء سيشترون أفضل الأراضي ويُشغلونها بواسطة عصابات العبيد، مما يترك فرصة ضئيلة للرجال البيض الأحرار لتَمَلُّك المَزارع. وكان هناك عدد قليل من مالكي المَزارع الجنوبيين مهتمين بالفعل بكانساس، ولكن فكرة أن العبودية غير قانونية هناك ضَمَّنَ أن لديهم وضع من الدرجة الثانية كان لا يُطاق بالنسبة لشعورهم بالشرف، وبدا أنه ينتهك مبدأ حقوق الولاية. ومع تمرير قانون كانساس-نبراسكا المثير للجدل في سنة 1854، ترك الكونجرس القرار للمصوتين على الأرض في كانساس. وتم تشكيل حزب كبير في جميع أنحاء الشمال لمحاربة العبودية: الحزب الجمهوري مع العديد من الغربيين في مناصب قيادية، أبرزهم أبراهام لينكون من إلينوي. وذلك من أجل التأثير على القرار الإقليمي، موَّلَت عناصر مكافحة العبودية (وتُسمَّى أيضًا «الچايهاوكرز» أو «التُربيين الأحرار») هجرة المستوطنين الذين تم تحديدهم سياسيًا. ولكن المدافعين المؤيدين للعبودية قاوموا مع مستوطنين مؤيدين للعبودية من ميزوري. كان العنف على كلا الجانبين هو النتيجة؛ وقُتل 56 رجلًا قبل انخفاض العنف في سنة 1859. وبحلول سنة 1860 كانت القوات المؤيدة للعبودية تحت السيطرة ولكن كانساس كان لديها اثنان فقط من العبيد. وتولت قوات مكافحة العبودية زمام الأمور في سنة 1861 حيث أصبحت كانساس ولاية حرة. وبرهن هذا الحدث على أن التسوية الديمقراطية بين الشمال والجنوب بشأن العبودية كانت مستحيلة وعملت على التعجيل بالحرب الأهلية.

## الحرب الأهلية في الغرب
على الرغم من حجم أراضيه الكبير، كان لدى الغرب العابر للمسيسيپي عدد قليل من السكان، وقد تم التقليل من قصة زمن الحرب الخاصة به إلى حد كبير في تأريخ الحرب الأهلية الأمريكية.

### مسرح الغرب العابر للمسيسيپي

خريطة مسرح الغرب العابر للميسيسيپي خلال الحرب الأهلية الأمريكية، تُظهر المعارك الكبيرة فقط.

شاركت الكونفدرالية في العديد من الحملات المهمة في الغرب. ومع ذلك، فإن كانساس وهي منطقة رئيسية للصراع الذي أدى إلى نشوب الحرب، كانت مسرحًا لمعركة واحدة فقط في منجم كريك. ولكن قربها من الخطوط الكونفدرالية مكَّن المقاتلين غير النظاميين مثل كونتريل ريديرز من مهاجمة معاقل الاتحاد وذبح السكان.
وفي تكساس صوت المواطنون للانضمام إلى الكونفدرالية، وتم شنق الألمان المناهضين للحرب. واستولت القوات المحلية على الترسانة الفدرالية في سان أنطونيو، مع التخطيط لانتزاع أراضي شمال نيومكسيكو ويوتا وكولورادو، وربما كاليفورنيا. وتم إنشاء «أريزونا الكونفدرالية» من قِبل مواطني أريزونا الذي أرادوا الحماية ضد غارات الأپاتشي وذلك بعد خروج وحدات جيش الولايات المتحدة. وحينذاك وضعت الكونفدرالية السيطرة على إقليم نيومكسيكو نصب أعينها. وتم تكليف الجنرال هنري هوبكنز سيبلي بهذه الحملة مع جيش نيومكسيكو الذي يقوده، وساروا باتجاه ريو جراندي في محاولة لأخذ الثروة المعدنية في كولورادو بالإضافة إلى كاليفورنيا. اكتشف الفوج الأول للمتطوعين المتمردين، وحذروا فورًا وانضموا إلى اليانكي في حصن يونيون. وسرعان ما اندلعت «معركة جلوريتا پاس»، وأنهى الاتحاد حملة الكونفدرالية وظلت منطقة غرب تكساس في أيدي الاتحاد.
وأصبحت ميزوري - وهي ولاية اتحادية كانت العبودية فيها قانونية - ساحة معركة، عندما قام الحاكم المؤيد للانفصال ضد تصويت الهيئة التشريعية، بقيادة القوات إلى الترسانة الفدرالية في سانت لويس؛ وساعد القوات الكونفدرالية من أركنساس ولويزيانا. ومع ذلك فقد استعاد الجنرال صامويل كورتيس سانت لويس وميزوري كلها للاتحاد. وكانت الولاية مسرحًا للعديد من الغارات وحروب العصابات في الغرب.

### حفظ السلام
أنشأ جيش الولايات المتحدة بعد سنة 1850 سلسلة من المواقع العسكرية عبر التخوم، وصُممت لإيقاف الحروب بين القبائل الهندية أو بين الهنود والمستوطنين. وطوال القرن التاسع عشر خدم ضباط الجيش عادةً على بناء حياتهم المهنية في أدوار حفظ السلام ويتنقلون من حصن إلى حصن حتى التقاعد. وكانت تجربة القتال الفعلية غير مألوفة لأي جندي.

## غرب ما بعد الحرب

### الحكم الإقليمي بعد الحرب الأهلية
مع انتهاء الحرب وإلغاء العبودية ركزت الحكومة الفدرالية على تحسين إدارة الأقاليم. تم تقسيم عدة أقاليم من أجل إعدادها للولاية باتباع السوابق التي حددها المرسوم الشمالي الغربي لسنة 1787. وقامت باجراءات موحَدة والإشراف على الحكومات الإقليمية، واستبعاد بعض القوى المحلية، وفرض الكثير من «الشريط الأحمر»؛ مزيدة من البيروقراطية الفدرالية بشكل كبير.
كانت المشاركة الفدرالية في الأقاليم كبيرة، وبالإضافة إلى الإعانات المباشرة حافظت على المراكز العسكرية وأجرت مسوحات ومبيعات الأراضي وبناء الطرق وتوفير الموظفين لمكاتب الأراضي وتحسين الموانئ ودعم تسيلم البريد البري. وجاء مواطنو الأقاليم إلى كلا من السلطة الفدرالية والفساد المحلي، وفي الوقت نفسه الرثاء على أنه لن يتم إرسال المزيد من الدولارات الفدرالية في طريقهم.
كان الحكام الإقليميون مُعَيَّنُون ومدينون بالفضل لواشنطن بحيث كانوا يحكمون عادةً بيد خفيفة، مما سمح للهيئات التشريعية بالتعامل مع القضايا المحلية. وبالإضافة إلى دوره كحاكم مدني كان حاكم الإقليم أيضًا قائدًا للميليشيا، ومُشرفًا محليًا للشؤون الهندية، والاتصال الحكومي مع الوكالات الفدرالية. وعلى جانب آخر تحدثت الهيئات التشريعية إلى المواطنين المحليين وأعطت لهم الحكومة الفدرالية فسحة كبيرة لوضع القانون المحلي.
هذه التحسينات للحكم كانت لا تزال تترك مجالًا كبيرًا للاستغلال. وكما كتب مارك توين أثناء عمله مع شقيقه سكرتير نيڤادا «إن حكومة بلدي تزدري البساطة الصادقة، لكنها تلاطف النذالة الفنية، وأعتقد أنني ربما كنت سأتطور إلى نشال كفء للغاية لو كنت بقيت في الخدمة العامة لسنة أو لسنتين». «الحلقات الإقليمية» هي جمعيات فاسدة للسياسيين المحليين الذين تدعمهم الرعاية الفدرالية، الذين اختلسوا من القبائل الهندية والمواطنين المحليين، خاصة في أقاليم داكوتا ونيومكسيكو.

### نظام الأرض الفدرالي

مُلَّاك المنازل ذات المزارع، حوالي سنة 1866.

بخصوص اكتساب وتحضير وتوزيع الأراضي العامة على الملكية الخاصة، اتبعت الحكومة الفدرالية بشكل عام النظام المنصوص عليه في مرسوم الأراضي الذي صدر في سنة 1785. فتتولى الفرق الاستكشافية والعلمية الفدرالية استطلاع الأراضي وتحديد مساكن الأمريكيين الأصليين، ومن خلال المعاهدات يتم التنازل عن ملكية الأراضي من قِبل القبائل المُقيِمة، ثم يقوم المساحون بإنشاء خرائط تفصيلية تقوم بتعليم الأراضي في مربعات طولها ستة أميال (10 كم) على كل جانب، تنقسم أولًا إلى مجموعات مساحتها ميل مربع واحد، ثم إلى قِطع أراضي مساحتها 160-أكر (0.65 كـم2). وتتشكل البلدات من قِطع الأراضي تلك ثم تباع في مزادات علنية. مع امكانية شراء الأراضي غير المباعة من مكاتب الأراضي بسعر حده الأدنى هو 1.25 دولار لكل أكر.
وكجزء من السياسة العامة تقوم الحكومة بمنح الأراضي العامة لمجموعات معينة مثل المحاربين القدامى، من خلال استخدام «نص الأرض». إذ يتم تداول النص في سوق مالي وغالبًا ما يكون أقل من السعر الأدنى الذي حدده القانون وهو 1.25 دولار لكل أكر، مما أعطى المضاربين والمستثمرين والمطورين طريقة أخرى لاكتساب مساحات كبيرة من الأراضي بأسعار زهيدة. وأصبحت سياسة الأرض مسيسة من قِبل الفصائل والمصالح المتنافسة، وكانت مسألة العبودية على الأراضي الجديدة مثيرة للخلافات. وفي مواجهة مع المضاربين على الأراضي شكَّل المزارعون «أندية مطالبات» لتُمكِّنهم من شراء مساحات أكبر من الأراضي التي تبلغ 160 أكر ويخصصونها عن طريق تداولها فيما بينهم بأسعار مضبوطة.
وفي سنة 1862 مرر الكونجرس ثلاث مشاريع قوانين هامة حولت نظام الأراضي. منح المنازل وما حولها من أراض زراعية 160-أكر (0.65 كـم2) بالمجان لكل مستوطن قام بتحسين الأرض لمدة خمس سنوات؛ سواء المواطنين وغير المواطنين بما فيهم واضعي اليد والنساء، وكانوا جميعًا مؤهَّلين. التكلفة الوحيدة كانت رسوم إيداع متواضعة. وكانت للقانون أهمية خاصة في توطين ولايات السهول، فأخذ العديد منازل ذات مزارع مجانًا واشترى آخرون أراضيهم من السكك الحديدية بأسعار منخفضة.
قدَّمت قوانين سكة حديد المحيط الهادئ لسنة 1862 الأرض اللازمة لبناء السكك الحديدية الممتدة عبر القارة. الأرض الممنوحة للسكك الحديدية بالتناوب مع قطع الأراضي المملوكة للحكومة محفوظة للتوزيع مجانًا على مُلَّاك المنازل ذات المزارع. وفي مسعى من أجل الانصاف، خفَّضت الحكومة الفدرالية كل قطعة أرض إلى 80 أكر (320,000 م2) بسبب قيمتها العالية نظرًا لقربها من خط السكك الحديدية. كان لدى السكك الحديدية فترة تصل إلى خمس سنوات لبيع أو رهن أراضيها بعد وضع خطوط القضبان، حيث يمكن للأرض غير المباعة أن تُشترَى من قِبل أي شخص. وغالبًا ما باعت السكك الحديدية بعض أراضيها الحكومية المكتسبة إلى مُلَّاك المنازل ذات المزارع على الفور لتشجيع الاستيطان ونمو الأسواق التي يمكن للسكك الحديدية أن تخدمها. كانت سكة حديد نبراسكا في العقد 1870 معززة بقوة للأراضي على طول مساراتها. وأرسلت وكلاء إلى ألمانيا والبلاد الإسكندناڤية بصفقات تشمل النقل الرخيص للأسرة بالإضافة إلى أثاثها وأدواتها الزراعية، وقدمت ائتمانات طويلة الأجل بأسعار منخفضة. نجح التعزيز في جذب العائلات الأمريكية والأوروپية إلى نبراسكا، وساعدتهم على شراء قطع الأراضي الممنوحة بشروط جيدة. ويعتمد سعر البيع على عدة عوامل مثل جودة التربة والماء والمسافة بين الأرض والسكك الحديدية.
قدَّم «قانون موريل» لسنة 1862 منح الأراضي إلى الولايات لبدء كليات الزراعة والفنون الميكانيكية (الهندسة). وأصبحت الكليات السوداء مؤهَّلة للحصول على هذه المنح في سنة 1890. نجح القانون في أهدافه في فتح جامعات جديدة وجعل الزراعة أكثر عملية وإرباحًا.

### السكك الحديدية الممتدة عبر القارة

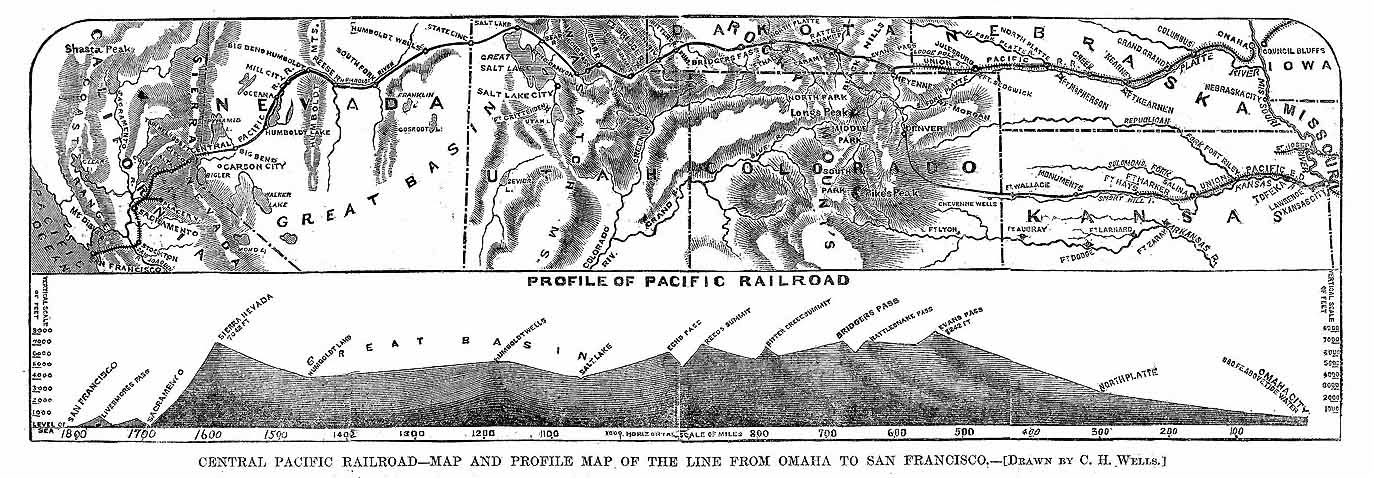
سكة حديد المحيط الهادي من سان فرانسيسكو (يسارًا) إلى أوماها. مجلة هارپرز ويكيلي، 7 ديسمبر 1867.

في العقد 1850 أُجريت استطلاعات برعاية الحكومة من أجل رسم خرائط المناطق المتبقية غير المستكشَفة من الغرب، وللتخطيط للطرق الممكنة من أجل إنشاء السكك الحديدية الممتدة عبر القارة. الكثير من العمل قام به فيلق المهندسين وفيلق المهندسين الطبوغرافيين ومكتب الاستكشافات والمسوحات، وأصبح معروفًا باسم «الاستطلاع العظيم». دارت النقاشات الإقليمية في الكونجرس حول اختيار مسار شمالي أو وسطي أو جنوبي. كانت المتطلبات الهندسية لمسار السكك الحديدية هي إمدادات كافية من الماء والخشب، ومسار مستوِي تقريبًا بقدر الإمكان نظرًا للقاطرات الضعيفة في تلك الحقبة.

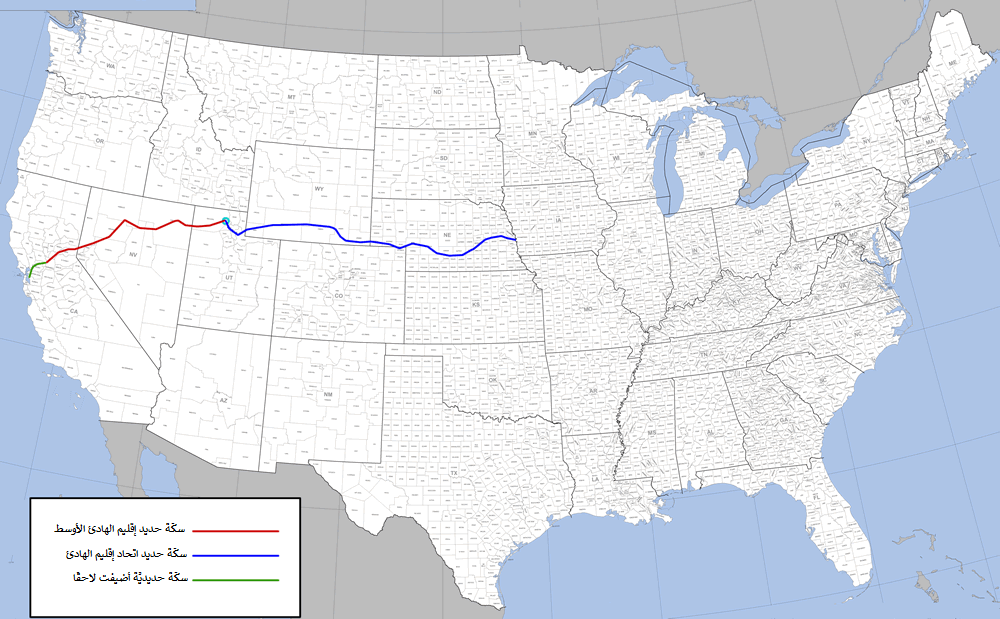
مسار أول سكة حديدية ممتدة عبر القارة.

مراسم "المسمار الذهبي" في 10 مايو 1869، وافتتاح أول سكة حديدية ممتدة عبر القارة في پرومونتوري بيوتا.

في العقد 1850 فشلت اقتراحات بناء سكة حديدية ممتدة عبر القارة بسبب الخلافات في الكونجرس حول العبودية. ومع انفصال الولايات الكونفدرالية في سنة 1861 تولى المُحَدِّثون مقاليد الأمور في الكونجرس وأرادوا وجود خط لربط كاليفورنيا. والشركات الخاصة كانت تُبنى من أجل تشغيل الخط. والبناء سيتم من قِبل العمال غير المهرة الذين يعيشون في مخيمات مؤقتة على طول الطريق. قام المهاجرون من الصين وأيرلندا بتنفيذ معظم أعمال البناء. وقام ثيودور چودا كبير المهندسين في سكة حديد وسط المحيط الهادئ بمسح الطريق من سان فرانسيسكو شرقًا. وكانت جهود الضغط الدؤوبة التي بذلها چودا في واشنطن مسؤولة إلى حد كبير عن تمرير قانون سكة حديد المحيط الهادئ لسنة 1862، والذي أجاز بناء كل من سكة حديد المحيط الهادئ وسكة حديد اتحاد المحيط الهادئ (التي بُنيت غربًا من أوماها). وفي سنة 1862 تولى المسؤولية أربع تجار كبار أغنياء (ليلاند ستانفورد، كوليس هنتنجتون، تشارلز كروكر، مارك هوپكنز) وكان كروكر هو المسؤول على البناء. واكتمل هذا الخط في مايو 1869. حلَّت رحلات الركاب من الساحل إلى الساحل في 8 أيام الآن محل قطارات العربات أو الرحلات البحرية التي كانت تستغرق من 6 إلى 10 أشهر وكانت تكلفتها أعلى بكثير.
معظم العمال اليدويين في سكة حديد وسط المحيط الهادئ كانوا وافدين جدد من الصين. ويوضح كراوس كيف كان هؤلاء الرجال يعيشون ويعملون، وكيف أداروا أموالهم. وخلص إلى أن كبار المسؤولين أدركوا بسرعة الدرجة العالية من النظافة والموثوقية عند الصينيين. وظَّفت وسط المحيط الهادئ أكثر من 12,000 عاملًا صينيًا، 90% منهم كانوا قوة العمل اليدوي. يستكشف أونج ما إذا كان عمال السكك الحديدية الصينيين قد تم استغلالهم من قِبل السكك الحديدية أم لا مع وجود البيض في مواقع أفضل. ووجد أن السكك الحديدية حددت معدلات أجور مختلفة للبيض والصينيين وأنها استخدمت الأخيرين في وظائف أكثر وضاعة وخطورة، مثل معالجة وصب النيتروجليسرين. ومع ذلك فقد قدمت السكك الحديدية معسكرات وطعام طلبهم الصينيين لحماية العمال الصينيين من تهديدات البيض.

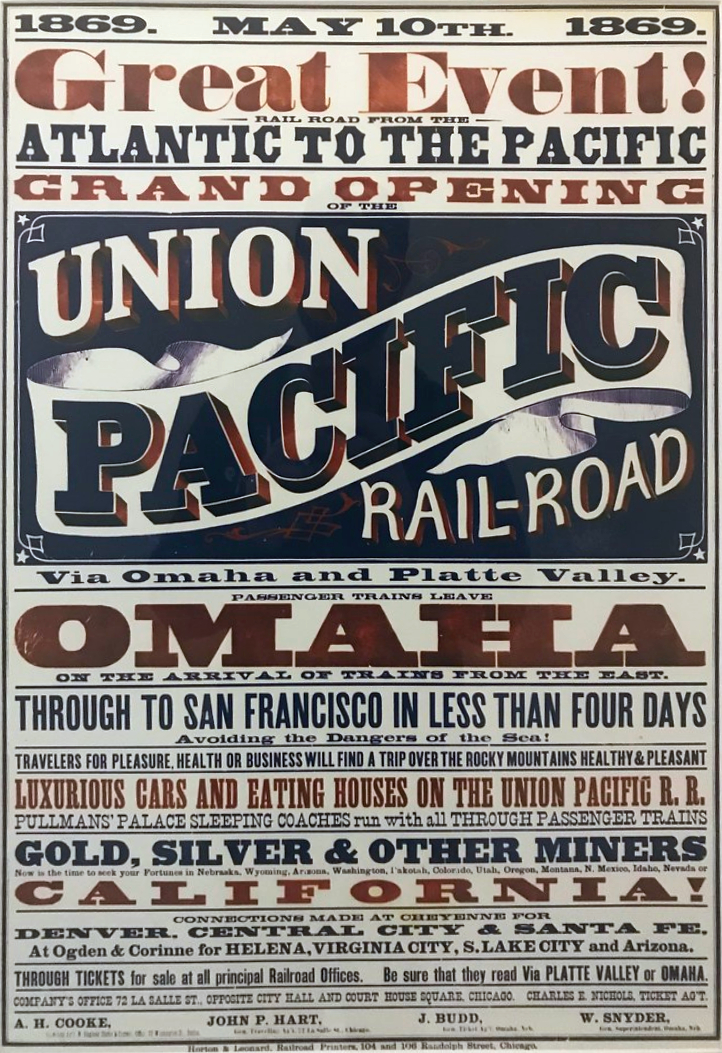
پوستر ليوم افتتاح سكة حديد اتحاد المحيط الهادئ، سنة 1869.

يتطلب بناء السكك الحديدية ستة أنشطة: مسح المسار، وتفجير طرق حق المرور، وبناء الأنفاق والجسور، وتنظيف وإرساء فرشة الطريق، ووضع روابط التثبيت والقضبان، والمواظبة على تزويد الطاقم بالطعام والأدوات. كان العمل يتطلب جهد بدني كبير، باستخدام المكاشط والمحاريث التي تجرها الخيول والمعاول اليدوية والفؤوس والمطارق الثقيلة وعربات اليد. تم استخدام عدد قليل من الآلات التي تعمل بالبخار مثل المجارف البخارية. وكانت القضبان حديدية (الصلب جاء بعد عدة سنوات) وكانت تزن 700 رطل (320 كج) وتطلبت خمس رجال لرفعها. واستخدوا مسحوق أسود للتفجير. كانت أطقم بناء اتحاد المحيط الهادئ تتكون معظمها من الأمريكيين الأيرلنديين، وأنجزت نحو ميلين (3 كم) من المسار الجديد يوميًا.
تم بناء ستة خطوط سكك حديدية ممتدة عبر القارة في العصر المذهب (بالإضافة إلى خطين في كندا)؛ فتحوا الغرب للمزارعين ومربيي الماشية. ومن الشمال إلى الجنوب كانت هناك سكة حديد شمال المحيط الهادئ وسكة حديد طريق ميلوواكي والسكك الحديدية الشمالية الكبرى على طول الحدود الأمريكية الكندية، وسكة حديد اتحاد المحيط الهادي/مركز المحيط الهادئ في الوسط وإلى الجنوب سكة حديد سانتا في وجنوب المحيط الهادئ. كلهم اعتمدوا على منح الأراضي ما عدا الشمالية الكبرى التي كان يرأسها چيمس چيه هيل. وكانت القصص المالية معقدة في أغلب الأحيان، على سبيل المثال استلمت شمال المحيط الهادئ منحة الأراضي الرئيسية في سنة 1864، وكان الخبير المالي چاي كوك هو المسؤول حتى سنة 1873، وعندما أفلس أبقت المحاكم الفدرالية مع ذلك على السكك الحديدية المفلسة قيد التشغيل. وفي سنة 1881 أصبح هنري ڤيلارد مسؤولًا وأكمل الخط أخيرًا إلى سياتل. ولكن الخط أفلس في «ذعر العام 1893» وتولى هيل المسؤولية. ثم قام بدمج عدة خطوط بتمويل من جيه پي مورجان، ولكن الرئيس ثيودور روزڤلت فصلهم في سنة 1904.
في السنة الأولى للعملية 1869-70 قام 150,000 مسافر بالرحلة الطويلة. تم تشجيع المستوطنين من خلال الترويج للذهاب إلى الغرب في رحلات استطلاع مجانية من أجل شراء أراضي السكك الحديدية بشروط ميسرة ممتدة على مدى عدة سنوات. كان لدى السكك الحديدية «مكاتب هجرة» والتي أعلنت عن صفقات منخفضة التكلفة تشمل الممرات والأراضي بشروط ميسرة للمزارعين في ألمانيا وإسكندناڤيا. في البراري، كما وُعِدوا، لم يكن معناه الكدح القاصم للظهر لأن «الاستيطان في البراري حيث الاستعداد للحرث يختلف عن الانغماس في منطقة مغطاه بالأخشاب». كان المستوطنون زبائن للسكك الحديدية وشحنوا محاصيلهم ومواشيهم، وجلبوا المواد المصنَّعة. استفاد جميع المصنِّعون من تكاليف النقل المنخفضة وحجم الأعمال الأكبر بكثير.
وخلص وايت إلى حُكم مختلَط، لقد فتحت السكك الحديدية الممتدة عبر القارة الغرب للمستوطنين، وجلبت الآلاف من عمال التقنية العالية ذوي الأجور المرتفعة والمدراء، وخلقت الآلاف من البلدات والمدن، ووجهت الولايات المتحدة إلى محور الشرق-الغرب، وأثبتت قيمة كبيرة لها. ومن ناحية أخرى قام الكثيرين بالبناء وقاموا بالبناء بشكل كبير قبل الطلب الفعلي، وكانت النتيجة فقاعة أدت إلى خسائر فادحة للمستثمرين وأدت إلى ممارسات إدارية سيئة. وعلى النقيض وكما ذكر وايت، الخطوط في الغرب الأوسط والشرق دُعِّمت بقاعدة سكانية كبيرة للغاية، عززت الزراعة والصناعة والتعدين بينما حققت أرباحًا ثابتة وتلقت القليل من الفوائد الحكومية.

### الهجرة بعد الحرب الأهلية

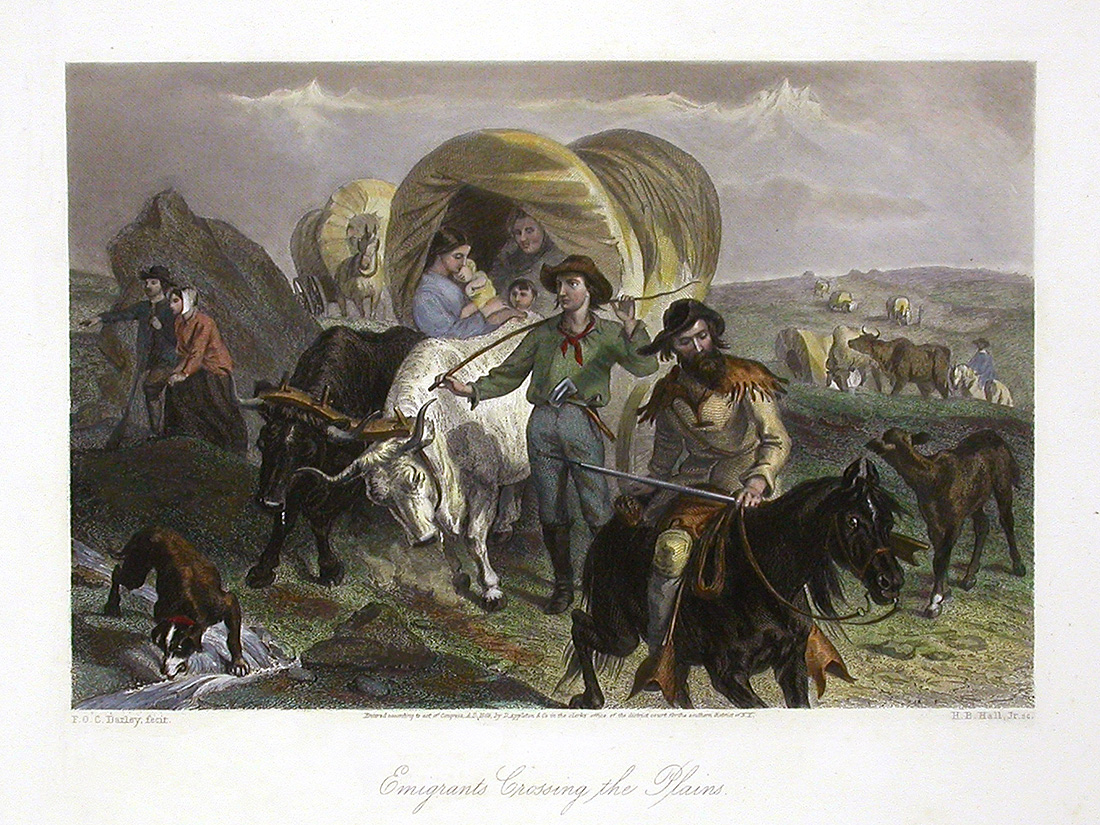
"مهاجرون يعبرون السهول"، سنة 1872، يظهر المستوطنون وهم يعبرون السهول العظمى. رسم إف أو سي دارلي ونقش إتش بي هال.

بعد الحرب الأهلية اجتذب الغرب الكثيرين من الساحل الشرقي وأوروپا من خلال تقارير من أقاربهم وحملات إإعلانية واسعة تعد بـ«أفضل أراضي البراري» و«أسعار منخفضة» و«خصومات كبيرة على النقد» و«شروط أفضل من أي وقت مضى!». وفرت خطوط السكك الحديدية الجديدة الفرصة للمهاجرين للخروج وإلقاء نظرة مع تذاكر خاصة للأسرة، والتكلفة التي يمكن تطبيقها لشراء الأراضي التي تُقدمها السكك الحديدية. فزراعة السهول كانت أكثر صعوبة بالتأكيد من العودة إلى الشرق. إدارة المياه كانت الأكثر تعرضًا للانتقاد، وحرائق ضربات البرق كانت الأكثر شيوعًا، والطقس كان أكثر تطرفًا، وسقوط الأمطار كان أقل قابلية للتنبؤ به.
ترك المهاجرون الحقيقيون خوفهم ورائهم، وتطلعوا إلى الأبعد من الخوف من المجهول. كان دافعهم الرئيسي للتحرك غربًا هو إيجاد حياة اقتصادية أفضل من تلك التي كانت لديهم. بحث المزارعون عن أراضي أكبر وأرخص وأكثر خصوبة، وبحث التجار عن زبائن جدد وفرص قيادية جديدة، وأراد العمال أعمالًا بأجور أعلى وظروف أفضل. وبينما يتحرك المستوطنون نحو الغرب كان عليهم مواجهة تحديات على طول الطريق، مثل نقص الخشب للإسكان والطقس السيئ مثل العواصف الثلجية والجفاف والأعاصير المخيفة. وبنى أصحاب المنازل ذات المزارع بيوتًا مصنوعة من العشب والتربة في البراري غير المُشجَّرة. وكانت واحدة من أكبر المحن التي أصابت أصحاب تلك المنازل هو هجوم جراد جبال روكي سنة 1874 الذي دمر السهول العظمى. وهذه التحديات زادت من صلابة هؤلاء المستوطنين في ترويض التخوم.

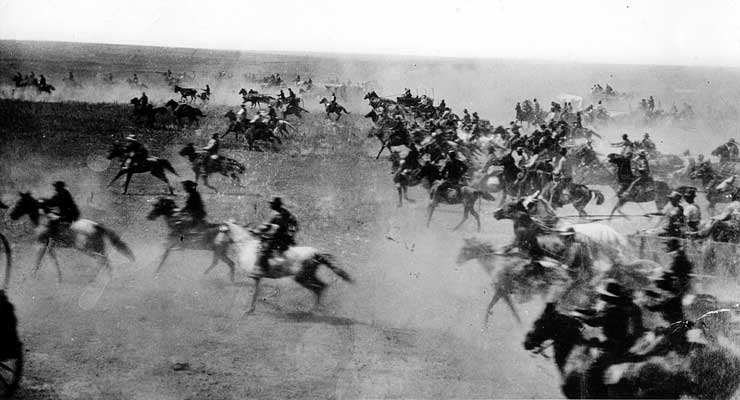
حمى الأرض أثناء السباق.

#### حمى الأرض في أوكلاهوما
في سنة 1889 افتتحت واشنطن 2,000,000 أكر (8,100 كـم2) من الأراضي غير المأهولة في إقليم أوكلاهوما. وفي 22 أبريل اصطف أكثر من 100,000 من المستوطنين وأصحاب المواشي (معروفون باسم الـ«بومرز») على الحدود. وعندما بدأت بنادق وأبواق الجيش في إعطاء الإشارة، بدأ اندفاع مجنون من أجل دعم مطالباتهم في «حمى الأرض في سنة 1889». كتب أحد الشهود «كان راكبوا الخيل هم الأفضل في البداية. كان سباقًا جيدًا لعدة دقائق، ولكن سرعان ما بدأ الراكبون ينتشرون مثل المروحة، ومع الوقت الذي وصلوا فيه إلى الأفق كانوا مبعثرين عند أقصى ما يمكن للعين أن تراه». في يوم واحد ظهرت مدن أوكلاهوما سيتي ونورمان وجوثري بأوكلاهوما إلى الوجود. وبنفس الطريقة تم فتح واستيطان ملايين الأكرات من الأراضي الإضافية في السنوات الأربع اللاحقة.

## الحروب الهندية

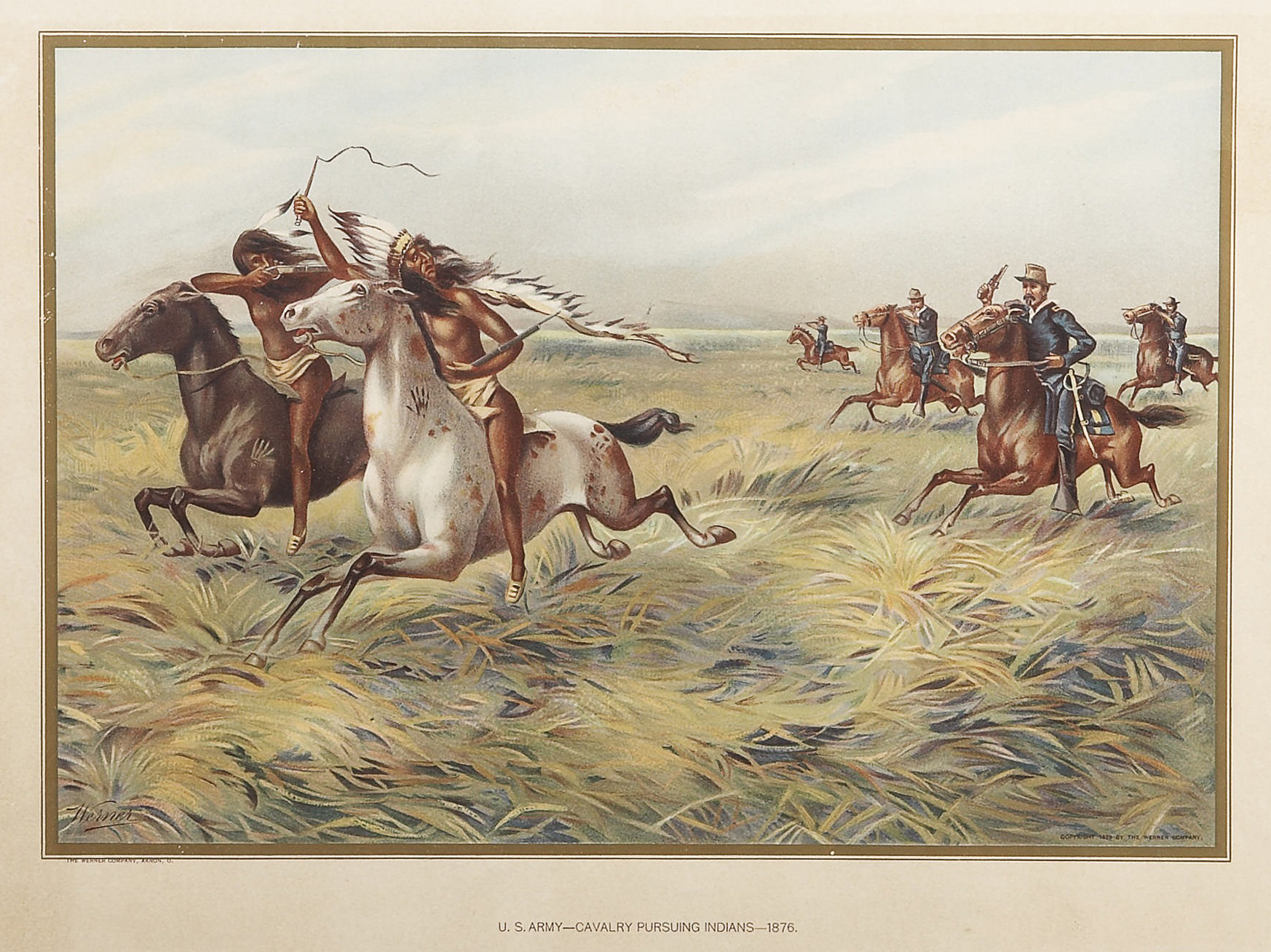
رسم في سنة 1899 لسلاح الفرسان الأمريكي يطارد الهنود، الفنان مجهول.

وقعت حروب هندية في جميع أنحاء الولايات المتحدة برغم أن الصراعات عادةً ما يتم فصلها إلى فئتين؛ الحروب الهندية شرق نهر المسيسيپي والحروب الهندية غرب نهر المسيسيپي. قدَّم مكتب الولايات المتحدة للتعداد في سنة 1894 تقديرًا للوفيات:
يقدر المؤرخ راسل ثورنتون أن التعداد السكاني الهندي انخفض بين عامي 1800 و1890 من 600,000 إلى أقل من 250,000. انخفاض عدد السكان سببه الأساسي الأمراض بالإضافة إلى الحروب. العديد من القبائل في تكساس مثل «كارانكاوان» و«أكوكيسا» و«بيديوي» وغيرها قد تم إطفاءها بسبب الصراعات مع المستوطنين. أثار الانخفاض السريع للتعداد السكاني للهنود الأمريكيين بعد الحرب الأهلية قلق الحكومة الأمريكية، وتم تشكيل «لجنة دوليتل» للتحقيق في الأسباب وكذلك التوصيات لإنقاذ السكان. إن الحلول التي قدمتها اللجنة مثل إنشاء خمس مجالس تفتيش لمنع الإساءات الهندية، كان تأثيرها بسيطًا عندما بدأت الهجرة الغربية الكبيرة.

### الحروب الهندية شرق الميسيسيپي

#### مسلك الدموع
أجبر التوسع في الهجرة إلى جنوب شرق الولايات المتحدة في العقدين 1820 و1830 الحكومة الفدرالية على التعامل مع «المسألة الهندية». الهنود كانوا تحت السيطرة الفدرالية لكنهم كانوا مستقلين عن حكومات الولايات. ولم يكن لدى الهيئات التشريعية وقضاة الولايات سلطة على أراضيهم. وسياسيًا طالب الرئيس الجديد للحزب الديمقراطي أندرو چاكسون بإخراج الهنود من الولايات الجنوبية الشرقية إلى أراض جديدة في الغرب، بينما عارض حزب اليمين والكنائس الپروتستانتية الإبعاد. ولكن ديمقراطية چاكسون فازت في الانتخابات الرئاسية لأعوام 1828 و1832 و1836. وبحلول سنة 1836 بدأت «سياسة الإزالة الهندية» لتنفيذ قانون الكونجرس الذي وقعه چاكسون في سنة 1830. هاجم العديد من المؤرخين چاكسون بقوة. ينص قانون 1830 نظريًا على الإزالة الطوعية وضمانات لحقوق الهنود، ولكن على أرض الواقع كانت الإزالة إجبارية ووحشية وتجاهلت الضمانات. برر چاكسون تصرفاته بقوله أن الهنود «ليس لديهم الذكاء، والصناعة، والعادات الأخلاقية، والرغبة في التحسينات».
شملت المسيرة الإجبارية لنحو عشرين قبيلة من بينها «القبائل الخمس المتحضرة» (المسكوكي والتشوكتاو والشيروكي والتشيكاساو والسيمينول). ولحث السكان الأصليين على التحرك وعدت الحكومة الفدرالية أيضًا ببنادق وبطانيات وتبغ ونقد. وبحلول سنة 1835 وقَّعت الشيروكي آخر أمّة هندية في الجنوب على معاهدة الإزالة وانتقلت إلى أوكلاهوما. وأُعطِيت جميع القبائل أرض جديدة في «الإقليم الهندي» (الذي أصبح فيما بعد أوكلاهوما). من بين 70,000 هندي تقريبًا تم إزالتهم، توفي حوالي 18,000 بسبب المرض والجوع والتعرُّض على المسار. وقد أصبح هذا الخروج معروفًا باسم مسلك الدموع (باللغة الشيروكية: Nunna dual Tsuny، المسلك حيث بكوا). كان تأثير الإزالة شديدًا وواجهت القبائل المزروعة صعوبة كبيرة في التكيف مع محيطها الجديد، واشتبكت في بعض الأحيان مع القبائل الأصلية في المنطقة.
الطريقة الوحيدة ليبقى الهنود ويتفادوا الإزالة هي قبول العرض الفدرالي الذي يبلغ 640 أكر (2.6 كـم2) أو المزيد من الأراضي (حسب حجم الأسرة) في مقابل ترك القبيلة وأن يصبحوا مواطنين للولاية يخضعون لقانون الولاية والقانون الفدرالي. ومع ذلك، فإن العديد من الأمريكيين الأصليين الذين أخذوا العرض تعرضوا للاحتيال من قِبل «المضاربين الشَرِّهين» الذين سرقوا دعاويهم وباعوا أراضيهم للبيض. وفي المسيسيپي وحدها بلغت الدعاوي الاحتيالية 3,800,000 أكر (15,000 كـم2). ومن بين القبائل الخمس أظهرت السيمينول الجزء الأكبر من المقاومة، واختبأت في مستنقعات فلوريدا وشنَّت حربًا كلفت جيش الولايات المتحدة 1.500 شخصًا و20 مليون دولارًا أمريكيًا.

### الحروب الهندية غرب الميسيسيپي

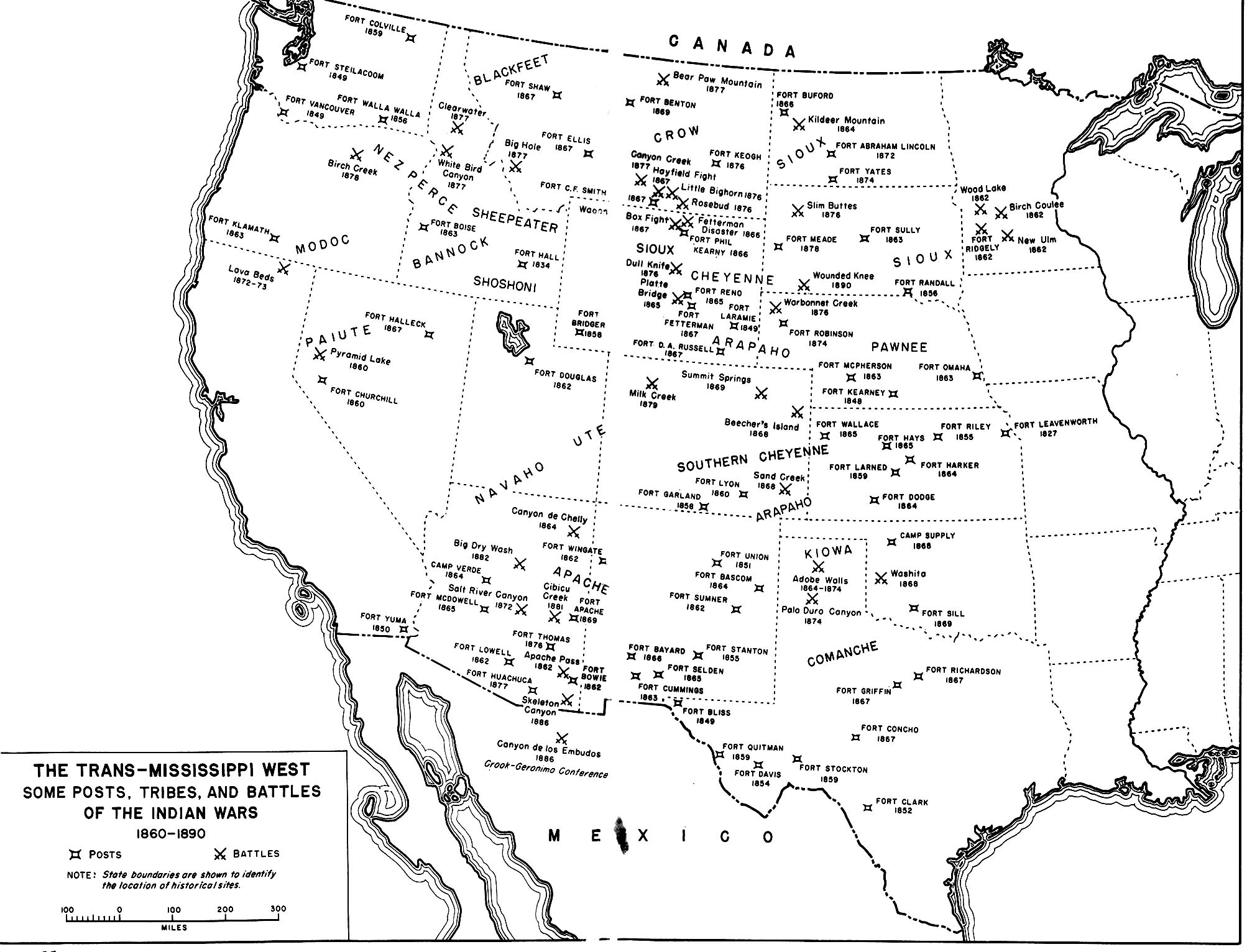
المعارك الهندية في الغرب العابر للمسيسيپي.

واجه المحاربون الهنود في الغرب باستخدام أسلوبهم التقليدي في المعركة الحربية الموجهة المحدودة جيش الولايات المتحدة. وأظهر الهنود شجاعة في القتال في حين أن الجيش لم يركز بشكل كبير على القتال الفردي مثلما ركز على بناء شبكات من الحصون وتطوير النظام اللوجيستي واستخدام التلغراف والسكك الحديدية لتنسيق وتركيز قواته. حروب هنود السهول القبلية لا تحمل شبهًا بالحرب «الحديثة» التي يمارسها الأمريكيين على طول الخطوط الأوروپية، وذلك باستغلال مزاياها الكبيرة في السكان والموارد. تجنبت العديد من القبائل الحرب ودعمت قبائل أخرى الجيش الأمريكي. وواصلت القبائل المعادية للحكومة اتباع علاماتها التقليدية في القتال وبالتالي لم تتمكن من تحقيق أي نجاح دائم ضد الجيش الأمريكي.
جرت الحروب الهندية في جميع أنحاء المناطق الغربية، وكانت الصراعات في الولايات المتاخمة للمكسيك أكثر مما كانت عليه في الولايات الداخلية. احتلت أريزونا المرتبة الأعلى والتي شهدت 310 معركة معروفة داخل حدود الولاية بين الأمريكيين والسكان الأصليين. كما احتلت أريزونا المرتبة الأولى في عدد ضحايا الحروب، حيث قُتل 4,340 منهم جنود ومدنيين وأمريكيين أصليين، كان هذا أكثر من ضعف عدد القتلى الذي وقع في تكساس وهي ثاني أعلى ولاية في الترتيب. معظم الوفيات في أريزونا حدثت بسبب الأپاتشي. ويقول ميتشنو أن 51% من معارك الحروب الهندية في الفترة من سنة 1850 إلى سنة 1890 وقعت في أريزونا وتكساس ونيومكسيكو، بالإضافة إلى 37% من الضحايا في مقاطعة غرب نهر الميسيسيپي.
واحدة من أكثر الحروب الهندية فتكًا كانت «حرب الثعبان» من سنة 1864 إلى سنة 1868، التي خاضتها كونفدرالية «الپايوت» و«البانوك» والشوشوني الأمريكية الأصلية وسُمُّوا بـ«هنود الثعبان» ضد جيش الولايات المتحدة في أوريجون ونيڤادا وكاليفورنيا وإيداهو والتي جرت على طول نهر الثعبان. بدأت الحرب عندما نشأ توتر بين الهنود المحليين وطوفان القطارات الذي يتعدى على أراضيهم، مما أدى إلى التنافس على الغذاء والموارد. وقام الهنود بمهاجمة والتحرش بمجموعات المهاجرين وعمال المناجم الذين يعبرون وادي نهر الثعبان، مما أدى إلى مزيد من الانتقام من قِبل المستوطنات البيضاء وتدخل جيش الولايات المتحدة. أدت الحرب إلى قتل وجرح وأسر 1,762 رجلًا من الجانبين. وعلى عكس الحروب الهندية الأخرى تم نسيان حرب الثعبان بشكل كبير في تاريخ الولايات المتحدة بسبب حصولها على تغطية محدودة.
و«حرب كولورادو» التي خاضتها الشايان والأراپاهو والسايوكس على أراضي كولورادو إلى نبراسكا، جرى الصراع في أعوام 1863-1865 حينما كانت الحرب الأهلية لا تزال جارية. حدثت الحرب بسبب الانحلال بين السكان الأصليين والمستوطنين البيض في المنطقة. كانت الحرب سيئة السمعة بسبب الفظائع التي ارتُكبت من الطرفين، حيث دمرت الميليشيات البيضاء القرى الأصلية وقتلت النساء والأطفال الهنود كما في مذبحة ساند كريك الدامية، كما أغار الهنود على المزارع وقتلوا أسر بيضاء كما في «مذبحة المزرعة الأمريكية» و«الغارة على مزرعة جودفري».
وفي «حروب الأپاتشي» أجبر الكولونيل كريستوفر "كيت" كارسون «أپاتشي الميسكاليرو» على العيش في محمية في سنة 1862. وفي عامي 1863-1864 استخدَم كارسون سياسة الأرض المحروقة في «حملة الناڤاهو» وأحرق حقول وبيوت الناڤاهو وسبى أو قتل ماشيتهم، وكانت تساعده قبائل هندية أخرى كانت على عداء طويل مع الناڤاهو، وبصفة خاصة «اليوت». صراع بارز آخر في هذه الحرب كان معركة جيرانيمو ضد المستوطنات في تكساس في العقد 1880، عندما قامت الأپاتشي تحت قيادته بنصب كمائن للخيالة والحصون الأمريكيين، مثل هجومهم على سيبيكيو كريك، في حين قاموا أيضًا بمهاجمة المَزارع ومَزارع الماشية مثل هجومهم على «إمبراطورية مزرعة الماشية» وقتلهم ثلاث رعاة بقر. وفي النهاية حثت الولايات المتحدة آخر فرقة أپاتشية معادية لها تحت قيادة جيرانيمو على الاستسلام في سنة 1886.

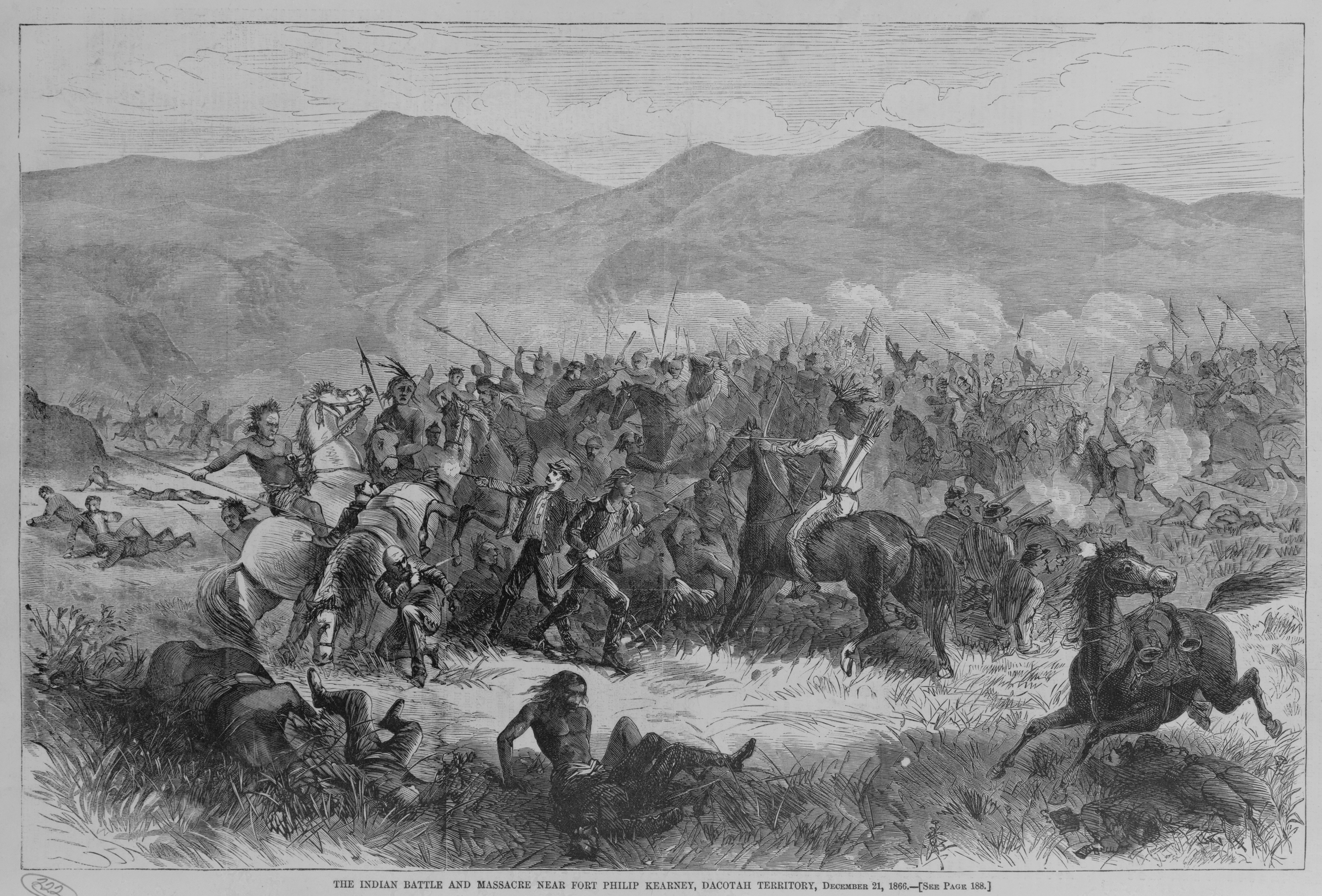
معركة بالقرب من حصن فيل كيرني في إقليم داكوتا بأريزونا، في 21 ديسمبر 1866.

خلال «حملة الكومانشي» جرت «حرب النهر الأحمر» في عامي 1874-1875 كرد فعل على الإمدادات الغذائية المتضائلة من البيسون الأمريكي من قِبل الكومانشي، بالإضافة إلى رفض عدد قليل من المجموعات الدخول في المحميات. بدأت الكومانشي غارات على المستوطنات الصغيرة في تكساس، والتي أدت إلى وقوع «معركة بافالو وولو» و«معركة أدوب وول الثانية» التي خاضها صائدي البيسون، و«معركة لوست ڤالي» ضد تكساس رينجرز. انتهت الحرب أخيرًا بمواجهة أخيرة بين الكومانشي وسلاح فرسان الولايات المتحدة في «معركة پالو دورو كانيون»، استسلَم الزعيم الأخير كوانا پاركر في يونيو 1875، وهو ما أنهى الحروب التي خاضها التكساسيين والهنود.
و«حرب ريد كلاود» التي قادها زعيم اللاكوتا ريد كلاود ضد العسكريين الذين كانوا يقومون ببناء الحصون على طول مسلك بوزمان. كانت الحملة الأكثر نجاحًا ضد الولايات المتحدة خلال الحروب الهندية. وبموجب معاهدة فورت لارامي (1868) مُنحت الولايات المتحدة تحفظًا كبيرًا إلى اللاكوتا، دون وجود عسكري، وشملت كامل البلاك هيلز. كان الكاپتن چاك زعيمًا لقبيلة المودوك الأمريكية الأصلية في كاليفورنيا وأوريجون، وكان قائدهم خلال حرب المودوك. احتجز الكاپتن چاك 1,000 رجلًا من جيش الولايات المتحدة لمدة 7 أشهر بواسطة 57 محارب مودوكي. الكاپتن چاك قتل الجنرال الأمريكي إدوارد كانبي.
وفي يونيو 1877، في «حرب نيز پيرس» نيز پيرس تحت قيادة الزعيم چوزيف، غير الراغبين في التخلي عن أراضيهم التقليدية والانتقال إلى المحمية، بدأ بالتراجع في القتال لمسافة 1,200 ميلًا (2,000 كم) من أوريجون بالقرب من حدود كندا-الولايات المتحدة في مونتانا. كان عددهم يبلغ 200 مقاتل فقط، حارب نيز پيرس حوالي 2,000 من النظاميين والمتطوعين الأمريكيين في الوحدات العسكرية المختلفة، إلى جانب مساعديهم الهنود من قبائل عديدة، في ما مجموعه ثمانية عشر اشتباكًا منهم أربعة اشتباكات كبيرة وأربعة مناوشات على الأقل متنازع عليها بشدة. وأخيرًا حوصر نيز پيرس في «معركة بير پاو» واستسلَموا. وشُنّت حرب سايوكس العظمى في سنة 1876 من قِبل اللاكوتا بقيادة الثور الجالس والجواد المجنون، بدأ الصراع بعد انتهاكات البيض المتكررة لمعاهدة فورت لارامي (1868) بمجرد اكتشاف الذهب في التلال. كانت واحدة من المعارك الشهيرة معركة لتل بيج هورن حيث هزمت قوات السايوكس والشايان فرقة الفرسان السابعة بقيادة الجنرال جورج أرمسترونج كاستر. و«حرب اليوت»، التي خاضها «شعب اليوت» ضد المستوطنين في يوتا وكولورادو، أدت إلى معركتين؛ «مذبحة ميكير» التي قتلت 11 من الوكلاء الهنود، و«مذبحة پينهوك» التي قتلت 13 من أصحاب مزارع الماشية ورعاة البقر المسلحين. انتهت صراعات اليوت أخيرًا بعد أحداث «حرب بلاف».
جاءت نهاية الحروب الهندية في مذبحة ووندد ني في 29 ديسمبر 1890 حيث حاول سلاح الفرسان السابع نزع سلاح رجل من السايوكس وهو ما أدى إلى حدوث مذبحة قُتل فيها ما بين 150 و300 رجل وامرأة وطفل. وقبل ثلاث عشر يومًا فقط قُتل الثور الجالس مع ابنه كرو فوت في معركة بالأسلحة النارية مع مجموعة من الشرطة الهندية كانت قد أُرسلت من قِبل الحكومة الأمريكية لاعتقاله.

### الحصون والقواعد الأمامية

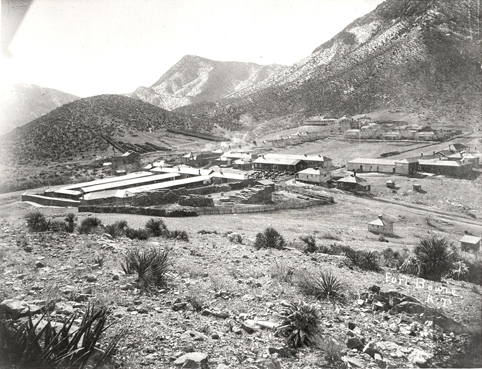
حصن باوي، سنة 1893.

مع تحرك التخوم غربًا تحرك معها إنشاء الحصون العسكرية الأمريكية، وهو ما يمثل السيادة الفدرالية على الأقاليم الجديدة. كانت الحاميات العسكرية عادة ما تفتقر إلى جدران دفاعية لكنها نادرًا ما تعرضت للهجوم. وكانت تخدم كقواعد للقوات في أو بالقرب من المناطق الاستراتيجية وبصفة خاصة لمواجهة التواجد الهندي. على سبيل المثال قام حصن باوي بحماية ممر الأپاتشي في جنوب أريزونا على طول طريق البريد بين توسون وإل پاسو وكان يُستخدَم لشن هجمات ضد كوتشيس وجيرانيمو. ساعد كل من حصن لارامي وحصن كيرني على حماية المهاجرين الذين يعبرون السهول العظمى. وتم إنشاء حصون لشن هجمات ضد السايوكس. ومع ظهور المحميات الهندية أقام الجيش الحصون لحمايتها. كما أن الحصون كانت تحرس خطوط اتحاد المحيط الهادئ وغيرها من خطوط السكك الحديدية. ومن الحصون الهامة الأخرى حصن سيل في أوكلاهوما وحصن سميث في أركنساس وحصن سنيلينج في مينيسوتا وحصن يونيون في نيومكسيكو وحصن وورث في تكساس وحصن والا والا في واشنطن. وكان حصن أوماها في نبراسكا مقرًا لـ«قِسم پليت»، وكان مسؤولًا عن تجهيز معظم المراكز الغربية لأكثر من 20 عامًا بعد إنشاءها في أواخر العقد 1870. وحصن هواتشوكا في أريزونا أيضًا كان في الأصل نقطة تخومية ولا يزال مُستخدَمًا من قِبل جيش الولايات المتحدة.

### المحميات الهندية

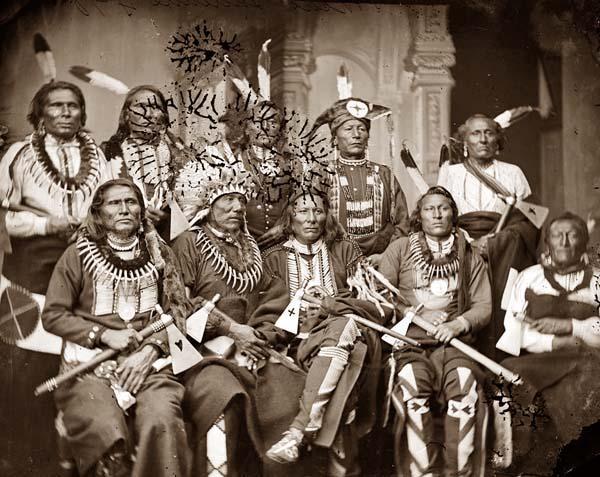
زعماء الأمريكيين الأصليين، سنة 1865.

أصبح المستوطنون في طريقهم برًا إلى أوريجون وكاليفورنيا أهدافًا للتهديدات الهندية. قرأ روبرت إل مونكرز 66 مُفكرة للمجموعات التي سافرت في مسلك أوريجون بين عامي 1834 و1860 من أجل تقدير المخاطر الفعلية التي واجهتها من الهجمات الهندية في نبراسكا ووايومنج. ذكرت الغالبية العظمى من كتبة المفكرات عدم وجود هجمات مسلحة على الإطلاق. إلا أن الكثير منهم ذكروا مضايقات من قِبل الهنود الذين تسولوا أو طلبوا رسومًا، وسرقوا الخيول والماشية. وذكر مادسن أن قبائل الشوشوني والبانوك في شمال وغرب يوتا كانت الأكثر عدوانية تجاه قطارات العربات. حاولت الحكومة الفدرالية الحد من التوتر وإنشاء حدود قبلية جديدة في السهول العظمى من خلال معاهدتين جديدتين في أوائل عام 1850، وخصصت معاهدة فورت لارامي مناطق قبلية للسايوكس والشايان والأراپاهو والكروز وأخريات، وسمحت ببناء الطرق والمراكز عبر الأراضي القبلية. وأمَّنت معاهدة ثانية مرورًا آمنًا على طول مسلك سانتا في لقطارات العربات، في مقابل أن تحصل القبائل لمدة عشر سنوات على تعويض سنوي عن الأضرار التي يسببها المهاجرين. كما أصبحت أقاليم كانساس ونبراسكا مناطق مثيرة للنزاع حيث سعت الحكومة الفدرالية إلى تلك الأراضي من أجل السكة الحديدية الممتدة عبر القارة المستقبلية. وفي مستوطنات الغرب الأقصى بدأ احتلال الأراضي في أوريجون وكاليفورنيا قبل أن تحصل الحكومة الفدرالية على سند الملكية من القبائل المحلية، مما تسبب في احتكاك كبير. وفي يوتا انتقل المورمونيون أيضًا قبل الحصول على الملكية الفدرالية.
بدأت تتشكل تدريجًا سياسة جديدة لتأسيس المحميات بعد أن بدأت حدود «الأقاليم الهندية» يتم تجاهلها، كان الكونجرس ومكتب الشؤون الهندية يأملان في إنهاء قبلية الأمريكيين الأصليين وتهيئتهم للاندماج النهائي مع بقية المجتمع الأمريكي. سمح ذلك بتطوير العشرات من البلدات الواقعة على ضفاف النهر على طول نهر ميزوري في إقليم نبراسكا الجديد، الذي تم اجتزاءه من ما تبقي من صفقة لويزيانا بعد «قانون كانساس-نبراسكا»، وشمل المدن الرائدة المؤثرة أوماها ونبراسكا سيتي وسانت چوزيف.
تراوحت المواقف الأمريكية تجاه الهنود خلال تلك الفترة من الضغينة («الهندي الوحيد الجيد هو الهندي الميت») إلى النزعة الإنسانية الضالة (يعيش الهنود في مجتمعات «دونية» ومن خلال استيعابهم في المجتمع الأبيض يمكنهم افتداءها) إلى الواقعية نوعًا ما (يمكن للأمريكيين الأصليين والمستوطنين التواجد في مجتمعات منفصلة ولكنها متساوية، وتقسيم الأراضي الغربية المتبقية). التعامل مع قبائل بدوية عقَّد إستراتيجية المحميات وعزز لامركزية السلطة البدوية جاعلًا إبرام المعاهدات بين هنود السهول أمرًا صعبًا. اندلعت الصراعات في العقد 1850 مؤدية إلى حروب هندية مختلفة. وفي أوقات الصراع هذه يصبح الهنود أكثر صرامة بشأن دخول الرجال البيض إلى أراضيهم. كما في حالة أوليڤر لاڤينج، وكانوا يهاجمون أحيانًا رعاة البقر وأبقارهم إذا ما تم الإمساك بهم داخل حدود أراضيهم. كما أنهم يفترسون الماشية إذا كان الغذاء نادرًا خلال الأوقات العصيبة. ومع ذلك فقد كانت العلاقة بين رعاة البقر والأمريكيين الأصليين أكثر تبادلية مما تم تصويره، وكان الأول يدفع أحيانًا غرامة قدرها 10 سنتات على كل بقرة للثاني للسماح لهم بالسفر عبر أراضيهم. الهنود أيضًا كانوا فرائس في السفر بالحناطير في التخوم من أجل خيولها وقِيَمها المادية.
بعد الحرب الأهلية، ومع حل جيوش المتطوعين، ازداد عدد فِرق سلاح الفرسان النظامي من ستة إلى عشرة، من بينهم «فوج سلاح الفرسان الأمريكي السابع» ذو الشهرة المرتبطة بليتل بيج هورن تحت قيادة كاستر، وفوجا الأمريكيون الأفارقة «فوج سلاح الفرسان الأمريكي التاسع» و«فوج سلاح الفرسان الأمريكي العاشر». الوحدات السوداء، إلى جانب الآخرون (كل من سلاح الفرسان والمشاة)، أصبحت تُعرَف مجتمَعة بـ«جنود البافالو». وفقًا لروبرت إم أوتلي:

## التاريخ الاجتماعي

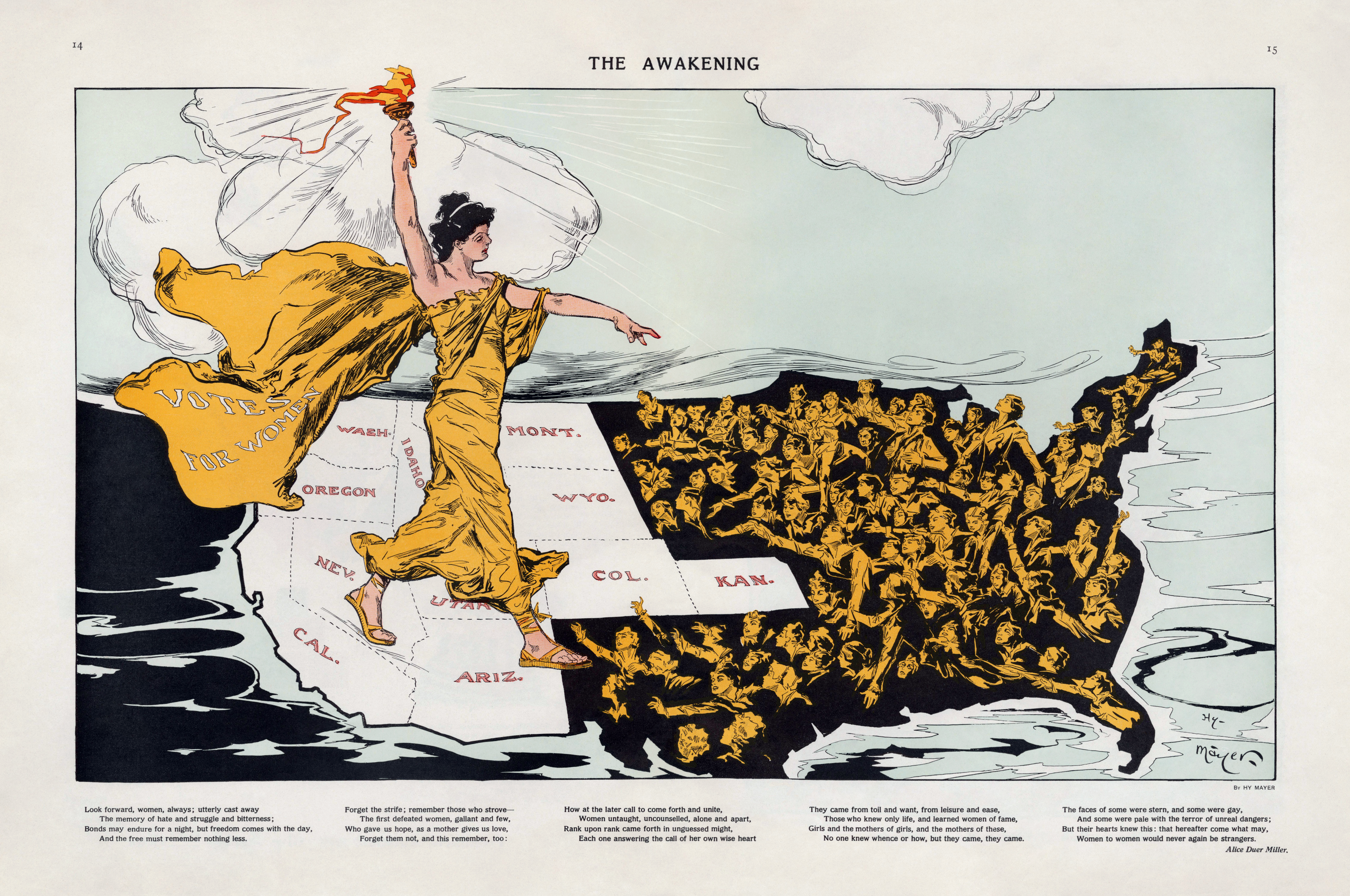
"الصحوة" نجح المنادون بحق النساء في التصويت في الغرب؛ شعلتهم توقظ نضال النساء في الشرق والجنوب في هذا الرسم من قِبل هاي ماير في مجلة پاك، 20 فبراير 1915.

### المجتمع الديمقراطي
كان الغربيون فخورون بقيادتهم في الحركة من أجل الديمقراطية والمساواة، وهو موضوع رئيسي لفريدريك چاكسون تيرنر. كانت ولايات كنتاكي وتينيسي وألاباما وأوهايو الجديدة أكثر ديمقراطية من الولايات الأم في الشرق من حيث السياسة والمجتمع. وكانت الولايات الغربية أول من منح النساء حق التصويت. وبحلول سنة 1900 قاد الغرب وبصفة خاصة كاليفورنيا وأوريجون الحركة التقدمية.

### التخوم الحضرية
لعبت المدن دورًا أساسيًا في تطوير التخوم، كمراكز للنقل ومراكز مالية ومراكز اتصالات ومزوِدة للبضائع والخدمات والترفيه. مع دفع خطوط السكك الحديدية غربًا إلى داخل مناطق غير مستوطَنة بعد سنة 1860، وقامت ببناء مدن خدمية لتلبية احتياجات أطقم بناء السكك الحديدية وأطقم القطارات والركاب الذين تناولوا الوجبات في مواعيد محددة. وفي معظم الجنوب كانت هناك مدن قليلة جدًا لها أي حجم من الأميال حولها، وهذا النمط تم الحفاظ عليه في تكساس أيضًا، لذا لم تصل خطوط السكك الحديدية هناك حتى عقد 1880. ثم قاموا بشحن الماشية إلى الخارج وأصبحت قيادة الماشية شأن ذو مسافة قصيرة. ومع ذلك فقد كانت قطارات الركاب غالبًا أهدافًا للعصابات المسلحة.
كان اقتصاد دنڤر قبل عام 1870 متجذرًا في التعدين؛ ثم نما من خلال توسيع دوره في السكك الحديدية وتجارة الجملة والتصنيع وتصنيع الغذاء وخدمة الزراعة ومزارع المواشي النامية في المناطق النائية. بين عامي 1870 و1890 ارتفع الإنتاج الصناعي من 600,000 دولار إلى 40 مليون دولار، ونما عدد السكان بواقع 20 مرة إلى 107,000. اجتذبت دنڤر دائمًا عمال المناجم والعمال والعاهرات والمسافرين. نمت الصالونات وأوكار لعب القمار بين عشية وضحاها. وتباهى آباء المدينة بمسارحها الراقية، خاصة دار أوپرا تابور جراند التي بُنيت في سنة 1881. وبحلول سنة 1890 نمت دنڤر لتكون المدينة السادسة والعشرين من حيث كبر الحجم في أمريكا، ورابع أكبر مدينة غرب نهر المسيسيپي. جذبت أوقات الازدهار المليونيرات وقصورهم، وكذلك المحتالون، والفقر والجريمة. اكتسبت دنڤر سُمعة إقليمية سيئة من خلال مجالها في بيوت الدعارة، من مساكنها الفخمة الخاصة بالسيدات الشهيرات إلى «الأسرّة» القذرة الواقعة على بعد عدة مربعات سكنية. العمل كان جيدًا؛ وأنفق الزوار ببذخ، ثم غادروا المدينة. ولطالما أدت السيدات أعمالهن برصانة، ولم تعلن «فتيات الأسرّة» عن توافرهن بفجاجة كبيرة، وأخذت السلطات رشاويهن ونظرت إلى الاتجاه الآخر. التنظيفات العرضية وحملات فرض النظام أرضت مطالب الإصلاح.
ومع جبلها النحاسي العملاق كانت بوتي بمونتانا أكبر وأغنى وأصخب معسكر تعدين على التخوم. وكانت معقلًا إثنيًا حيث سيطر الكاثوليك الأيرلنديون على السياسة وعلى أفضل الوظائف في مؤسسة التعدين الرئيسية «أناكوندا كابر». افتتحت معزِزات المدينة مكتبة عامة في سنة 1894. يقول رينج إن المكتبة كانت في الأصل آلية للسيطرة الاجتماعية «ترياق لميل عمال المناجم للشرب والدعارة والمقامرة»، كما تم تصميمها لتعزيز قيم الطبقة الوسطى واقناع الشرقيين بأن بوتي هي مدينة متعلمة.

### العِرق والإثنية

#### المهاجرون الأوروپيون

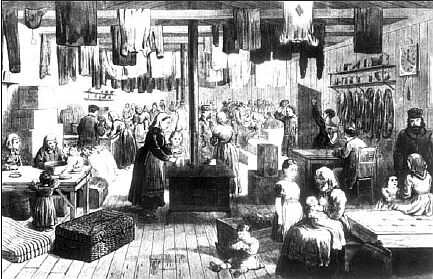
مساكن مؤقتة لألمان الڤولجا في وسط كانساس، سنة 1875.

المهاجرون الأوروپيون غالبًا ما بنوا مجتمعات ذات خلفية دينية وعرقية مماثلة. على سبيل المثال، ذهب الفنلنديين إلى مينيسوتا وميشيجان، والسويديين والنرويجيين إلى مينيسوتا وداكوتا، والأيرلنديين إلى مراكز السكك الحديدية على طول الخطوط الممتدة عبر القارة، وألمان الڤولجا إلى داكوتا الجنوبية، والألمان اليهود إلى پورتلاند بأوريجون.

#### الأمريكيون الأفارقة

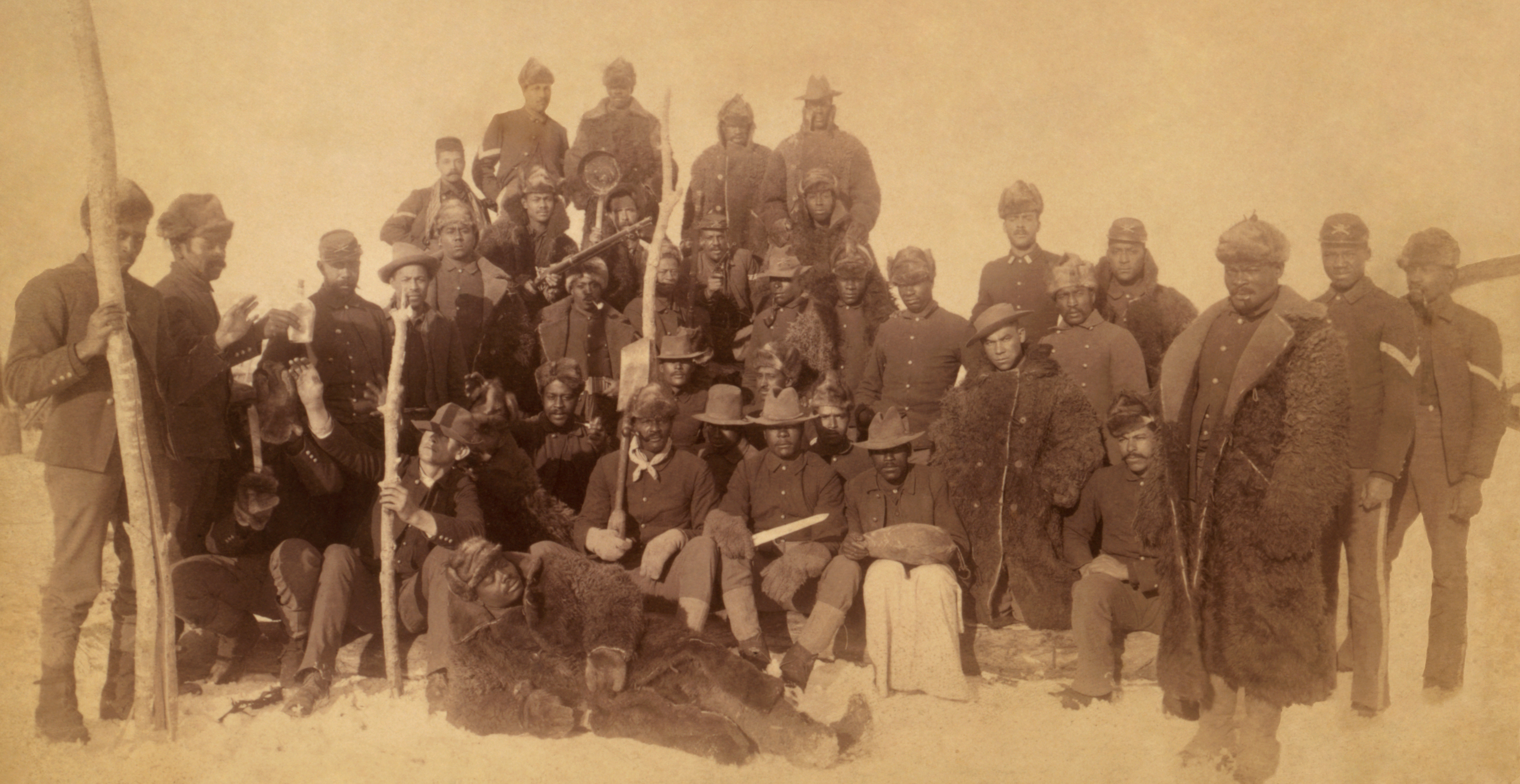
"جنود البافالو" في سنة 1890، اللقب تم إعطاءه للجنود السود من قِبل القبائل الهندية التي كانت تحت سيطرتهم.

انتقل الأمريكيون الأفارقة إلى الغرب كجنود، وكذلك كرعاة بقر وعمال مزارع وعمال صالونات وطهاه وخارجين عن القانون. كان «جنود البافالو» جنودًا في فوجا سلاح الفرسان 9 و10 السوادان بالكامل، وفوجا المشاة 24 و25 في الجيش الأمريكي. وكان لديهم ضباط بيض وخدموا في العديد من الحصون الغربية.
ذهب حوالي 4,000 أسود إلى كاليفورنيا في أيام حمى الذهب. وفي سنة 1879 بعد إعادة الإعمار في الجنوب، انتقل عدة آلاف من المحرَرَين من الولايات الغربية إلى كانساس، عُرفوا باسم الـ«إكسودسترز» (Exodusters)، تم إغراؤهم بإمكانية الحصول على منازل ذات مزارع قانونية رخيصة وعلاج أفضل. وبلدة نيكوديموس بكانساس السوداء بالكامل والتي تأسست سنة 1877 كانت مستوطنة منظمة تسبق الإكسودسترز لكنها غالبًا ما ارتبطت بهم.

#### الآسيويون
شملت حمى ذهب كاليفورنيا الآلاف من الوافدين المكسيكيين والصينيين. كان المهاجرون الصينيون وقد كان الكثير منهم من الفلاحين الفقراء يوفرون الجزء الأكبر من قوة العمل لبناء قسم وسط المحيط الهادئ من السكك الحديدية الممتدة عبر القارة، وقد عاد معظمهم إلى بلدهم بحلول سنة 1870 عندما انتهى بناء السكك الحديدية. هؤلاء الذين بقوا عملوا في التعدين والزراعة وفتحوا متاجر صغيرة مثل محلات البقالة والمغاسل والمطاعم. بقي العداء مرتفعًا كما شوهد في حادثة مذبحة جون الصينية ومذبحة روك سبرينجز. أُجبر الصينيون بشكل عام على الدخول في الأحياء الصينية المكتفية ذاتيًا في مدن مثل سان فرانسيسكو. وفي لوس أنجلوس وقعت آخر أحداث شغب معادية للصينيين في سنة 1871 وذلك بعد أن ازدادت قوة إنفاذ القانون المحلية. وفي أواخر القرن التاسع عشر كانت الأحياء الصينية فقيرة وقذرة وكانت معروفة بالفسق والدعارة والمخدرات والمعارك العنيفة بين الـ«تونج». ومع ذلك فبحلول ثلاثينات القرن العشرين أصبحت الأحياء الصينية وجهات سياحية نظيفة وآمنة وجذابة.
في حقبة 1890-1907 هاجر الآلاف من اليابانيين بشكل دائم إلى هاواي وكاليفورنيا وعملوا عمال مزارع، المهاجرون المولودون في آسيا كانوا غير مؤهلين بشكل عام للحصول على الجنسية الأمريكية حتى الحرب العالمية الثانية، ولكن أطفالهم الذين وُلدوا في الولايات المتحدة أصبحوا مواطنين أمريكيين تلقائيًا.

#### الهسپان

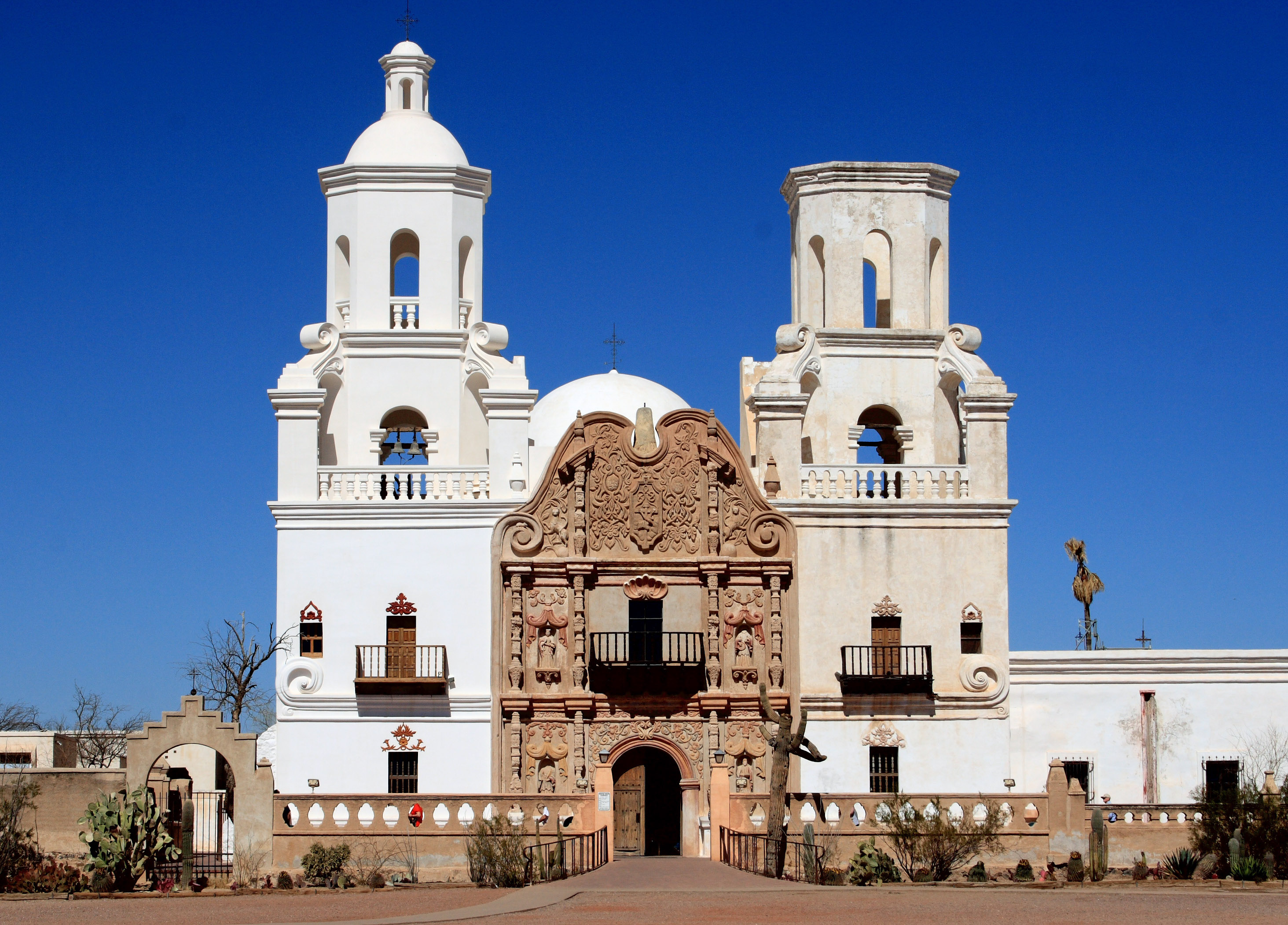
البعثة التبشيرية الإسپانية "سان زيڤيار ديل باك"، بالقرب من توكسون، أُسست سنة 1700.

الغالبية العظمى من الهسپان الذين كانوا يعيشون في الأقاليم السابقة في إسپانيا الجديدة بقوا وأصبحوا مواطنين أمريكيين في سنة 1848. عاش 10,000 كاليفورنيو أو نحو ذلك في جنوب كاليفورنيا وبعد 1880 انضم إليهم مئات الآلاف من الوافدين من الشرق. هيمن هؤلاء الموجودون في نيومكسيكيو على البلدات والقرى التي تغيرت قليلًا حتى القرن العشرين. وصل الوافدون الجدد من المكسيك، خاصة بعد أن روعت ثورة 1911 القرى في جميع أنحاء المكسيك. ذهب معظم اللاجئين إلى تكساس أو كاليفورنيا، وسرعان ما ظهر الـ«باريو» الفقراء في العديد من البلدات الحدودية. وقد كان هناك عنصر إجرامي في وقت مبكر كذلك، قاد «روبن هود كاليفورنيا» خواكين موريتا عصابة في العقد 1850 أحرقت المنازل وقتلت عمال المناجم وسرقت الحناطير. وفي تكساس، قاد خوان كورتينا حملة لمدة 20 سنة ضد الأنجلو وتكساس رينجزر، بدأت حوالي سنة 1859.

### الحياة العائلية
في السهول العظمى حاول عدد قليل من الرجال العازبين تشغيل مزرعة أو مزرعة للماشية؛ أدرك المزارعون بوضوح الحاجة إلى زوجة تعمل بشكل جاد والعديد من الأطفال من أجل التعامل مع الأعمال المنزلية الروتينية، بما في ذلك تربية الأطفال وإطعام وإكساء الأسرة وإدارة الأعمال المنزلية وإطعام الأيدي المستأجَرة. خلال السنوات الأولى من الاستيطان لعبت نساء المزارع دورًا تكامليًا من أجل ضمان بقاء الأسرة من خلال العمل خارج البيت. وبعد جيل أو نحو ذلك غادرت النساء الحقول على نحو متزايد، مما أعاد تحديد أدوارهن داخل الأسرة. شجعت الوسائل المريحة مثل الخياطة والغسالات النساء على اللجوء إلى الأدوار المنزلية. إن حركة التدبير المنزلي العلمية التي روجت لها وسائل الإعلام عبر الأراضي ووكلاء التوسع الحكوميين، بالإضافة إلى معارض المقاطعات التي أبرزت إنجازات في الطبخ المنزلي والتعليب، وأعمدة النصيحة للنساء في أوارق المزارع ودورات الاقتصاد المنزلي في المدارس ساهمت جميعها في هذا الاتجاه.
على الرغم من أن الصورة الشرقية لحياة المزرعة تؤكد على عزلة المُزارع وحياة المزرعة، إلا أن سكان الريف في الواقع خلقوا حياة اجتماعية غنية لأنفسهم، وغالبًا ما كانوا يرعون الأنشطة التي تجمع بين العمل والطعام والترفيه مثل تربية الحظائر وتقشير الذرة واجتماعات الحياكة، واجتماعات جرانج، وأنشطة الكنائس ووظائف المدارس. ونظمت النساء وجبات مشترَكة وأحداث الطعام الوفير، بالإضافة إلى زيارات موسعة بين العائلات.

#### الطفولة
الطفولة في الغرب الأمريكي القديم هي موضوع متنازَع عليه. جادلت مجموعة من الباحثين بقيادة الروائية ويلا كاثر ولورا إنجالز وايلدر أن البيئة الريفية كان مفيدة لنشأة الطفل. وكتب المؤرخان كاثرين هاريس وإليوت ويست أن النشأة الريفية سمحت للأطفال بالانفصال عن التسلسلات الهرمية للحضارة في العمر والنوع، وعززت الترابط الأسري. وفي النهاية أنتجت الأطفال الذين كانوا أكثر اعتمادًا على الذات وانتقالًا وقابلية للتكيف ومسؤولية واستقلالًا وأكثر اتصالًا بالطبيعة من نظرائهم الحضاريين أو الشرقيين. ومن ناحية أخرى تُقدم المؤرختان إليزابيث هاپستن وليليان شليسيل صورة قاتمة للوحدة والحرمان وإساءة المعاملة والمطالبة بالعمل البدني الشاق في سن مبكرة. بينما تأخذ رايني كيربيرج موقفًا وسطًا.

### الخيول

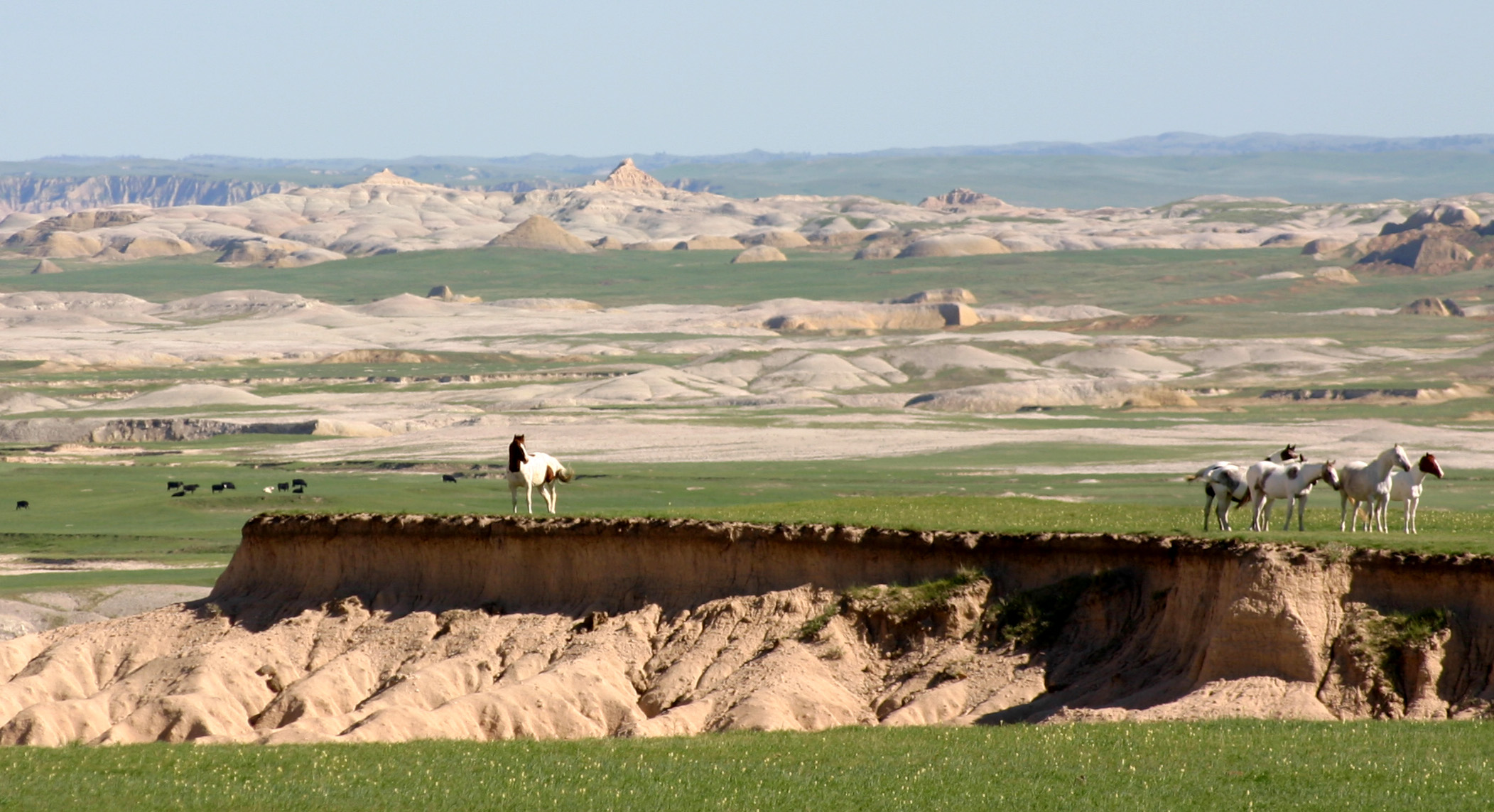
لا يزال يمكن رؤية الحصان البري في مناطق كاليفورنيا وأوريجون وإيداهو ومونتانا ووايومنج ويوتا ونيڤادا وأريزونا وكولورادو ونيومكسيكو.

قبل توسع التخوم، كان استخدام الحصان واسع الانتشار بين أمم الهنود الأمريكيين في السهول العظمى وكانت هناك ثقافة كاملة حولهم. تم إدخال الحصان من قِبل الأوروپيين في القرن السادس عشر وقد استولت قبائل الأمريكيين الأصليين على عينات خلال الاشتباكات التي أجروها معهم. كان أكثرها أهمية هو «تمرد پيوبلو» في سنة 1680 في نيومكسيكو كما فعلت قبائل اليوت والناڤاهو والأپاتشي والكومانشي مع هذه الحيوانات. وبحلول نهاية القرن الثامن عشر كانت جميع قبائل البراري تملك خيولًا والتي أطلقوا عليها اسم «پونيز». كان استخدامهم لها في صيد البيسون الأمريكي ضروريًا في حياة القبائل. كان الحصان رمزًا للهيبة والثروة، والمهارة في التعامل كشخصية مميَّزة، وتطورت تقنيات الحرب بشكل كبير. علاقة هذه الأمم بالحصان كانت موضوع مظاهر فنية مختلفة، مُزجت مع هذه الطريقة الرومانسية الموجودة حول الغرب الأمريكي.
وفي القرن التاسع عشر كانت الخيول مهمة للغاية بالنسبة للرواد، الذين استخدموها في تحركاتهم إلى الغرب. قامت الخيول بسحب العربات والمركبات ومقود الزراعة.
بالنسبة لراعي البقر، كان الحصان - الذي يُسمى «برونكو» - أكثر ممتلكاته قيمة، كان يسمح له في البداية بالتجوال بحرية لمدة سنتين أو ثلاث، ثم يأخذه ويقوم بتدريبه ليجعل منه حصان بقر، مناسب لرعي الماشية، كانت السهول مأهولة بالخيول البرية التي عُرفت باسم الـ«موستانج». بعضها هرب، وبعضها الآخر تم التخلي عنه أو وُلد في الحرية. بعض أصحاب مزارع الماشية كانوا يطلقون عينات سلالات خيول محدَّدة لدعم التهجين والتناسل بحرية، أي شخص كان يأخذهم كان يمكنه البقاء معهم. وعندما كان يحين الوقت كان يتم استخدام الحيوانات في أعمال رعي الماشية، أو غيرها من الأعمال المطلوبة.
ومع وصول المركبات الآلية، تم التخلي عن العديد من الخيول. وفي نهاية القرن التاسع عشر تم تصدير العديد من الخيول البرية إلى حروب أوروپا وأفريقيا لاستخدامها في ساحات المعارك. كانت هذه هي حالة حروب البوير والحرب الأمريكية الإسپانية. وفي بداية القرن العشرين كان الموستانج قريبًا من الانقراض، وهذا تسبب في أنه في سنة 1971 صدر قانون لحمايته مع حمار البورو.

### العربات ومهام النقل

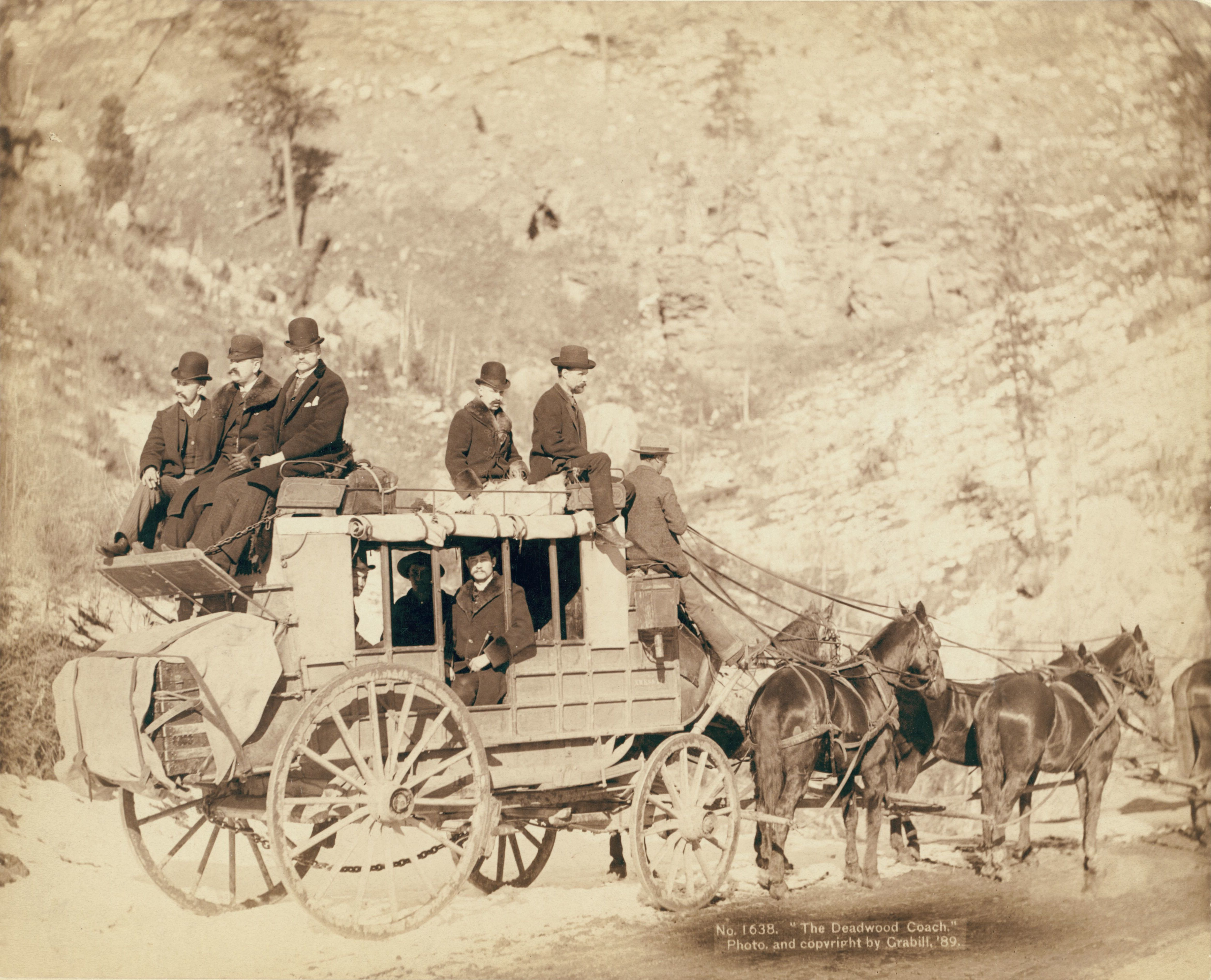
كان يتم سحب الحناطير بواسطة زوجين أو ثلاثة من الخيول.

كانت العربات المغطاة (مركبات مغطاة) والمعروفة باسم «سكونزر» (schooners)، وتقابلها في اللغة العربية «الحناطير»، هي المركبات التي كانت تُستخدم عادةً في الهجرة إلى الغرب. كانت المركبة ذات اتساق ضوئي كي لا تُرهق الحيوانات التي كانت تسحبها. وفي الداخل، كانت يتم نقل الأشياء الأساسية للرحلة، شملت الأمتعة النموذجية للرائد الدقيق والفاصوليا ولحم الخنزير المقدد والقهوة والفواكة المجفَّفة والسكر والخل، بالإضافة إلى الملابس وأواني الطهي وأدوات الزراعة والكتب المدرسية والكتاب المقدس والآلات الموسيقية والأدوية وقِطع الغيار للمركبة. في الداخل كان فقط المرضى والأطفال. كانت القافلة تسافر 24 كيلومتر (15 ميل) يوميًا عبر أراضي وأماكن مختلفة.
من ناحية أخرى، تم تصنيع «الديليجنس» (Diligence) (وخاصة المعروفة باسم «كونكورد ستيجكوتش»، Concord Stagecoach) لأول مرة في سنة 1827. تم استخدامها في البداية على نحو مُرْبِح من أجل نقل البريد ثم من أجل الناس. وفي سنة 1857 فاز چون باترفيلد بعَقد لنقل البريد من سانت لويس إلى سان فرانسيسكو في 25 يومًا. من بين خصائص هذه المركبة كانت الأحزمة الجلدية أسفل الهيكل، كتعليق، وهو ما جعلها أكثر راحة. قبل وصول السكك الحديدية كانت الحناطير أهم أشكال النقل العابرة للقارة. ومن أجل نقل سندات الضمان، كان يتم حراسة الديليجنس بواسطة رجال مسلحون بالبنادق القصيرة وبنادق الرش. وبشكل عام كانت الرحلة بعيدة عن أن تكون مريحة، كان الطعام سيئًا في المحطات، والطين والغبار كانا لا يُحتمَلان، وأثناء الليل كان المسافرون ينامون في حظائر أو في الهواء الطلق. جاءت نهاية مسارات الحناطير بين عامي 1900 و1915 مع افتتاح خدمة الحافلات.

### الصالونات

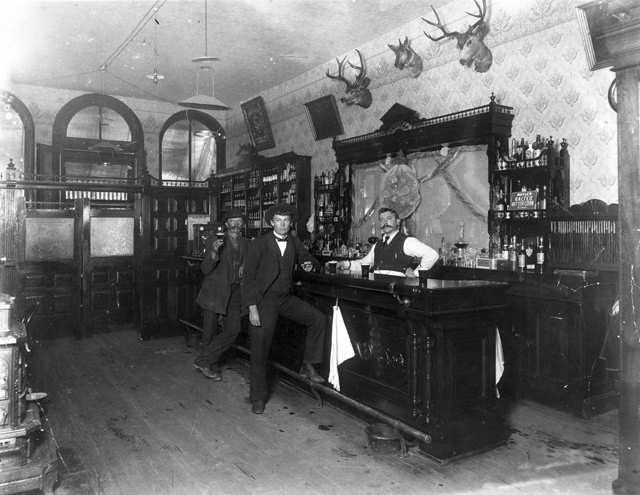
منظر داخلي لصالون في كولورادو، سنة 1897.

كانت الصالونات، أو الحانات، مكانًا مهمًا للقاءات في الغرب القديم. يمكن العثور على سجلات لهذه المنشآت في الكانتينات المكسيكية في مناطق مثل نيومكسيكو أو في الخيام التي كان بيعت فيها المشروبات الكحولية في الأماكن الناشئة. وبمرور الوقت زُودت هذه المنشآت بالعلامات التي كان يتم التعرف عليها آنذاك: حانات كبيرة، مرايا ضخمة، مَبْصَقات، أنابيب لدعم القدمين، إلخ. في الصالونات كان يتم استهلاك الكثير من الكحول (الويسكي بشكل أساسي)، وبعض المكونات المفرطة (بعضها يتضمن البارود). وكانت بعض المشروبات لديها أسماء غريبة مثل «عصير الرتيلاء» (tarantula juice).
هذه الأماكن كانت لديها كود سلوك خاص بها، مثل عدم رفض الدعوة أو التقليل من شأن الزبائن من الأقليات العرقية. في بعض البلدات كان الناس يلتقون في الصالونات، ولكن بشكل عام لم يكن يتم الاعتراف بالنساء إلا إذا كن راقصات محليات. يمكن للصالونات أن تكون قاعات رقص أو بلياردو أو مطاعم أو كازينوهات سكن تحتوي على نرود وأوراق لعب، بعضها كان مسرحًا لمقتل بعض الشخصيات الهامة. بعضها الآخر كانت تُدار من قِبل عملاء السلطات أو مسلحين معروفين.
من بين الصالونات التي انتقلت إلى الأجيال اللاحقة بسبب ظروف مختلفة: «مسرح بيرد كيج» في تومبستون، حيث مات نحو 26 شخصًا، و«صالون لونج برانش» في دودج سيتي، و«نوتال آند مانز» (اسمه الحالي «صالون رقم 10») حيث قُتل وايلد بيل هيكوك، و«چيرسي ليل»، وغيرهم.

### الدعارة
أقام رواد الأعمال المتاجر والأعمال التجارة لتلبية احتياجات عمال المناجم. كانت بيوت الدعارة الموجودة في كل معسكرات التعدين حول العالم ذات شهرة عالمية. كانت الدعارة صناعة نامية تجذب عاملات الجنس من كل أنحاء العالم من خلال المال، على الرغم من ظروف العمل القاسية والخطرة وانخفاض الاحترام. وكثيرًا ما كانت تباع النساء الصينيات من قِبل أسرهم وتؤخذن إلى المعسكرات كعاهرات؛ وكان عليهن إرسال أرباحهن إلى الأسرة في الصين. وفي ڤيرجينيا سيتي بنيڤادا كانت العاهرة چوليا بوليت واحدة من القليلات اللائي حصلن على مكانة «محترمة»، حيث قامت بتمريض ضحايا وباء الإنفلونزا؛ وهذا أعطاها قبول المجتمع ودعم الشِريف. وقد صُدم أهالي البلدة عندما قُتلت في سنة 1867، وأنفقوا ببذخ على جنازتها وحاولوا شنق المعتدي عليها سريعًا. وحتى عقد 1890 كانت السيدات تدير الأعمال، ثم بعد ذلك استولى عليها القوادون الذكور، وتراجعت معاملة النساء بشكل عام. لم يكن من غير المألوف بالنسبة لبيوت الدعارة في المدن الغربية أن تعمل بشكل مفتوح دون أن توصم بالعار من مدن الساحل الشرقي. كانت المقامرة والدعارة أمرين مركزيين في الحياة في هذه المدن الغربية، وفي وقت لاحق - مع ازدياد عدد الإناث، وانتقال الإصلاحيين إليها، ووصول تأثيرات حضارية أخرى - أصبحت الدعارة أقل صخبًا وأقل انتشارًا. وبعد عقد من الزمان أو نحو ذلك جذبت مدن التعدين نساء محترمات أدرن المنازل الخشبية، مجتمعات كَنَسِية منظمة، وعملن كغسالات وخياطات، وجاهدن للحصول على وضع مستقل.

### الأسلحة النارية

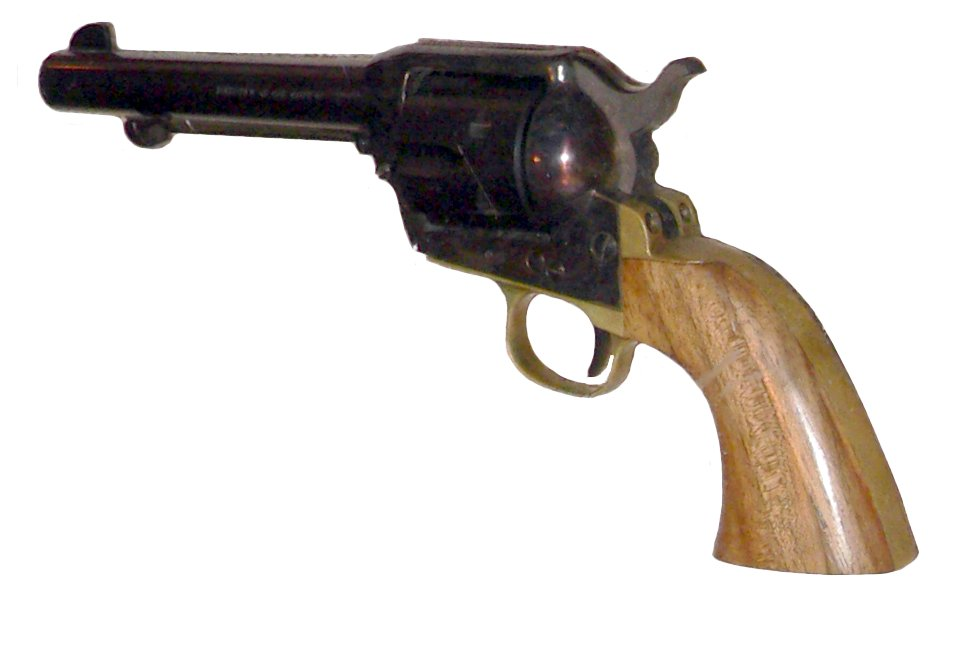
"كولت .45 صانع السلام" (Colt .45 Peacemaker).

في العديد من المناطق الإقليمية حيث كان القانون والسُلطة غير موجودان، استُخدِمت الأسلحة النارية للدفاع عن النفس كجزء لا يتجزأ من الحياة اليومية. ومن بين مجموعة متنوعة من الأسلحة الشخصية كانت المسدسات والبنادق والبنادق القصيرة وبنادق الرش، والتي استُخدِمت أيضًا من قِبل الصيادين واللصوص والجنود والممثلين. كانت شركتا الإنتاج البارزتان شركة كولت الصناعية وشركة وينشستر اللتان صنعتا مسدسات الكولت وبنادق الوينشستر، كلاهما لُقِّبت بـ«الأسلحة التي فتحت الغرب».
كان المسدس «كولت .45» (الذي اخترعه صامويل كولت) يحظى بشعبية هائلة في مطلع القرن، كان يتم الحصول عليه بمبلغ 17 دولار أمريكي في توصيل البريد. استُخدِم موديل سنة 1873 (سُمّي: أحادي الفِعل، صانع السلام، كولت التخوم) من قِبل جيش الولايات المتحدة بتصميمين اثنين: واحد لسلاح الفرسان وآخر للمدفعية؛ كلاهما أصبح معروفًا بـ .45 Long Colt (.45 LC). بالنسبة للمدنيين تم تصنيع العديد من الموديلات، من بين حجم الماسورة المتغير الذي يتراوح بين 4 ¾ إلى 12 بوصة. تم إنتاج هذا المسدس مرة أخرى في سنة 1956 بسبب الطلب عليه في الأفلام السنيمائية والتلڤزيونية. وبشكل عام كان قبوله يرجع إلى تصميمه البسيط وفعاليته على المسافات القصيرة، مما جعله سلاحًا مثاليًا للدفاع عن النفس والصيد.

### القانون والنظام

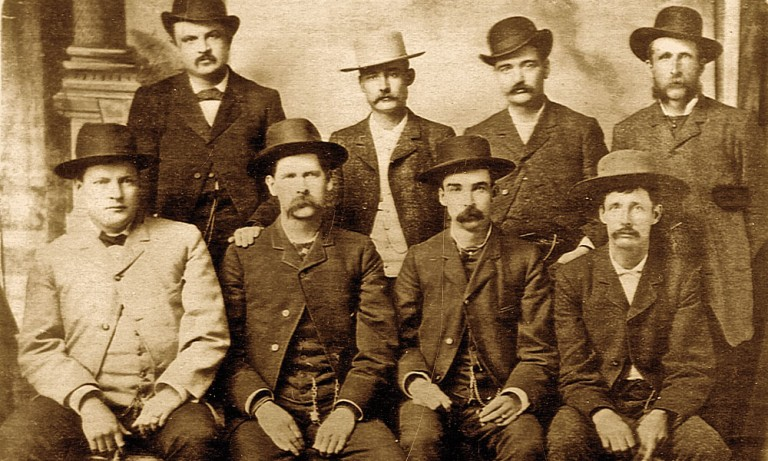
وايات إيرپ وبات ماسترسون وآخرون في لجنة دودج سيتي للسلام.

يستخدم المؤرخ وادي دبيلو مور سجلات المحكمة لإثبات أنه في منطقة أركنساس شبه المستقرة كان غياب القانون أمرًا شائعًا. وميّز نوعان من الجرائم: غير محترفة (المبارزة وجرائم السُكْر وبيع الويسكي للهنود وقطع الأشجار على الأراضي الفدرالية) والمحترفة (سرقة الماشية وسرقة الطرق السريعة والتزوير). وجد المجرمون فرصًا عديدة لسرقة ممتلكات عائلات الرواد، في حين أن رجال القانون القليلون الذين كانوا يعانون من نقص التمويل كانوا يجدون صعوبة بالغة في الكشف والقبض على واحتجاز وإدانة الجُناه. وكان قُطّاع الطرق يهاجمون عادةً في مجموعات من اثنين أو ثلاثة، ونادرًا ما كانوا يهاجمون الحناطير التي عليها حارس يحمل بندقية بسبطانتين ذات ماسورة قصيرة؛ فقد ثبت أن سرقة سائقي الشاحنات والناس على الأقدام والفرسان المنفردين أقل خطورة، بينما سرقات البنوك نفسها كانت أكثر صعوبة في الانسحاب بسبب أمن المنشأة. وبحسب المؤرخ بريان روب فإن أول شكل من أشكال الجريمة المنظمة في أمريكا وُلد من عصابات الغرب القديم.
عندما كانت تتم إدانة المجرمين كان العقاب قاسيًا. وبجانب الشِريف والمارشال الغربيان كانت هناك العديد من وكالات إنفاذ القانون الأخرى في جميع أنحاء التخوم الأمريكية مثل «تكساس رينجرز» و«شرطة الشمال الغربي الراكِبة». لم يكن دور رجال القانون هؤلاء هو مجرد الحفاظ على السلام ولكن أيضًا حماية السكان المحليين من التهديدات الهندية والمكسيكية على الحدود. تطبيق القانون كان يميل إلى أن يكون أكثر صرامة في المدن منه في المناطق الريفية. وشدد تطبيق القانون على الحفاظ على الاستقرار أكثر من القتال المسلح، مع التركيز على السُكْر ونزع سلاح رعاة البقر الذين انتهكوا مراسيم السيطرة على السلاح والتعامل مع المخالفات الصارخة للمقامرة وقوانين الدعارة.
يجادل دايكسترا بأن الصورة العنيفة لمدن الماشية في الأفلام والخيال هي إلى حد كبير أسطورة. ويقول أن دودج سيتي الحقيقية هي المقر الرئيسي لتجارة جلد البيسون الأمريكي في جنوب السهول وواحدة من مدن الماشية الرئيسية الغربية، وهي نقطة بيع وشحن للمواشي القادمة من تكساس. ويقول أن هناك «دودج سيتي ثانية» تنتمي إلى التصور الشعبي وتنمو باعتبارها استعارة ثقافية للعنف والفوضى والفساد. بالنسبة لرعاة البقر الذين وصلوا مع المال في متناول اليد بعد شهرين على المسلك، المدينة كانت مثيرة. شاهِد عيان معاصر لهايز سيتي بكانساس يرسم صورة حية لمدينة الماشية تلك:
كان من المسَلَّم به أن التصوير الشعبي لدودج سيتي في الأفلام والخيال يحمل ملاحظة الحقيقة، ومع ذلك، كانت جرائم الأسلحة النارية متفشية في المدينة قبل إنشاء حكومة محلية، بعد فترة وجيزة من إنشاء سكان المدينة رسميًا حكومتهم البلدية الأولى، ومع ذلك، تم سن قانون يحظر الأسلحة النارية المخفية وانخفضت الجرائم بعد ذلك بقليل. وقد تم تمرير قوانين مماثلة في المدن التخومية الأخرى للحد من معدل جرائم السلاح كذلك، كما ذكر آدم ورينكلر أستاذ القانون بجامعة كاليفورنيا بلوس أنجلوس:
كانت تومبستون بأريزونا بلدة مضطربة وقد نمت لفترة أطول من الأغلبية من سنة 1877 إلى سنة 1929. تم اكتشاف الفضة في سنة 1877 وبحلول سنة 1881 كان عدد سكان البلدة يزيد عن 10,000. في سنة 1879 اشترى الإخوة إيرپ الذين وصلوا حديثًا حصة في منجم ڤيزينا، وحقوق المياه، وامتيازات المقامرة، ولكن ڤيرجيل ووايات ومورجان إيرپ حصلوا على مناصب في أوقات مختلفة كرجال قانون فدراليين ومحليين. وبعد أكثر من عام من التهديدات والعداوة، قتلوا ثلاثة من الخارجين عن القانون في النزاع المسلح في أو كيه كورال، النزاع المسلح الأشهر في الغرب القديم. وفي أعقاب ذلك، أُصيب ڤيرجيل في كمين وأُغتيل مورجان بينما كان يلعب البلياردو. تابع وايات وآخرون من بينهم شقيقيه چيمس ووارين ملاحقة هؤلاء الذين اعتقدوا أنهم مسؤولين عن ثأر غير قانوني، وتم إصدار مذكرات اعتقالهم في جريمة قتل فرانك ستيلويل. كان رعاة بقر مقاطعة كوتشايز واحدة من أولى عصابات الجريمة المنظمة في الولايات المتحدة، وجاء زوالهم على يد وايات إيرپ.
أظهر رواة القصص الغربية وصانعي الأفلام النزاع المسلح في العديد من الإنتاجات الغربية. جعلت رواية والتر نوبل بيرنز «تومبستون» (1927) إيرپ مشهورًا. روجت هوليوود لأيام إيرپ في تومبستون في فيلم «ماي دارلينج كليمنتين» (1946)، والنزاع المسلح في أو كيه كورال (1957)، و«أوار أوف ذي جان» (1967)، و«دوك» (1971)، وتومبستون (1993)، و«وايات إيرپ» (1994). عززت سُمعة إيرپ الحديثة كأكثر المسلحين دموية في الغرب القديم.

#### اللصوصية

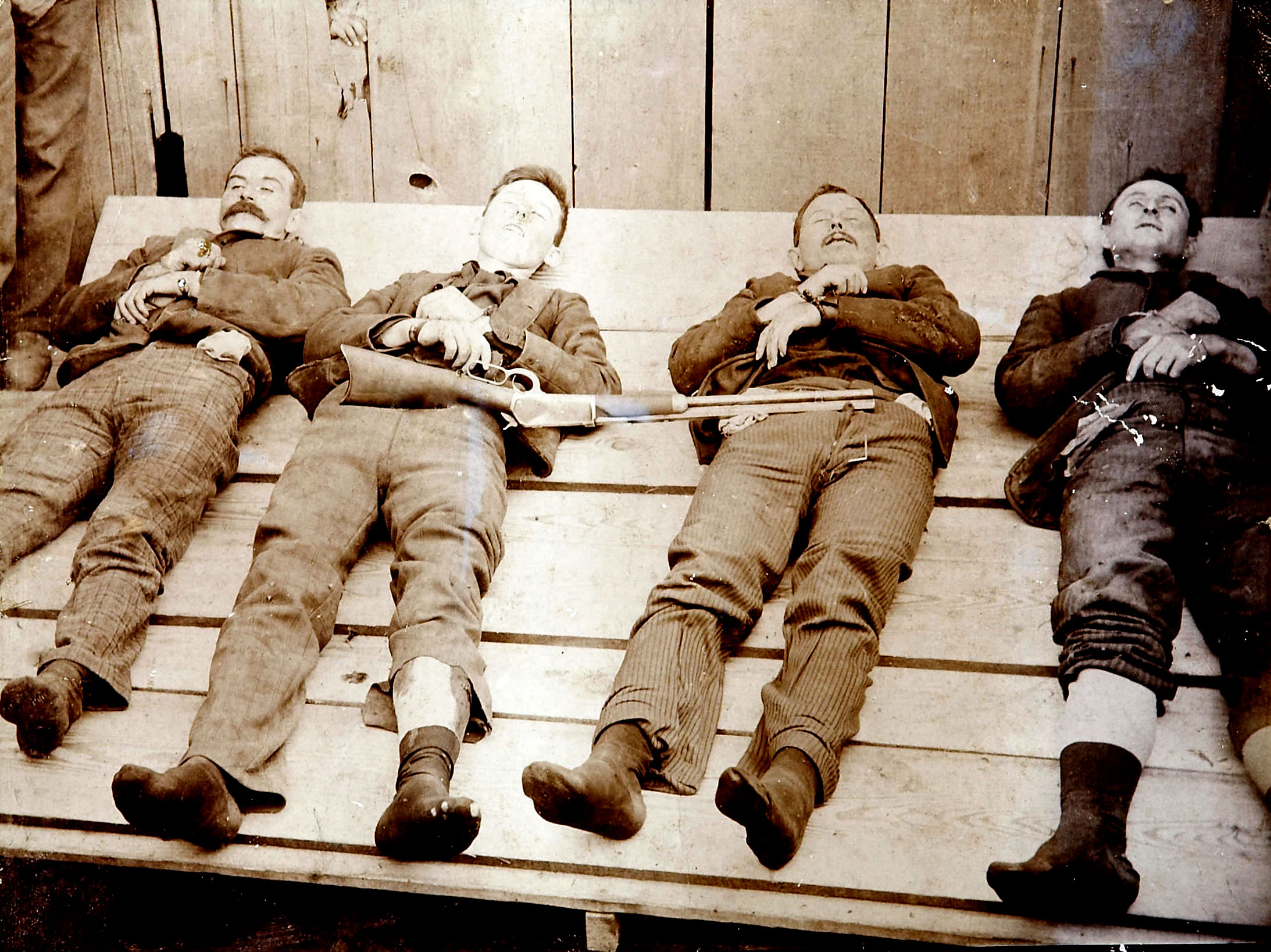
أعضاء عصابة دالتون بعد معركة كوفيڤيل، سنة 1892.

النوع الرئيسي من اللصوصية قام به الخارجون عن القانون سيئوا السُمعة في الغرب، من بينهم چيسي چيمس والفتى بيلي وعصابة دالتون وبلاك بارت وبوتش كاسيدي ووايلد بانش ومئات آخرين ممن افترسوا البنوك والقطارات والحناطير، وحتى في بعض الحالات وسائل النقل الحكومية المسلحة مثل «سرقة صراف رواتب وام» و«سرقة سكيليتون كانيون». بعض الخارجين عن القانون، مثل چيسي چيمس، كانوا نتاجًا لعنف الحرب الأهلية (چيمس ركب مع «كوانتريل ريدرز») وأصبح الآخرون خارجين عن القانون خلال الأوقات العصيبة في صناعة الماشية. وكثير من غير الأسوياء والمتحركين الذي كانوا يجوبون الغرب كانوا يتجنبون القانون. وفي المناطق الريفية قام خواكين موريتا وچاك پاورز وأوغسطين شاكون وغيرهم من اللصوص بترويع الدولة، وعندما كانت العصابات الخارجة عن القانون قريبة كانت البلدات بين الحين والآخر تبعث قوات قليلة لطردهم أو القبض عليهم. ونظرًا لأن الحاجة إلى محاربة اللصوص كانت فرصة عمل متزايدة فقد أمر ألان پينكرتون وكالة المباحث الوطنية التي أنشأها في العقد 1850 بفتح فروع في الغرب، ودخلوا في أعمال متابعة والقبض على الخارجين عن القانون. كان هناك الكثير من العمل بفضل المجرمين أمثال عصابة چيمس وبوتش كاسيدي وسام باس وعشرات آخرين. ولاتخاذ ملجأ بعيد عن القانون كان الخارجين عن القانون يستخدمون مزايا النطاقات المفتوحة والأراضي الوعرة البعيدة للاختباء. في حين أن بعض المستوطنات والبلدات في التخوم كانت تأوي الخارجين عن القانون والمجرمين، والتي كانت تُسمى «بلدات خارجة عن القانون».
اللصوصية كانت قضية رئيسية في كاليفورنيا بعد سنة 1849، حيث انتقل الآلاف من الشبان الذين انفصلوا عن الأسرة أو المجتمع إلى أرض قليلة في آليات إنفاذ القانون، ولمقاومة ذلك تم إنشاء «لجنة سان فرانسيسكو لليقظة» لإجراء محاكمات الطبول وأحكام الإعدام للمجرمين المعروفين جيدًا. وعلى هذا النحو، أنشأت مستوطنات أخرى سابقة وكالاتها الخاصة لحماية المجتمعات بسبب النقص في مؤسسات حفظ السلام. عكست لجان اليقظة هذه مهن مختلفة في التخوم، مثل أندية الأرض وجمعيات مربيي الماشية ومعسكرات التعدين. وُجدت لجان يقظة أخرى في تكساس وكان هدفها الرئيسي هو القضاء على الفوضي وانعدام القانون وتخليص المجتمعات من المجرمين المتهورين وناهبي الماشية. كانت هذه اللجان في بعض الأحيان تُشكِّل حُكمًا غوغائيًا لأفراد مجموعات اليقظة الخاصة، لكنها عادةً ما كانت تتكون من مواطنين مسؤولين كانوا يريدون الحفاظ على النظام. تم التعامل مع المجرمين الذين تم القبض عليهم من قِبل هذه اللجان بقسوة؛ غالبًا ما كان يتم شنقهم أو إطلاق النار عليهم بدون أي شكل من أشكال المحاكمة.
أخذ المدنيين أيضًا الأسلحة للدفاع عن أنفسهم في الغرب القديم، وفي بعض الأحيان كانوا يقفون إلى جانب رجال القانون (كما في سرقة بنك كوفيڤيل) أو انحازوا إلى الخارجين عن القانون (كما في معركة إينجلس). في فترة تخوم ما بعد الحرب الأهلية كان أكثر من 523 من البيض و34 من السود و75 آخرين ضحايا للإعدام بلا محاكمة. ومع ذلك فحالات الإعدام خارج نطاق القانون في الغرب القديم لم تكن أساسًا بسبب عدم وجود نظام قانوني، ولكن أيضًا بسبب الطبقة الاجتماعية. كتب المؤرخ مايكل چيه فايفر «خلافًا للفهم الشعبي، الإعدام الإقليمي المبكر لم يتدفق من غياب أو بُعد إنفاذ القانون بل من عدم الاستقرار الاجتماعي للمجتمعات المبكرة ومن أجل تنافسهم على المِلْكية، والمكانة، وتعريف النظام الاجتماعي».

### النزاعات المسلحة والعداوات

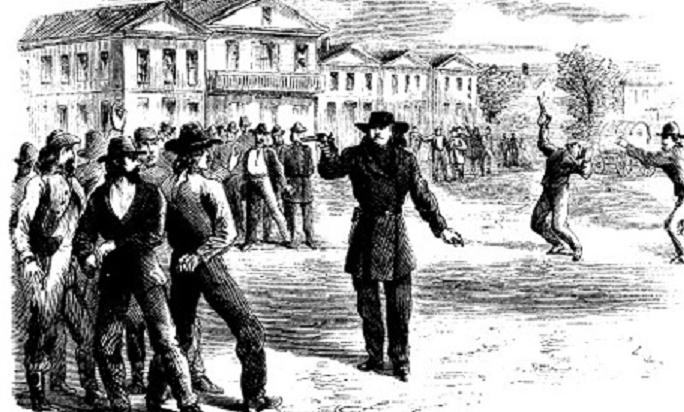
وايلد بيل هيكوك بعد قتل ديڤيز توت في مبارزة موضَحة في مجلة هارپر في فبراير 1867. سيصبح تبادل إطلاق النار مبارزة نمطية في الغرب الأمريكي.

أخذت أسماء ومآثر حاملي السلاح الغربيين دورًا رئيسيًا في الفلكلور الأمريكي والخيال والسينما. أصبحت أسلحتهم وأزياءهم لعبًا للأطفال في تقليد تبادلات إطلاق النار. أصبحت القصص تحظى بشعبية هائلة في ألمانيا والبلاد الأوروپية الأخرى، والتي أنتجت رواياتها وأفلامها الخاصة حول التخوم الأمريكية. صورة الغرب المتوحش المليئة بعدد لا يُحصى من النزاعات المسلحة كانت أسطورة مبنية على المبالغات المتكررة. أكثرها شهرة وبروزًا كانت في أريزونا ونيومكسيكو وكانساس وأوكلاهوما وتكساس. المعارك المسلحة الفعلية كانت عرضية أكثر من كونها أمرًا شائعًا، ولكنها عندما حدثت تباينت الأسباب لكل منها. بعضها كانت ببساطة نتيجةً لحرارة اللحظة، بينما بعضها الآخر كانت نتيجةً لعداوات طويلة الأمد، أو بين رجال القانون واللصوص. وعلى الرغم من أن معظمها تم جعلها رومانتيكية، فقد كانت هناك حالات نادرة من «السحب السريع» التي حدثت، مثل تبادل إطلاق نار وايلد بيل هيكوك - ديڤيز توت و«مبارزة لوك شورت-چيم كورترايت». تم خوض المبارزات القاتلة من أجل دعم الشرف الشخصي في الغرب. ولمنع المعارك المسلحة منعت بلدات مثل دودج سيتي وتومبستون الأسلحة النارية في البلدة.

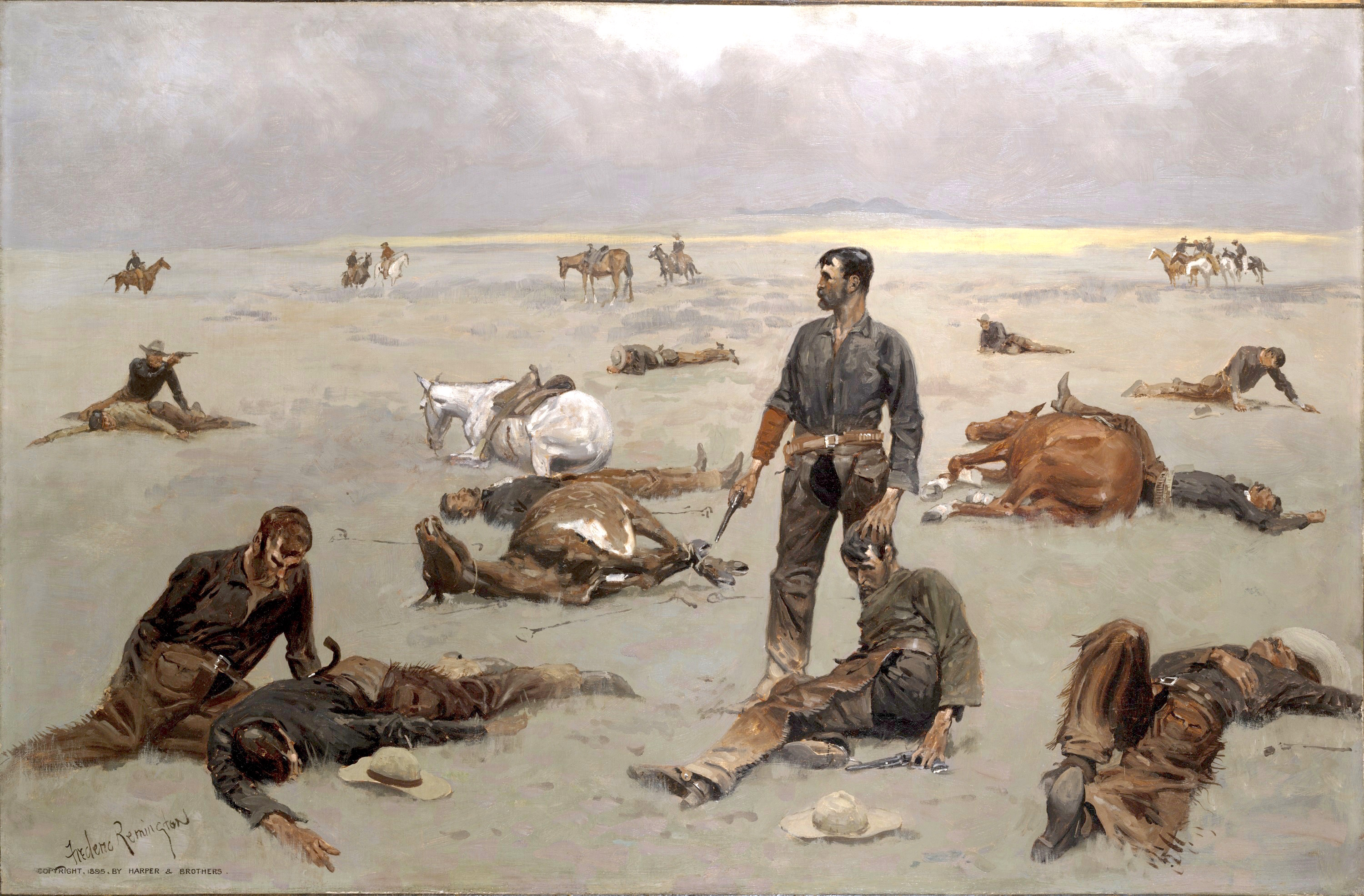
"ما تكلفة البقرة غير الموسومة" رسمها فريدريك ريمنجتون، والتي تصور آثار ما بعد حرب النطاق بين رعاة بقر وناهبي ماشية مفترضين.

كانت حروب النطاقات صراعات سيئة السُمعة حدثت في «النطاق المفتوح» للتخوم الأمريكية، وكان موضوع هذه الصراعات هو السيطرة على الأراضي التي تُستخدَم بحرية لأغراض الزراعة ورعي الماشية والتي أعطت الصراع اسمه. أصبحت حروب النطاقات أكثر انتشارًا بحلول نهاية الحرب الأهلية، حدثت الكثير من النزاعات مثل «حرب پليزانت» و«حرب مقاطعة ماسون» و«حرب مقاطعة چونسون» و«حرب نطاق كولورادو» و«حرب قطع السياج» و«حرب مقاطعة كولفاكس» و «حرب نطاق كاستيك» و«عداء باربر-ميزل» و«حرب ملح سان إليزاريو»، وغيرها. وخلال حرب نطاق في مونتانا قَتلت مجموعة يقظة سُميت «ستيوارتز سترانجلرز» والتي تكونت من رعاة ماشية ورعاة بقر، ما يصل إلى 20 من المجرمين وناهبي النطاقات في عام 1884 وحده. وفي نبراسكا، قاد أيسوم أوليڤ حرب نطاق في سنة 1878 والذي قتل عدد من مُلَّاك الأراضي ذات المزارع من خلال الإعدام خارج نطاق القانون وإطلاق النار قبل أن يؤدي هذا إلى مقتله في النهاية. نوع آخر من صراعات النطاقات المفتوحة سيئة السُمعة كانت حروب الخراف، والتي كانت بين مزارعي الخراف ومربيي الماشية بسبب حقوق الرعي والتي حدثت بشكل رئيسي في تكساس وأريزونا ومنطقة وايومنج وكولورادو الحدودية. وفي معظم الحالات استُخدِمت المشاركة العسكرية الرسمية لوضع حد سريع لهذه النزاعات. صراعات أخرى حدثت على الأراضي والأقاليم مثل «حرب المنظِّمين-الوسطاء» و«اضطرابات كورتينا» و«حرب لاس كويڤاس» و«حرب اللصوص».
وقد حدثت العداوات بين العائلات والسلالات كثيرًا في التخوم. وبما أن الوكالات الخاصة ولجان اليقظة كانت هي البديل عن المحاكم المناسبة، فقد اعتمدت عائلات عديدة في البداية على نفسها وعلى مجتمعاتها من أجل أمنها وعدالتها. هذه الحروب شملت «حرب مقاطعة لينكون» و«حرب توت-إيڤيريت» و«عداء فلاين-دُوران» و«عداء إيرلي-هاسلي» و«حرب بروكس-باكستر» و«عداء سوتون-تايلر» و«هوريل براذرز» و«عداء بروكس-ماكفارلاند» و«عداء ريس-تاونسيند» و «مطية ثأر الإيرپ».

### الماشية
فتحت نهاية قطعان البيسون مئات الأكرات لتربية الماشية. كان مربيي الماشية الإسپان قد أدخلوا تربية الماشية والماشية ذوات القرون الطويلة إلى الجنوب الغربي في القرن السابع عشر، وكان الرجال الذين عملوا في المزارع والذين كانوا يسمون «ڤاكوروس» (vaqueros) هم أول رعاة بقر في الغرب. وبعد الحرب الأهلية قام مربيي الماشية في تكساس بتربية قطعان كبيرة من الماشية ذوات القرون الطويلة. وكانت أقرب سكة حديدية تبعد 800 ميل أو أكثر (+ 130 كم) شمال كانساس (أبيلين وكانساس سيتي ودودج سيتي وويتشيتا)، لذا بمجرد أن يُسَمِّن مربيي الماشية ورعاة البقر القطعان كانوا يقومون بقيادتها شمالًا على طول مسلكا تشيشولم وشاوني الغربيان. كان يتم شحن الماشية إلى شيكاغو وسانت لويس والتوجه شرقًا للذبح والاستهلاك في المدن سريعة النمو. كان مسلك تشيشولم الذي وضعه مربي الماشية چوزيف مُكُّوي على طول مسلك قديم كان مربي الماشية چيسي تشيشولم قد قام بتعليمه، كان هو الشريان الرئيسي لتجارة الماشية، حيث نقل 1.5 مليون رأس بين عامي 1867 و1871 لمسافة 800 ميل (1,300 كـم) من جنوب تكساس إلى أبيلين بكانساس. كانت الرحلات الطويلة غادرة، وخاصة عبور المياه مثل برازوس والنهر الأحمر وعندما اضطروا إلى صد الهنود وناهبي الماشية متطلعين إلى الابتعاد مع مواشيهم. الرحلة النموذجية كانت تستغرق من ثلاث إلى أربع أشهر وكانت تتكون من ست مواشي تسير جنبًا إلى جنب طولها 2 ميل (3.2 كـم). وعلى الرغم من المخاطر فقد أثبتت القيادة الناجحة أنها مربحة للغاية لكل المعنيين، حيث كان سعر الثور الواحد 4 دولارات في تكساس و40 دولارًا في الشرق.

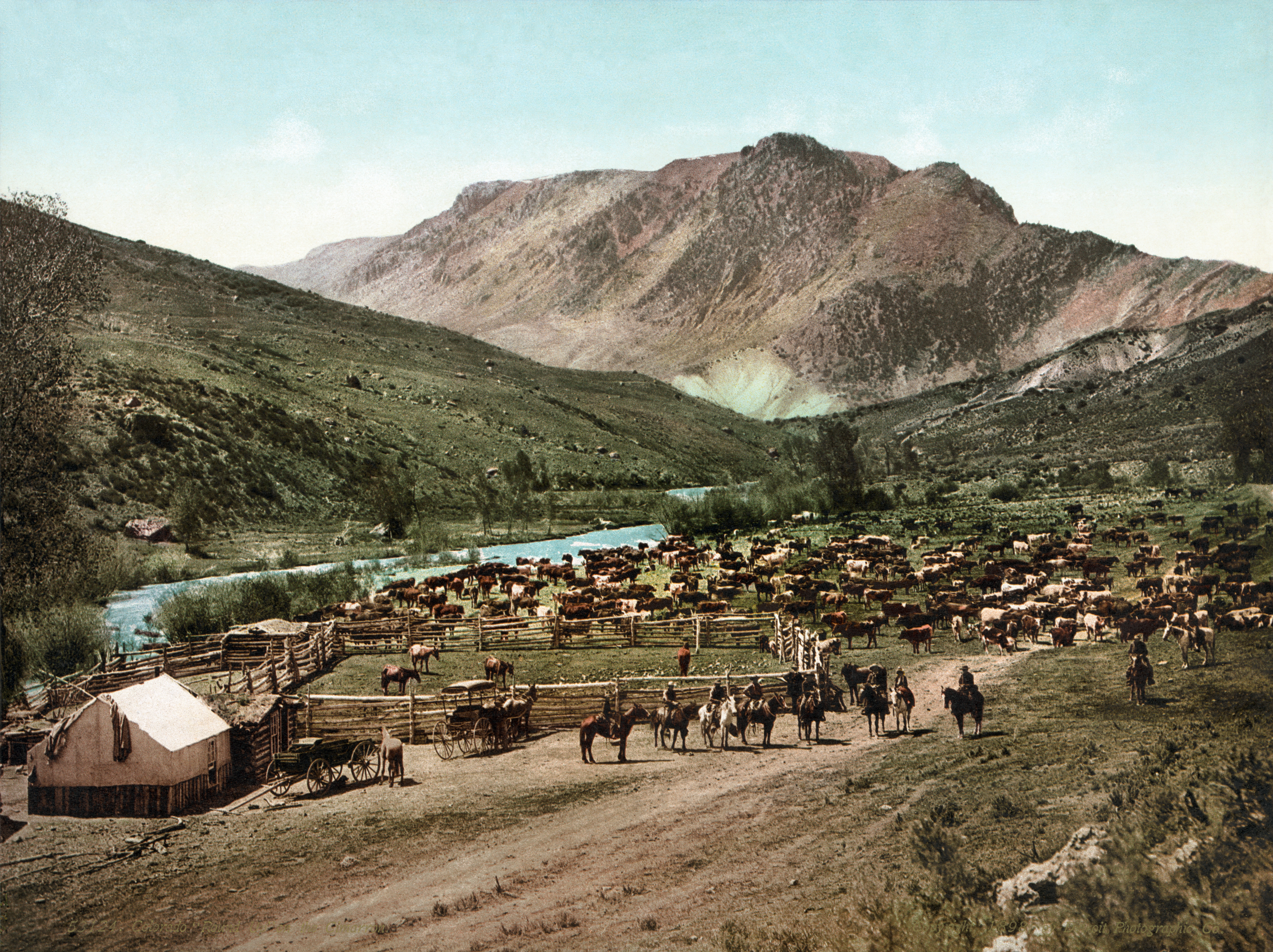
جمع الماشية في كولورادو حوالي سنة 1898.

وبحلول العقدين 1870 و1880 توسعت مزارع الماشية إلى مناطق أبعد شمالًا في مناطق جديدة للرعي، وحلت محل قطعان البيسون في وايومنج ومونتانا وكولورادو ونبراسكا وإقليم داكوتا باستخدام السكك الحديدية لشحنها إلى كلا الساحلين. كانت العديد من أكبر المزارع مملوكة للممولين الإسكتلنديين والإنجليز، وكانت أكبر مزرعة لتربية الماشية في الغرب كله مملوكة للأمريكي چون دبليو إيليف «ملك الماشية في السهول» الذي كان يعمل في كولورادو ووايومنج. وقد استُبدلت الماشية ذوات القرون الطويلة بالسلالات الأمريكية الهيريفورد والأنجوس التي قدمها المستوطنون في الشمال الغربي، وعلى الرغم من أن هذه السلالات أقل صلابة وأكثر عُرضة للإصابة بالأمراض إلا أنها أنتجت لحومًا أفضل مذاقًا وأسرع إنضاجًا.
جاء تمويل صناعة الماشية بشكل كبير من مصادر بريطانية، حيث انخرط المستثمرون الأوروپيون في مغامرة تكهنية؛ «فقاعة». يخلص جراهام إلى أن الهوس قد تأسس على فرصة حقيقة، بالإضافة إلى «المبالغة» و«السذاجة» و«الاتصالات غير الكافية» و«عدم الأمانة» و«عدم الكفاءة». غمر شتاء شديد السهول في نهاية سنة 1886 وكذلك في سنة 1887، حابسًا عشب البراري تحت الجليد والثلج المتقشر وهو ما تسبب في جوع القطعان التي لم تتمكن من اختراقه. خسر البريطانيون معظم أموالهم؛ مثلما حدث للمستثمرين الشرقيين مثل ثيودور روزڤلت، ولكن استثماراتهم خلقت صناعة كبيرة استمرت في التدوير خلال فترات الازدهار والكساد.
وعلى نطاق أصغر بكثير كان رعي الخراف يحظى بشعبية محلية؛ كانت الخراف أسهل في التغذية وتحتاج لكميات أقل من المياه، ومع ذلك، لم يأكل الأمريكيون لحم الضأن. ومع اقتراب نهاية تنقل المزارعين في نطاقات مزارع الماشية المفتوحة واستبدالها بأسلاك شائكة منتشرة حيث يمكن التحكم في المياه والتربية والتغذية والرعي، أدى هذا إلى «حروب الأسياج» التي اندلعت بسبب الخلافات حول حقوق المياه.

#### رعاة البقر

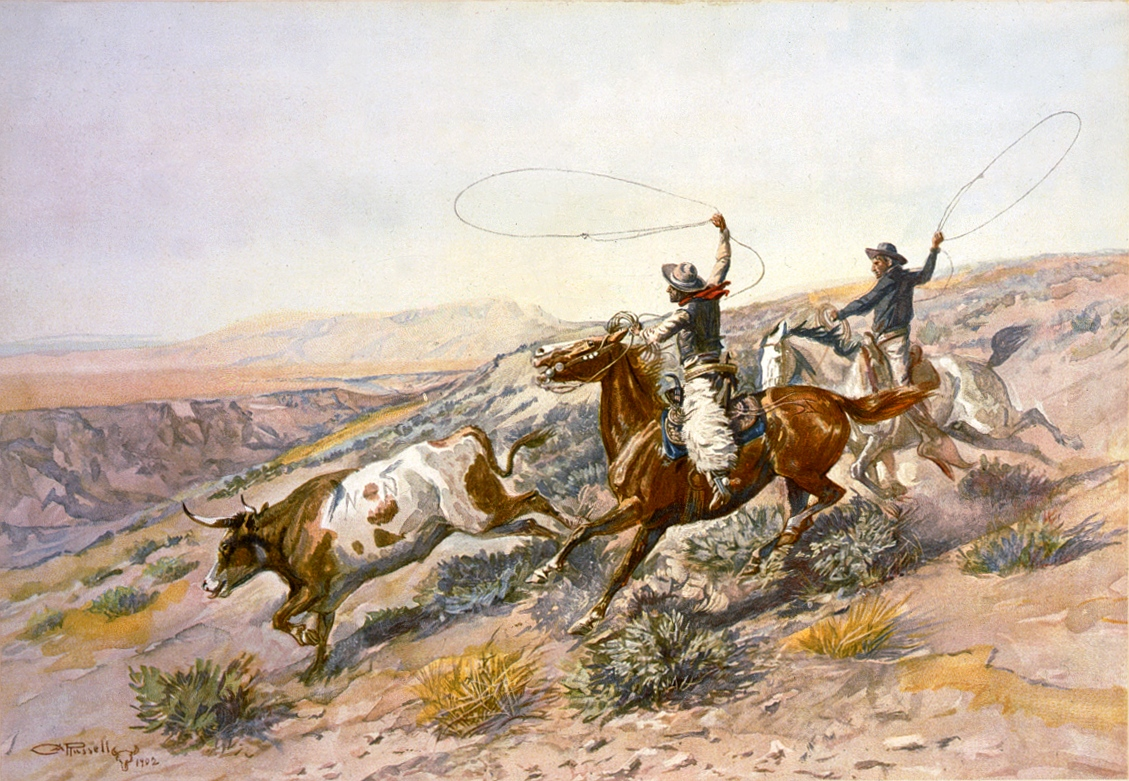
صورة كلاسيكية لرعاة البقر الأمريكيين، رسمها تشارلز ماريون راسل.

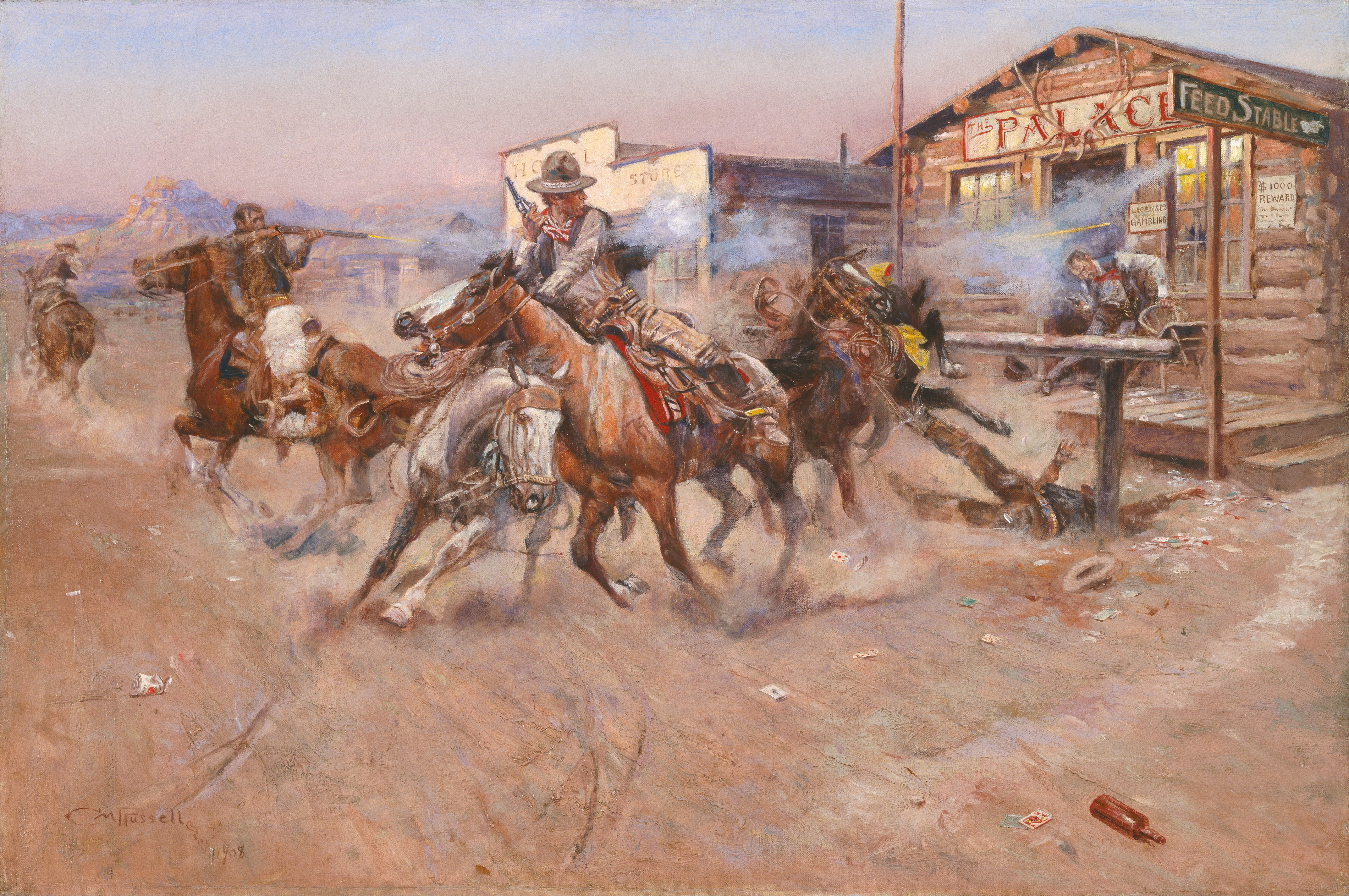
"سموك أوف إيه .45"، تشارلز ماريون راسل.

ما بين أسطورة وواقع الغرب هو راعي البقر، فقد كانت حياته الحقيقية صعبة ودارت حول جَمْعَين سنويين في الربيع والخريف، وقيادة الماشية اللاحقة إلى السوق، ووقت الراحة في مدن الماشية حيث ينفق المال الذي حصل عليه بصعوبة على الطعام والملابس والمقامرة والدعارة. وخلال الشتاء وظَّف رعاة البقر أنفسهم خارجيًا في مزارع الماشية بالقرب من مدن الماشية، حيث قاموا بإصلاح وصيانة المعدات والمباني. فلم يكن تشغيل الماشية مجرد وظيفة روتينية لكنه أيضًا أسلوب حياة مُبهِج في حرية الخروج في النطاقات الواسعة على ظهور الخيول. وكانت القيادة الطويلة يقوم بها راعي بقر واحد ومعه 250 رأسًا من الماشية. وكانت الصالونات منتشرة في كل مكان (خارج مناطق المورمون) ولكن كان يحظر على رعاة البقر شرب الكحول على الطرق. وفي أغلب الأحيان كان يتم تدريب وتعريف رعاة البقر المستأجَرين في تجارتهم مثل الرعي وتربية الماشية وحمايتها. ولحماية قطعانهم من الحيوانات البرية والهنود المعادين وناهبي الماشية؛ حمل رعاة البقر معهم أسلحتهم الأيقونية: السكين الباوي والوهق والسوط والمسدس والبندقية وبندقية الرش.
العديد من رعاة البقر كانوا من قدامى المحاربين في الحرب الأهلية؛ مجموعة متنوعة تضمنت السود والهسپان والأمريكيين الأصليين والمهاجرين من العديد من الأراضي. تعلّم رعاة البقر الأوائل في تكساس تجارتهم وتكييف ملابسهم ولغتهم الاصطلاحية من الڤاكوروس والـ«باكاروز» المكسيكيين وهم ورثة مربيي الماشية من وسط وجنوب إسپانيا. والسراويل الجلدية الوقائية الثقيلة التي يرتديها رعاة البقر الـ«تشاپس» (chaps) أخذت اسمها من الكلمة الإسپانية (chaparreras)، ووهق الـ«لاريات» (lariat) أو الحبل مستمَد من كلمة (la reata). كانت جميع الملابس المتميزة لراعي البقر - الأحذية طويلة الرقبة والسروج والقبعات والسراويل والتشاپس ومعاطف المطر وعصابات الرأس والقفازات والقمصان بدون الياقات - كانت عملية وقابلة للتكيف، صُممت للحماية والراحة، وسرعان ما طورت قبعة راعي البقر قدرتها حتى في السنوات الأولى على تحديد مرتديها كشخص مرتبط بالغرب؛ جاءت لترمز للتخوم. وأكثر الأزياء استمرارية التي تم تكييفها من رعاة البقر والتي تحظى بشعبية في جميع أنحاء العالم تقريبًا اليوم هي الچينز الأزرق الذي صنعه ليڤي شتراوس في الأصل لعمال المناجم سنة 1850.
قبل القيادة، تضمنت واجبات راعي البقر الخروج إلى النطاق وجمع الماشية المبعثرة، كان يتم اختيار أفضل الماشية وسحبها باستخدام الحبل ووسمها وكان يتم خصى معظم الماشية الذكور. الماشية كانت بحاجة أيضًا لإزالة قرونها وفصحها ومعالجتها من العدوى. وعلى طريق القيادة الطويلة كان راعي البقر بحاجة إلى تحريك الماشية في خط واحد، وكان بحاجة لمراقبتها نهارًا وليلًا لأنها كانت عُرضة للاندفاع الجماعي أو الشرود. وأثناء التخييم في كل ليلة كان رعاة البقر غالبًا ما يقومون بالغناء لقطعانهم للمحافظة على هدوئها. كانت أيام العمل تستمر في الغالب لأربع عشر ساعة مع ست ساعات فقط للنوم. كان العمل مرهقًا ومغبرًا، مع الاسترخاء لدقائق قليلة قبل وعند نهاية يوم طويل. وعلى الطريق غالبًا ما كان يتم حظر وتغريم الشرب والمقامرة والشجار، وفي بعض الأحيان الشتم أيضًا. كان العمل رتيبًا ومملًا، مع طعام يتطابق: لحم خنزير مقدد وفاصوليا وخبر وقهوة وفواكه مجفَفة وبطاطس. كان راعي البقر يكسب من 30 إلى 40 دولارًا شهريًا، وبسبب الخسائر المادية والعاطفية الشديدة كان من غير المعتاد أن يقضي راعي البقر أكثر من سبع سنوات في النطاق. وحيث أن النطاق المفتوح لمزارع الماشية ورحلات القيادة الطويلة فتحت المجال للتسييج في العقد 1880، فبحلول العقد 1890 انتهت أيام مجد رعاة البقر، وبدأت تظهر الأساطير حول راعي البقر الذي يعيش «حياة حُرّة». يعتبر الكثيرين فيلم «النهر الأحمر» (1948) من إخراج هاوارد هوكس وبطولة چون واين ومونتجومري كليفت تصويرًا حقيقيًا لقيادة الماشية.

#### مدن البقر
الازدهار الثابت لتربية الماشية في العقدين 1860 و1870 كان في مدن الماشية في كانساس وميزوري، مثل مدن التعدين في كاليفورنيا ونيڤادا، مرت مدن الماشية أبيلين ودودج سيتي وإلسورث بفترات قصيرة من الازدهار والكساد استمرت نحو خمس سنوات. مدن الماشية سوف تنمو عندما يهرول سماسرة الأراضي من أجل خطوط السكك الحديدية المقترَحة وبناء بلدات وخدمات الدعم التي تجذب مربيي الماشية ورعاة البقر. إذا امتثلت السكك الحديدية فإن أراضي الرعي الجديدة ومدن الدعم ستؤمِّن تجارة الماشية. ومع ذلك، وعلى عكس بلدات التعدين التي أصبحت في حالات كثيرة مدن أشباح وتوقفت عن الوجود بعد نفاذ المواد الخام، مدن الماشية تطورت من الرعي إلى الزراعة واستمرت بعد استنفاد أراضي الرعي.

## الحفظ وحماية البيئة

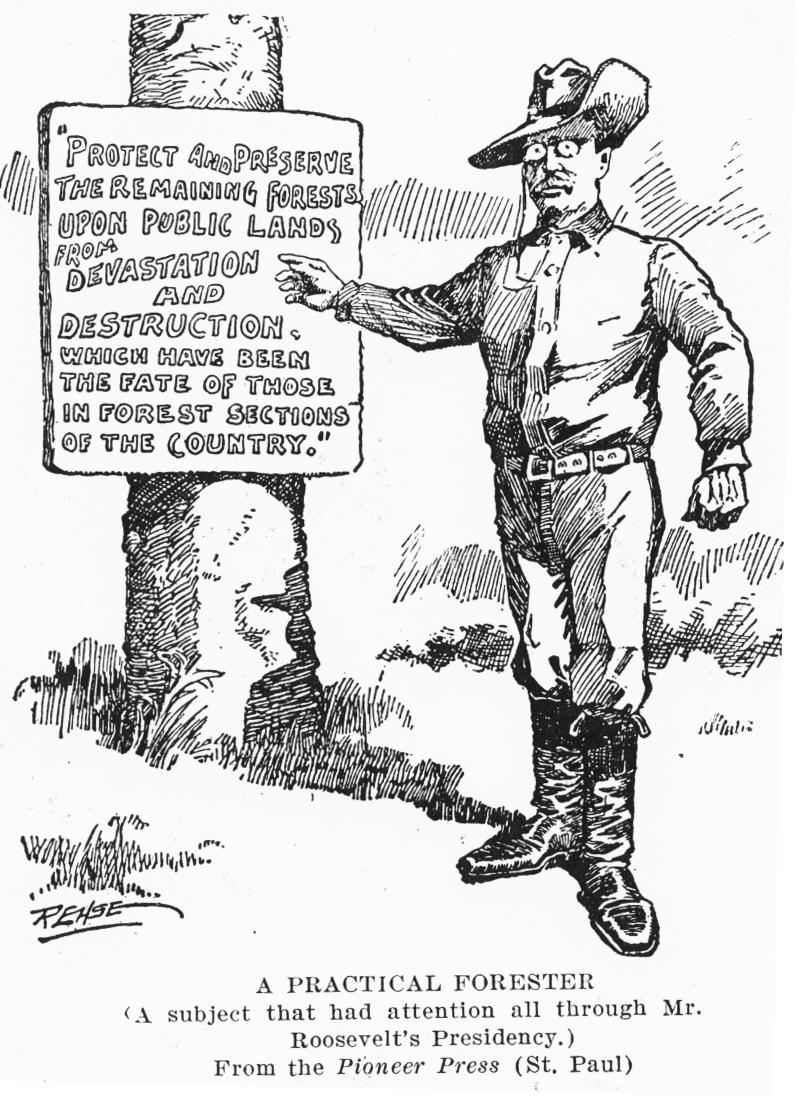
كارتون افتتاحي في سنة 1908 للرئيس الأمريكي ثيودور روزڤلت يعرض شخصية راعي البقر الخاصة به وحملته من أجل الحفظ.

الاهتمام بحماية البيئة أصبح قضية جديدة في أواخر القرن التاسع عشر، يؤلب الاهتمامات المختلفة. وعلى الجانب الآخر دعت شركات الخشب والفحم إلى استغلال أقصى للموارد الطبيعية لتعظيم الوظائف والنمو الاقتصادي وربحها الخاص.
في الوسط كان المحافظون بقيادة ثيودور روزڤلت وائتلافه من رجال الخلاء والرياضيين ومراقبي الطيور والعلماء الذين أرادوا تقليل النفايات والتأكيد على قيمة الجمال الطبيعي للسياحة والحياة البرية الوافرة للصيادين، وجادلوا بأن الإدارة الحريصة لن تعزز هذه الأهداف فحسب لكنها ستزيد أيضًا المنافع الاقتصادية طويلة الأمد للمجتمع من خلال الحصاد المخطَطَ له وحماية البيئة. عمل روزڤلت مع جيفورد پينتشوت واستخدم قانون استصلاح نيولاندز لسنة 1902 لتشجيع البناء الفدرالي للسدود لري المزارع الصغيرة ووضع 230 مليون أكر (360,000 ميل² أو 930,000 كم²) تحت الحماية الفدرالية. ونحى روزڤلت جانبًا المزيد من الأراضي الفدرالية والحدائق الوطنية والمحميات الطبيعية أكثر من أسلافه مجتمعين.
العنصر الثالث، كان الأصغر حجمًا في البداية لكنه نما بسرعة بعد سنة 1870، كان البيئيون الذين عظّموا البيئة من أجل مصلحتها الخاصة، ورفضوا هدف تعظيم المنافع البشرية. كان قائدهم چون موير مؤلفًا وخبيرًا بالطبيعة ورائدًا في الحفاظ على البيئة من أجل مصلحتها الخاصة، ومؤسِّس نادي سييرا في كاليفورنيا، وفي سنة 1899 بدأ تنظيم الدعم للحفاظ على السيكويا في وادي يوسمايت؛ مرر الكونجرس مشروع قانون حديقة يوسمايت الوطنية في سنة 1890. وفي سنة 1897 أنشأ الرئيس جروفر كليفلاند ثلاث عشر غابة محمية ولكن المهتمون بالأخشاب اضطروا الكونجرس لإلغاء هذه الخطوة. وقد اتخذ موير شخصية نبي من العهد القديم، وشن حملة ضد الحطابين وصورها على أنها منافسة «بين صلاح المناظر الطبيعية والشيطان». وقام موير بكتابة مقالات في مجلتي «هارپرز ويكلي» (5 يونيو 1897) و«أتلانتيك مونثلي» قامت بتحويل الشعور العام. قام موير بتعبئة الرأي العام لدعم برنامج روزڤلت لتنحية المعالم الوطنية ومحميات الغابات الوطنية والحدائق الوطنية. إلا أن موير انفصل عن روزڤلت وبصفة خاصة عن الرئيس ويليام هوارد تافت بشأن سد هيتش هيتشي، الذي بُنيّ في حديقة يوسمايت الوطنية لتزويد سان فرانسيسكو بالمياه.

### البيسون الأمريكي (البافالو)

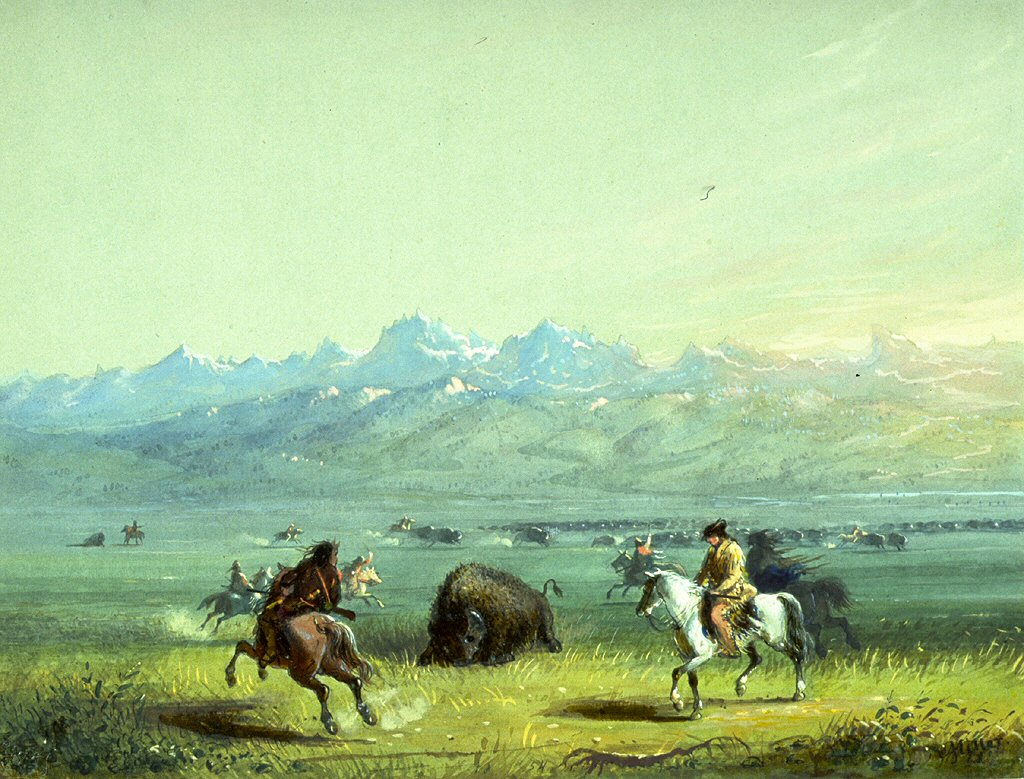
"البافالو الجريح"، رسم ألفريد چاكوب ميلر.

صعود صناعة الماشية ورعاة البقر يرتبط مباشرةً بزوال قطعان البيسون الأمريكي الضخمة (التي يُطلق الأمريكيون عليها عادةً اسم الـ«بافالو»، Buffalo). كان هناك أكثر من 25 مليون بيسون في السهول العظمى، كانت القطعان آكلة العشب موردًا حيويًا لهنود السهول توفر لهم الطعام والجلود والملابس والمأوى والعظام للأدوات. وقد أدي فقدان الموائل والأمراض والإفراط في الصيد إلى خفض أعداد القطعان خلال القرن الـ19 إلى حد قريب من الانقراض. آخر 10-15 مليون ماتوا في عقد 1872-1883، ونجا 100 فقط. ولم يكن أمام القبائل التي كانت تعتمد على البيسون خيار كبير سوى قبول عرض الحكومة بالتحفظات، حيث ستقوم الحكومة بإطعامهم ودعمهم بشرط ألا يذهبوا إلى طريق الحرب. أسس المحافظون على البيئة «جمعية البيسون الأمريكية» سنة 1905، وضغطوا على الكونجرس لإنشاء قطعان البيسون العامة. تم إنشاء العديد من الحدائق الوطنية في الولايات المتحدة وكندا، في جزء منه لتوفير ملاذ آمن للبيسون وغيره من الحيوانات البرية الكبيرة، مع عدم السماح للصيد. وقد وصلت أعداد البيسون إلى 500,000 بحلول سنة 2003.

## الغرب الأمريكي في الثقافة العامة

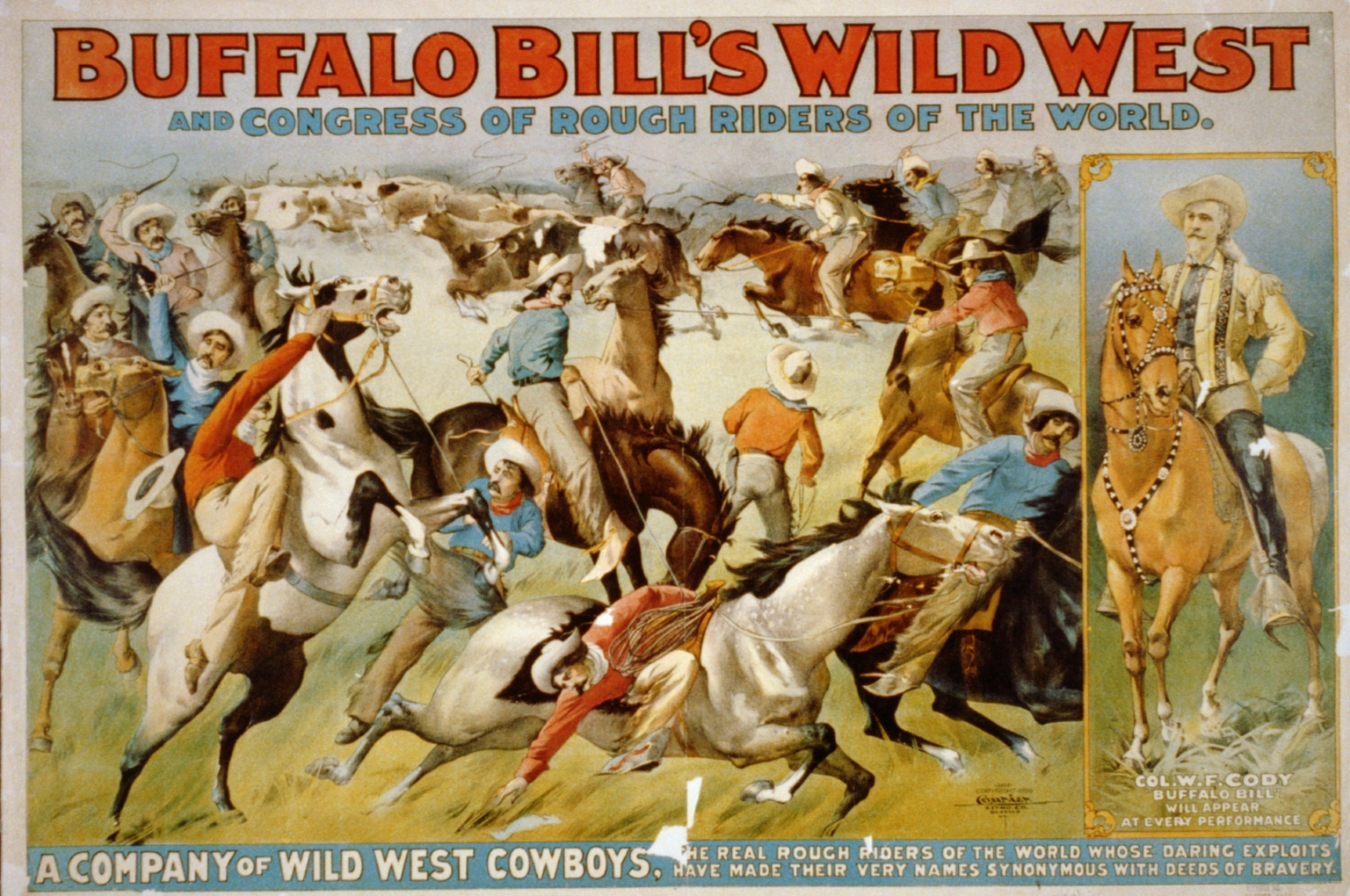
پوستر عرض الغرب المتوحش لبافالو بيل.

يُشكِّل الاستكشاف والاستيطان والاستغلال والصراعات في الغرب الأمريكي القديم نسيجًا فريدًا من الأحداث التي احتفى بها الأمريكيون وغير الأمريكيين على حد سواء - في الفن والموسيقى والرقص والروايات والمجلات والقصص القصيرة والشِعر والمسرح وألعاب الڤيديو والراديو والتلڤزيون والأغاني والتقاليد الشفهية - والتي هي مستمرة في العصر الحديث. يجادل ليڤي بأن الغرب المادي والأسطوري أوحى الملحنين مثل آرون كوپلاند وروي هاريس وڤيرجيل تومسون وتشارلز ويكفيلد كادمان وآرثر فارويل.
وقد ألهمت الموضوعات الدينية العديد من البيئيين عندما كانوا يتأملون الغرب الأصيل قبل أن ينتهك رجال التخوم روحانيته. وفي الواقع، كما برهن المؤرخ وليام كرونون أن مفهوم «البرية» كان سلبيًا للغاية ونقيض التدين قبل الحركة الرومانسية في القرن التاسع عشر.

### إشاعة المعرفة الغربية
تحويل الغرب إلى أسطورة بدأ من خلال عروض غنائية وموسيقى شعبية في أربعينات القرن التاسع عشر. وقد قدَّم پي تي بارنوم زعماء القبائل والرقصات الهندية وغيرها من عروض الغرب المتوحش في متاحفه. ومع ذلك فإن الوعي واسع النطاق قد انطلق بالفعل عندما ظهرت «روايات الدايم» في سنة 1859، أولها كانت «مالايسكا»، و«الزوجة الهندية للصياد الأبيض». من خلال تبسيط الواقع والمبالغة الصارخة للحقيقة، استحوذت الروايات على انتباه الجمهور بحكايات مثيرة عن العنف والبطولة، وثبَّتت في عقول العامة الصورة النمطية للأبطال والأشرار؛ رعاة البقر الشجعان والهنود المتوحشين، رجال القانون الفاضلين والخارجين عن القانون عديمي الرحمة، المستوطنون الشجعان ومربيي الماشية المفترسين. بيعت ملايين النسخ وآلاف العناوين، اعتمدت الروايات على سلسلة من الصيغ الأدبية التي يمكن التنبؤ بها والتي جذبت الأذواق بشكل جماعي وفي الغالب كانت تُكتَب في غضون أيام قليلة. أنجح روايات الدايم كانت «سيث چونز» (1860) من تأليف إدوارد إس إليس. جمَّلت قصص نيد بونتلاين بافالو بيل كودي، وخلق إدوارد إل ويلر شخصيات «ديدوود ديك» و«هيريكان نيل» وكارثة چين.
كان بافالو بيل الأكثر تأثيرًا في إشاعة الغرب القديم في الولايات المتحدة وأوروپا. الذي قدَّم أول عروض «الغرب المتوحش» في سنة 1883 وقدَّم استعراضات للمعارك الشهيرة (خاصة وقفة كاستر الأخيرة)، والرُماة الخبراء، والمظاهرات الدرامية لركوب الخيل من قِبل رعاة البقر والهنود، بالإضافة إلى إطلاق النار المؤكَّد من قِبل آني أوكلي.
روجت نخبة الكُتّاب والفنانين الشرقيين في أواخر القرن التاسع عشر للمعرفة الغربية واحتفت بها. ثيودور روزڤلت الذي كان يرتدي قبعاته كمؤرخ ومستكشف وصياد وصاحب مزرعة مواشي وخبيرًا بالطبيعة منتِجًا بشكل خاص. وظهرت أعمالهم في المجلات الوطنية الراقية مثل «ويكلي هارپر» وظهرت الرسوم التوضيحية من خلال فنانين مثل فريدريك ريمنجتن وتشارلز إم راسل وغيرهم. اشتري القُرّاء قصصًا مليئة بالحركة التي ألّفها كُتّاب مثل أوين ويستر، ناقلين صورة حية للغرب القديم. رثي ريمنجتون رحيل حقبة ساعد على تأريخها عندما كتب:

### تصوير القرن العشرين

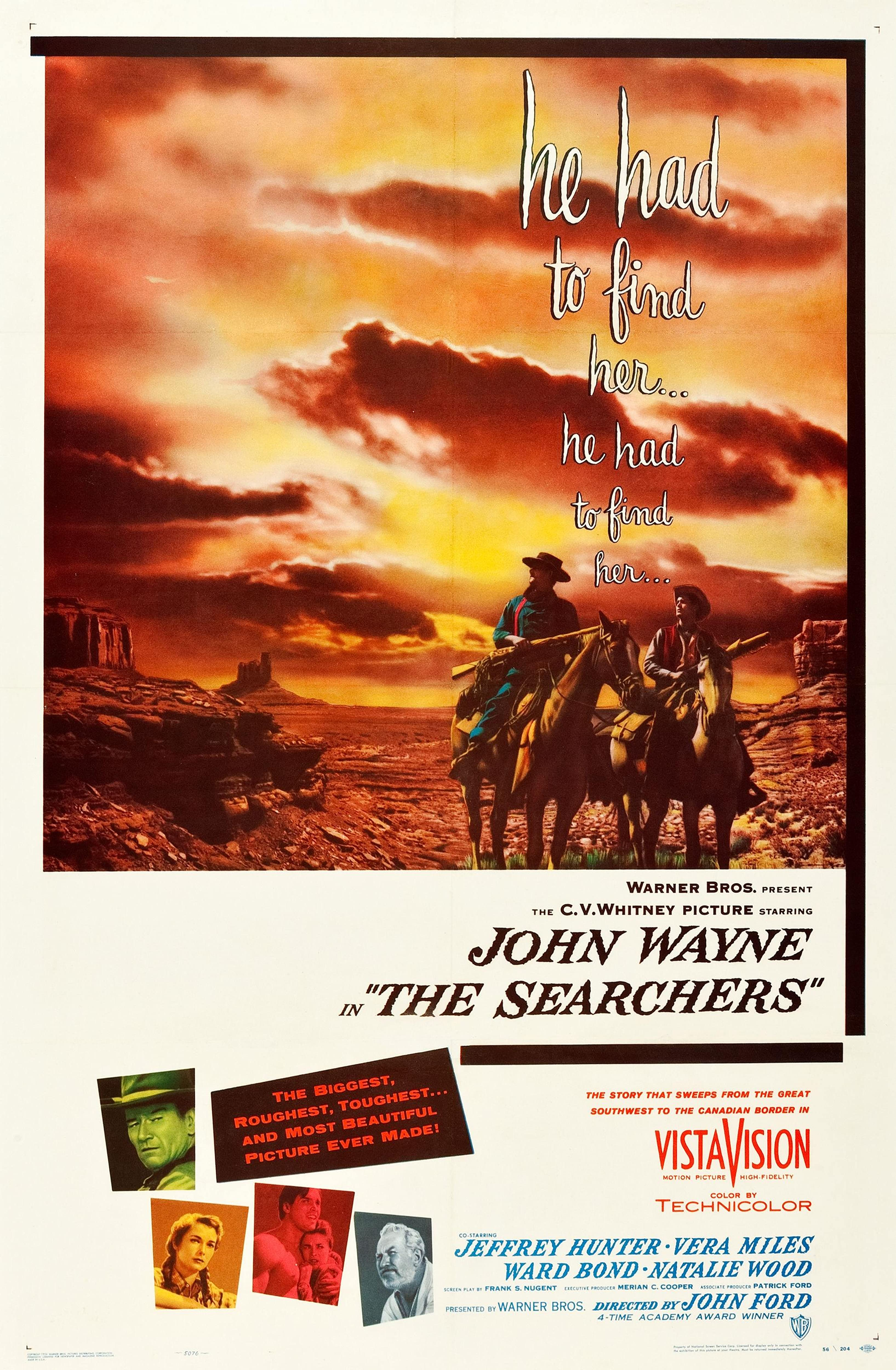
الباحثون هو فيلم أُنتج سنة 1956 يصور الصراع العنصري في ستينات القرن التاسع عشر.

في القرن العشرين، استمتع كل من السياح في الغرب والقُرّاء المتحمسين بالتصوير المرئي للتخوم. قدمت الأفلام الغربية أشهر الأمثلة، كما هو الحال في العديد من أفلام چون فورد، الذي كان مغرمًا بشكل خاص بوادي مونيومنت. يقول الناقد كيث فيپس «هي خمسة أميال مربعة [13 كيلومترًا مربعًا] قد حددت العقود التي يفكر فيها رواد السينما عندما يتخيلون الغرب الأمريكي». القصص البطولية التي خرجت من مباني السكك الحديدية الممتدة عبر القارة في منتصف العقد 1860 التي أحيتها روايات الدايم، ووضحت العديد من الصحف والمجلات مع تجاور البيئة التقليدية مع الحصان الحديدي للحداثة.

#### صور راعي البقر

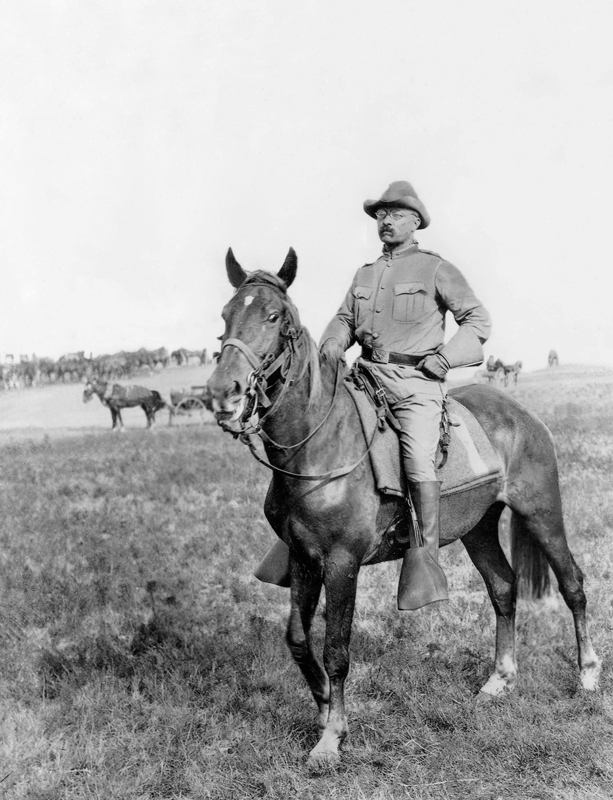
ساهم ثيودور روزڤلت في نشر صورة راعي البقر الأمريكي من خلال كتاباته.

كان رعاة البقر صورة أمريكية أيقونية لأكثر من قرن في داخل أمريكا وخارجها. مُعترف بها في جميع أنحاء العالم وموقَّرة من قِبل الأمريكيين. أشهر شخصيتين مُشاعتين تتضمنان فترة راعي البقر والـ«روث رايدر» للرئيس الأمريكي ثيودور روزڤلت الذي جعل الـ«كاوبوي» مرادفًا للأمريكي العدواني الأرعن، وويل روجرز المولود في الإقليم الهندي، الفكاهي صاحب حيل الحبل في العقد 1920.
تصور مفهوم روزڤلت للراعي (راعي البقر) كمرحلة حضارية متميزة عن المُزارع كثير الجلوس - وهو عمل تم التعبير عنه بشكل جيد العمل المسرحي الموسيقي «هوليوود!» سنة 1944 الذي يسلط الضوء على الصراع المستمر بين رعاة البقر والمزارعين - جادل روزڤلت بأن الرجولة التي مَثّلها راعي البقر - والنشاط الخارجي والرياضة بشكل عام - كانت ضرورية إذا كان الرجال الأمريكيون يريدون تجنب النعومة والتعفن الناتجان عن الحياة السهلة في المدينة.
هناك آخرون ساهموا في تعزيز الصورة الرومانسية لراعي البقر الأمريكي من بينهم تشارلز سيرينجو، وآندي آدمز. سيرينجو كان أول راعي بقر حقيقي يكتب سيرته الذاتية، قضى آدمز العقد 1880 في صناعة الماشية في تكساس والعقد 1890 في التعدين في جبال الروكي. وعندما أثار تصوير مسرحية للتكساسيين غضب آدمز، بدأ بكتابة مسرحيات وقصص قصيرة وروايات مأخوذة من تجاربه الخاصة. أصبحت «سجل راعي البقر» (1903) رواية كلاسيكية عن تجارة الماشية، وخاصة قيادة الماشية، والتي وَصَفت قيادة خيالية لقطيع سيركيل دوت من تكساس إلى مونتانا في سنة 1882، وأصبحت مصدرًا أساسيًا عن حياة رعاة البقر، وقد استعاد المؤرخون نهجه في ستينات القرن العشرين مؤكِّدين على دقته الأساسية. وتمت الإشادة بكتاباته وانتُقدت للأمانة الواقعية في التفاصيل من جهة والجودة الأدبية الرفيعة من جهة أخرى.
تم إلقاء الضوء على المهارات الفريدة لرعاة البقر في الروديو، بدأ الأمر بطريقة منظمة في الغرب في العقد 1880، عندما تبعت مدن غربية عديدة جولات عروض الغرب المتوحش ونظمت الاحتفالات التي تضمنت أنشطة الروديو. أدى تأسيس منافسات رعاة البقر الرئيسية في الشرق في العقد 1920 إلى نمو رياضات الروديو. رعاة البقر الذين عُرفوا كمقاتلين مسلحين مثل چون ويزلي هاردين ولوك شروت عُرفوا لشجاعتهم وسرعتهم ومهارتهم مع مسدساتهم والأسلحة النارية الأخرى، وتحولت مغامراتهم وسمعتهم على مر الزمن إلى صورة نمطية للعنف دامت كـ«رعاة بقر أبطال».

### في السينما

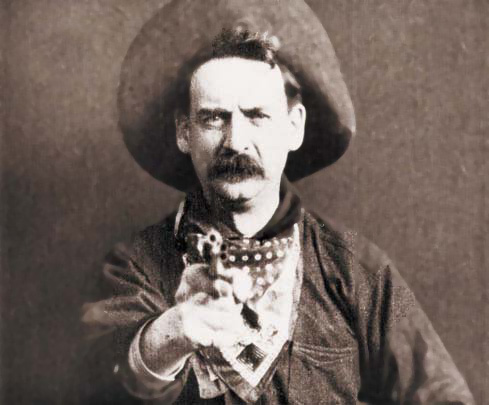
چاستوس دي بارنز مرتديًا الزي الغربي في الفيلم الصامت سرقة القطار الكبرى (1903)، أول فيلم غربي.

بدأت الأفلام الغربية تقريبًا في نفس الوقت الذي اُخْتُرِعت فيه السينما، كان الفيلم الأول الذي تم اعتباره على هذا النحو هو سرقة القطار الكبرى في سنة 1903. حقق هذا النوع شعبية هائلة في ثلاثينات القرن العشرين، وكذلك فيما وراء الولايات المتحدة، بفضل المواقف والشخصيات العالمية. هناك ثلاث أنواع غربية تم تمييزها من قِبل رواد السينما، الغربي الكلاسيكي (من العقد 1930 إلى العقد 1950) يُظهر أبطالًا فاضلين قام بدورهم، على سبيل المثال، جاري كوپر وچون واين، شخصيات نمطية وسيناريوهات مانوية. جدد الويسترن السباجيتي هذا النوع في إيطاليا مع جرأة بصرية، مواقف أكثر عنفًا وشخصيات أكثر سخرية لكنها أيضًا أكثر واقعية. ومن نهاية العقد 1960، بدأ الأمريكيون بإحياء النوع مع الغربي الشفقي (وُصف من خلال اسم أوسع للغربي المُعدَّل من قِبل الأمريكيين)، حيث الشخصيات الرئيسية هي مضادة للبطل، وازداد العنف والواقعية تفاقمًا، وإعادة تأهيل المصير المأسوي للهنود الأمريكيين. في الغربي الكلاسيكي مع بعض الاستثناءات (السهم المكسور في سنة 1950) ظهر الأمريكيون الأصليون في دور الأشرار، تم عكس الوضع في العقد 1960، وتم تمثيل الأمريكيين الأصليين كضحايا للاستعمار والمقاوَمة، وكأشخاص تستحق ثقافتهم وعلاقتهم بالطبيعة الاحترام، في أفلام مثل خريف الشايان (1964)، و«ليتل بيج مان» (1970)، و«چيريميا چونسون» (1972).
من بين الأفلام الغربية الأكثر شعبية حاليًا، يمكن ذِكر: الطيب والشرس والقبيح (1966)، وحدث ذات مرة في الغرب (1968)، وغير مغفور (1992)، وچوسي ويلز الخارج عن القانون (1976)، ووسط الظُهر (1952)، وبوتش كاسيدي وساندانس كيد (1969)، والعصابة البرية (1969)، والرجل الذي أطلق النار على ليبرتي ڤالانس (1962)، والباحثون (1956)، وعربة الجياد (1939)، و«ريو براڤو» (1959)، و«النهر الأحمر» (1948)، والرقص مع الذئاب (1990)، و«ماكيب ومسز ميلر» (1971)، ورجل ميت (1995)، و«ليتل بيج مان» (1970)، وعزم حقيقي (2010)، والعائد (2015).

### كود الغرب
كتب مؤرخو الغرب الأمريكي عن الغرب الأسطوري؛ غرب الأدب الغربي والفن والذكريات المشترَكة للناس. الظاهرة هي «الغرب المتخيَّل». «كود الغرب» كان غير مكتوبًا، ومتفَّق عليه اجتماعيًا على القوانين غير الرسمية التي شكَّلت ثقافة رعاة البقر في الغرب القديم. وبمرور الوقت طور رعاة البقر ثقافة شخصية خاصة بهم، مزيج من القيم التي تحتفظ حتى ببقايا من شهامة الفرسان، مثل هذا العمل الخطير في ظروف منعزلة يولد أيضًا تقليد الاعتماد على الذات والفردانية، مع قيمة كبير توضع على صدق الشخصية، مثل الموجودة في أغاني وأشعار رعاة البقر. الكود شمل أيضًا المقاتلين المسلحين، الذي كان أحيانًا يتبع شكل من أشكال كود المبارزة المعتمَد من الجنوب القديم، من أجل حل النزاعات والمبارزات. والعدالة خارج نطاق القضاء التي رأيناها خلال الأيام التخومية مثل الإعدام دون محاكمة واليقظة والنزاعات المسلحة التي أشاعها النوع الغربي، والتي ستُعرف لاحقًا في العصر الحديث كأمثلة على العدالة التخومية، حيث أصبح الغرب شيئًا من الخيال في أواخر القرن التاسع عشر.

## نهاية التخوم
بعد تعداد الولايات المتحدة 1890 الذي أُخذ في سنة 1890، أعلن المراقب أنه لم يعد هناك خط واضح لتقدم الاستيطان، وبالتالي لم تعد هناك تخومًا في الولايات المتحدة القارية. أخذ المؤرخ فريدرك چاكسون تيرنر الإحصاء للإعلان عن نهاية الحقبة التي شكَّلت فيه عملية التخوم الشخصية الأمريكية. كان من الصعب على نحو متزايد العثور على أراضي زراعية الجديدة بعد سنة 1890، على الرغم من أن السكك الحديدية أعلنت عن بعضها في شرق مونتانا. يُظهر بيتشا أن ما يقرب من 600,000 مزارع أمريكي بحثوا عن أرض رخيصة من خلال الانتقال إلى تخوم البراري في الغرب الكندي في الفترة من سنة 1897 إلى سنة 1914، ومع ذلك، أصيب نحو ثلثي هؤلاء بخيبة أمل وعادوا إلى الولايات المتحدة. إلا أن الاعتراف بأوكلاهوما كولاية في سنة 1907 وضم إقليم أوكلاهوما والإقليم الهندي المتبقي، وأقاليم أريزونا ونيومكسيكو كولايات في سنة 1912 لم ينه التخوم، فهذه كانت تحتوي على الكثير من الأراضي غير المأهولة، كما في إقليم ألاسكا، ومع ذلك، فإن روح وخط قصة «التخوم الأمريكية» قد ذهبا.

## علم التأريخ
أسست أطروحة التخوم للمؤرخ فريدريك چاكسون تيرنر والتي أُعلِنت في عام 1893، الخطوط الرئيسية للتأريخ الذي شكَّل المنح الدراسية لثلاث أو أربع أجيال وظهرت في الكتب المدرسية التي استخدمها جميع الطلاب الأمريكيين تقريبًا.
أصبح العشرات من طلاب تيرنر أساتذة في أقسام التاريخ في الولايات الغربية، وقاموا بتدريس دورات على التخوم. وقد كشف المتخصصون زيف العديد من أساطير التخوم، لكنهم مع ذلك يعيشون على التقاليد المجتمعية والفلكلور والخيال. في سبعينات القرن العشرين نشبت حرب نطاق تأريخية بين الدراسات التخومية التقليدية، والتي تؤكد على أهمية التخوم على كل تاريخ وثقافة أمريكا و«التاريخ الغربي الجديد» الذي يُضيّق الإطار الجغرافي والزمني للتركيز على الغرب العابر للمسيسيپي بعد سنة 1850. فهو يتجنب كلمة «التخوم» ويؤكد على أهمية التفاعل الثقافي بين الثقافة البيضاء والمجموعات مثل الهنود والهسپان. يجادل أستاذ التاريخ ويليام ويكس في جامعة سان دييجو هذا في نهج «التاريخ الغربي الجديد»:
ومع ذلك، وبحلول سنة 2005 جادل آرون أن الجانبان "توصلا إلى توازن في الحجج البلاغية والانتقادات."
وفي نفس الوقت، ظهر التأريخ البيئي في جزء كبير من التأريخ التخومي، ومن ثم تركيزه على الحياة البرية. وهو يلعب دورًا كبيرًا على نحو متزايد في دراسات التخوم. اقترب المؤرخون من البيئة من وجهة النظر التخومية أو الإقليمية. تؤكد المجموعة الأولى على وكالة البشر على البيئة؛ والثانية تنظر إلى تأثير البيئة. جادل وليام كرونون بأن مقالة تيرنر الشهيرة في سنة 1893 كانت تأريخًا بيئيًا في شكل جنيني. وأكد على القوة الشاسعة للأراضي الحرة لجذب وإعادة تشكيل المستوطنين، وهو ما أدى إلى الانتقال من البرية إلى الحضارة.
وقد رأى الصحفي صامويل لوبيل أوجه تشابه بين أمركة المهاجرين التي وصفها تيرنر والتسلق الاجتماعي من قِبل المهاجرين اللاحقين في المدن الكبرى عندما انتقلوا إلى الأحياء الأكثر ثراءً. وقارن تأثيرات فتح السكك الحديدية للأراضي الغربية بأنظمة النقل الحضري والسيارات، وبين «جوع» المستوطنين الغربيين للأرض وسكان المدينة الفقراء الباحثين عن الوضع الاجتماعي. تمامًا كما استفاد الحزب الجمهوري من دعم مجموعات المهاجرين «القديمة» التي استوطنت المزارع التخومية، شكَّل المهاجرون «الجدد» للحضر جزءًا مهمًا من ائتلاف الصفقة الجديدة الديمقراطي الذي بدأ بفوز فرانكلين روزڤلت في الانتخابات الرئاسية عام 1932.

## الملاحظات
1. ↑  الـ"فورتي ناينر" (Forty-Niner) أو (49er)، هو لقب أُعطي للباحثين عن الذهب أو لأي شخص آخر شارك في حمى ذهب كاليفورنيا سنة 1849.

## قراءات إضافية
بحوث
- راي ألين بيلينغتون، and Martin Ridge. Westward Expansion: A History of the American Frontier (5th ed. 2001); 892 pp; textbook with 160pp of detailed annotated bibliographies online
- راي ألين بيلينغتون. The Far Western frontier, 1830–1860 (1962), Wide-ranging scholarly survey; online free
- Clark, Thomas D. The rampaging frontier: Manners and humors of pioneer days in the South and the middle West (1939).
- Deverell, William, ed. A Companion to the American West (Blackwell Companions to American History) (2004); 572pp excerpt and text search
- Hawgood, John A. America's Western Frontiers (1st ed. 1967); 234 pp; textbook covering pre-Columbian era through mid twentieth century
- Heard, J. Norman. Handbook of the American Frontier (5 vol Scarecrow Press, 1987–98); Covers 1: The Southeastern Woodlands, 2: The Northeastern Woodlands, 3: The Great Plains, 4: The Far West and vol. 5: Chronology, Bibliography, Index. Compilation of Indian-white contacts & conflicts
- Hine, Robert V., and John Mack Faragher. The American West: A New Interpretive History (Yale University Press, 2000). 576 pp.; textbook
- Josephy, Alvin  [لغات أخرى]‏. The American heritage book of the pioneer spirit (1965)
- Lamar, Howard, ed. The New Encyclopedia of the American West (1998); this is a revised version of Reader's Encyclopedia of the American West ed. by Howard Lamar (1977)
- Michno، F. Gregory (2009). Encyclopedia of Indian wars: Western battles and skirmishes 1850–1890. Missoula: Mountain Press Publishing Company. ISBN:978-0-87842-468-9.
- Milner, Clyde, Carol O'Connor, and Martha Sandweiss, eds. The Oxford History of the American West (1994) long essays by scholars; online free
- Paxson, Frederic Logan. History of the American frontier, 1763–1893 (1924), old survey by leading authority; Pulitzer Prize
- Paxson, Frederic Logan. The Last American Frontier (1910) online free
- Snodgrass, Mary Ellen, ed. Settlers of the American West: The Lives of 231 Notable Pioneers, (2015) مكفارلاند وشركاه، (ردمك 978-0-7864-9735-5)
- Utley, Robert M. The Story of The West (2003)
- White, Richard. "It's Your Misfortune and None of My Own": A New History of the American West  [لغات أخرى]‏ (1991), textbook focused on post 1890 far west

السهول العظمى وسياسة الأرض
- Gates, Paul W. "An overview of American land policy". Agricultural History (1976): 213–229. in JSTOR
- Gates, Paul W. "Homesteading in the High Plains". Agricultural History (1977): 109–133. in JSTOR
- Otto, John Solomon. The Southern Frontiers, 1607–1860: The Agricultural Evolution of the Colonial and Antebellum South (ABC-CLIO, 1989).
- Swierenga, Robert P. "Land Speculation and Its Impact on American Economic Growth and Welfare: A Historiographical Review". Western Historical Quarterly (1977) 8#3 pp: 283–302. in JSTOR
- Unruh, John David. The Plains Across: The Overland Emigrants and the Trans-Mississippi West  [لغات أخرى]‏, 1840–1860 (1993)
- Van Atta, John R. Securing the West: Politics, Public Lands, and the Fate of the Old Republic, 1785–1850 (2014) xiii + 294 pp. online review
- Wishart، David J.، المحرر (2004). Encyclopedia of the Great Plains. University of Nebraska Press. ISBN:0803247877. مؤرشف من الأصل في 2019-03-22.

علم التأريخ
- Billington, Ray Allen. America's Frontier Heritage (1984), a favorable analysis of Turner's theories in relation to social sciences and historiography online
- Etulain, Richard W., "Clio's Disciples on the Rio Grande: Western History at the University of New Mexico", New Mexico Historical Review 87 (Summer 2012), 277–98.
- Etulain، Richard W.، المحرر (2002). Writing Western History: Essays On Major Western Historians. U. of Nevada Press. ISBN:9780874175172. مؤرشف من الأصل في 2020-04-12.
- Hurtado, Albert L., "Bolton and Turner: The Borderlands and American Exceptionalism", Western Historical Quarterly, (Spring 2013) 44#1 pp. 5–20.
- Limerick, Patricia. The Legacy of Conquest: The Unbroken Past of the American West (1987), attacks Turner and promotes the New Western History
- Smith, Stacey L. "Beyond North and South: Putting the West in the Civil War and Reconstruction", Journal of the Civil War Era (Dec 2016) 6#4 pp. 566–591. دُوِي:10.1353/cwe.2016.0073 excerpt
- Witschi، Nicolas S.، المحرر (2011). A Companion to the Literature and Culture of the American West. John Wiley & Sons. ISBN:9781444396577. مؤرشف من الأصل في 2020-03-16.

الصور والذاكرة
- Brégent-Heald Dominique. "Primitive Encounters: Film and Tourism in the North American West", Western Historical Quarterly (2007) 38#1 (Spring, 2007), pp. 47–67 in JSTOR
- Etulain, Richard W. Re-imagining the Modern American West: A Century of Fiction, History, and Art (1996)
- Hausladen، Gary J. (2006). Western Places, American Myths: How We Think About The West. U. of Nevada Press. ISBN:9780874176629. مؤرشف من الأصل في 2020-04-12.
- Hyde, Anne Farrar. An American Vision: Far Western Landscape and National Culture, 1820–1920 (New York University Press, 1993)
- Mitchell، Lee Clark (1998). Westerns: Making the Man in Fiction and Film. U. of Chicago Press. ISBN:9780226532356. مؤرشف من الأصل في 2019-03-22.
- Prown, Jules David, Nancy K. Anderson, and William Cronon, eds. Discovered Lands, Invented Pasts: Transforming Visions of the American West (1994)
- Rothman, Hal K. Devil's Bargains: Tourism and the Twentieth-Century American West (University of Kansas Press, 1998)
- Slotkin، Richard (1998). The Fatal Environment: The Myth of the Frontier in the Age of Industrialization, 1800–1890. University of Oklahoma Press.
- Slotkin، Richard (1960). Gunfighter Nation: The Myth of the Frontier in Twentieth-Century America. University of Oklahoma Press.
- Smith، Henry Nash (1950). Virgin Land: The American West as Symbol and Myth. Cambridge: Harvard University Press. مؤرشف من الأصل في 2022-10-29.
- Tompkins، Jane (1993). West of Everything: The Inner Life of Westerns. Oxford University Press. مؤرشف من الأصل في 2022-10-29.
- Wrobel, David M. Global West, American Frontier: Travel, Empire, and Exceptionalism from Manifest Destiny to the Great Depression (University of New Mexico Press, 2013) 312 pp.; evaluates European and American travelers' accounts

مصادر أولية
- أولريش بونيل فيليبس  Plantation and Frontier Documents, 1649–1863; Illustrative of Industrial History in the Colonial and Antebellum South: Collected from MSS. and Other Rare Sources. 2 Volumes. (1909). vol 1 & 2 online edition 716pp
- Watts, Edward, and David Rachels, eds. The First West: Writing from the American Frontier, 1776–1860 (Oxford UP, 2002), 960pp; primary sources excerpt and text search, long excerpts from 59 authors

مقالات علمية
- Full text of all articles in Western Historical Quarterly, 1972 to present
- Great Plains Quarterly Table of contents, 1981 to present نسخة محفوظة 5 مايو 2023 على موقع واي باك مشين.؛ 2014 to present online articles

## وصلات خارجية
ثقافة
- مركز الحياة الشعبية الغربي (بالإنجليزية)

تاريخ
- متحف أوتري الوطني للغرب الأمريكي - لوس أنجلوس، كاليفورنيا (بالإنجليزية)
- تاريخ الغرب الأمريكي (بالإنجليزية)
- منظور جديد حول 'الغرب'. مشروع أفلام الغرب، WETA-TV، 2001 (بالإنجليزية)
- حصن دودج، تاريخ كانساس أيدا إلين راث، 1964 (بالإنجليزية)
- الغرب القديم بكانساس (بالإنجليزية)
- تاريخ تومبستون، أريزونا (بالإنجليزية)
- «الغرب الأمريكي»، نقاش على راديو بي بي سي 4 مع فرانك ماكلاين، وچيني كالدر وكريستوفر فرايلينج، (13 يونيو 2002، In Our Time) (بالإنجليزية)

وسائط
- لقطات لعروض بافالو بيل «الغرب المتوحش» في أعوام 1898 و1902 و1910 (بالإنجليزية)
- 161 صورة لجغرافيا وشخصيات التخوم (بالإنجليزية)